# Seleção Brasileira de Futebol
A Seleção Brasileira de Futebol, administrada pela CBF (Confederação Brasileira de Futebol), uma associação privada, representa o Brasil nas competições de futebol da CONMEBOL e FIFA.
Formada em 1914 e considerada um dos maiores símbolos do país, também chamada de "Canarinha" ou "Seleção Canarinha", é a seleção mais bem-sucedida da história do futebol mundial, sendo a recordista em conquistas em Copas do Mundo, com cinco títulos invictos (1958, 1962, 1970, 1994 e 2002) e quatro títulos da Copa das Confederações FIFA (1997, 2005, 2009 e 2013, competição na qual também é a maior vencedora da história).
Dentre outras conquistas importantes, a seleção detém nove títulos da Copa América (1919, 1922, 1949, 1989, 1997, 1999, 2004, 2007 e 2019). Nos Jogos Olímpicos de 2016, sediados no Rio de Janeiro, conquistou pela primeira vez a medalha de ouro, vencendo a seleção alemã nos pênaltis. O feito se repetiu em 2021, no Japão quanto conquistou a medalha de ouro no futebol pela segunda vez. Em ambas oportunidades, a Seleção Brasileira conquistou as medalhas de ouro de maneira invicta.
A Seleção Brasileira é muito lembrada quando se fala de futebol arte já que, desde 1958 engrandece o futebol mundial com grandes nomes que com a amarelinha impressionaram e fizeram história. Pelé lidera a longa lista de craques brasileiros, considerado um dos maiores jogadores de todos os tempos. Contemporâneo de Pelé, Garrincha, o eterno "anjo das pernas tortas" de dribles desconcertantes, abrilhantou os gramados com seu futebol. Outros grandes que encantaram não só o Brasil mas o mundo foram Didi, Nílton Santos, Djalma Santos, Rivellino, Gérson, Jairzinho, Carlos Alberto Torres, Tostão, Júnior, Zico, Sócrates, Roberto Dinamite, Falcão, Taffarel, Romário, Bebeto, Cafu, Roberto Carlos, Ronaldo, Rivaldo, Ronaldinho, Kaká, Robinho, Adriano, e, atualmente, Neymar e Vinícius Júnior.

## História

### Antecedentes
Muito se discute sobre quem introduziu a prática do futebol no Brasil. As opiniões e pesquisas são diversificadas e muito controvérsias, que vão desde a vinda das empresas inglesas ao país por volta de 1890, passando pela chegada de navios estrangeiros, até o futebol praticado em colégios e seminários no final do século XIX. A história oficial conta que a chegada do "football" ao país ocorreu graças a Charles William Miller, um brasileiro filho de ingleses, que desembarcou no porto de Santos em 1894 trazendo consigo duas bolas de futebol, após ter concluído seus estudos em Southampton.

### 1903–1913: Era prata e a fase pré-seleção
Entre 1903 e 1913, o futebol já se encontrava em franca ascensão, principalmente nas cidades de São Paulo e do Rio de Janeiro, e diversos clubes e combinados estrangeiros de Argentina, Chile, Uruguai, Inglaterra, Itália e Portugal vieram ao Brasil disputar partidas amistosas contra combinados estaduais paulistas, cariocas e até baiano, que muitas vezes contavam com jogadores estrangeiros que atuavam nos times e mesmo alguns combinados nacionais, estes formados unicamente por jogadores brasileiros.

### 1914–1938: A formação e os primórdios

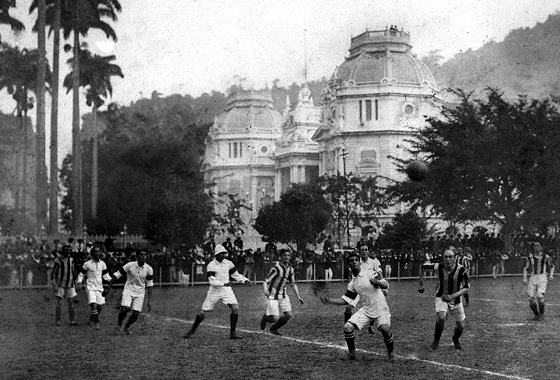
A primeira partida da seleção brasileira contra o Exeter City Football Club em 1914

A Seleção Brasileira foi formada pela primeira vez em 21 de julho de 1914. Fez seu primeiro jogo contra o Exeter City, da Inglaterra, no campo do Fluminense Football Club, em 21 de julho daquele ano. O resultado da partida é disputado. Algumas fontes afirmam que o Exeter perdeu por 2 a 0 para o Brasil, com gols de Oswaldo Gomes e Osman, enquanto outras afirmam um empate de 3 a 3, particularmente na mídia inglesa à época. A equipe jogou ainda naquele ano em dois jogos contra a Seleção Argentina, sendo um amistoso em 20 de setembro e outro oficialmente, valendo a Copa Roca em 27 de setembro, competição que visava a aproximar mais estes dois países. O Brasil venceu por 1 a 0 em Buenos Aires (gol de Rubens Salles), consagrando-se campeão do torneio, sendo esse o primeiro de vários títulos conquistados pela seleção Canarinho.
O primeiro título relevante conquistado pela Seleção Brasileira foi o Campeonato Sul-Americano de 1919, atual Copa América, com Friedenreich marcando o gol do título sobre o Uruguai, no Estádio das Laranjeiras construído pelo Fluminense para esta ocasião, já que o governo brasileiro não tinha o dinheiro para financiar este evento internacional. Em 1922, o Fluminense ampliou o seu estádio e a Seleção Brasileira conquistou o segundo título relevante de sua história, o bicampeonato do Sul Americano de Seleções.
O Brasil é a única nação a ter se classificado para todas as edições da Copa do Mundo. Contudo, as participações iniciais do país estavam longe de serem bem sucedidas. Isso se deve à disputa interna do futebol brasileiro sobre o profissionalismo. Esse fato fez com que a Confederação Brasileira de Futebol fosse incapaz de convocar times com a força total. Em particular, disputas entre as federações estaduais de São Paulo e do Rio de Janeiro (as duas mais importantes da época) significavam que a seleção seria composta por jogadores vindos de apenas uma das federações.

Seleção Brasileira embarcando para a Copa do Mundo de 1934. Foto: Arquivo Nacional

Tanto na Copa do Mundo FIFA de 1930, quando Preguinho marcou o primeiro gol da história da Seleção Brasileira em Copas do Mundo, na estreia contra a Iugoslávia, em que o Brasil perdeu por 2 a 1, quanto na de 1934, o Brasil foi eliminado logo na primeira fase. Porém, em 1938 era um sinal do que viria, uma vez que o Brasil terminou em um bom terceiro lugar, com Leônidas da Silva fazendo história e terminando a competição como artilheiro e melhor jogador.
Deve-se lembrar, contudo, que nas Copas de 1934 e 1938, houve reclamações brasileiras contra a arbitragem das partidas nas quais o Brasil foi eliminado, em 1934 contra a Espanha (oitavas de final) e em 1938 contra a Itália (semifinal). Em 1934, os brasileiros reclamaram do árbitro alemão Alfred Birlem, que anulou um gol de Luisinho quando a partida ainda estava 2 a 1 para a Espanha (segundo os brasileiros, o gol foi legal), e o zagueiro espanhol Quincoces tirou com a mão uma bola, chutada pelo brasileiro Patesko, no momento em que a bola ia entrar no gol. O árbitro não marcou o pênalti. Porém, em um outro lance, o árbitro marcou um pênalti a favor do Brasil, batido por Valdemar de Brito e defendido pelo goleiro espanhol Zamora.

Seleção Brasileira em Buenos Aires, preparação para a Copa de 1938

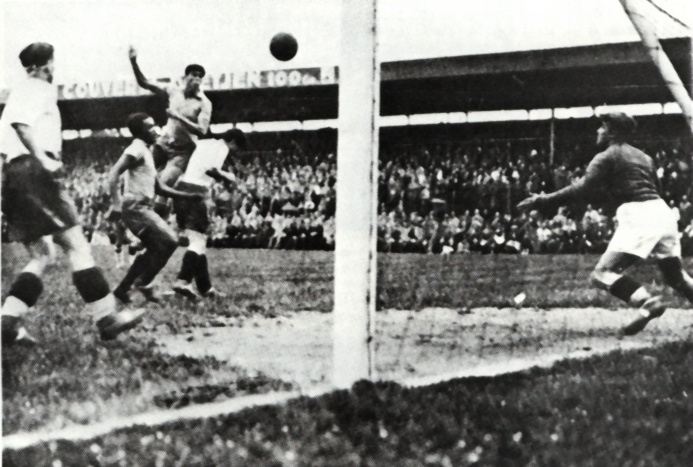
Seleção contra a Polônia na Copa de 1938

Já em 1938, o Brasil perdeu de 2 a 1 para a Itália na semifinal. O segundo gol italiano derivou-se de pênalti, cometido por Domingos da Guia sobre o italiano Piola. Domingos agrediu Piola em revide a uma agressão deste, que o árbitro (o suíço Hans Wüthrich) desconsiderou, marcando apenas a infração do brasileiro. Ademais, algumas fontes afirmam que, no momento do ocorrido, a bola não estava em jogo, havia saído pela linha de fundo, de modo que a marcação do pênalti teria sido ilegal. Outras fontes alegam que a bola não havia saído, porém que estava fora do lance, longe de Domingos da Guia e Piola, de modo que a marcação do pênalti teria sido, no mínimo, desnecessariamente rigorosa. Não só a imprensa brasileira, mas também a imprensa do país-sede da Copa, a França, considerou a marcação do pênalti rigorosa demais. O Brasil chegou a fazer protesto formal à FIFA contra o juiz suíço Hans Wüthrich pela marcação do citado pênalti, porém a FIFA homologou o resultado final da partida. O jornalista francês A Chantrel escreveu que o árbitro deveria ter expulsado Domingos da Guia, mas jamais ter dado pênalti, pois a bola não estava em jogo, porém esse jornalista afirma que a Itália dominou o Brasil no jogo. Além disso, Leônidas, considerado o melhor jogador do Brasil, desfalcou o Brasil contra a Itália por exaustão muscular, mas 3 dias depois disputou a decisão de 3º lugar contra a Suécia, marcando 2 gols. A "rápida" recuperação de Leônidas gerou controvérsia e várias críticas, alegando que ele teria condições de jogar a partida anterior. Também surgiram calúnias de que Leônidas teria sido "comprado" pela Itália, ou que o próprio Leônidas teria fingido suas dores musculares como forma de buscar uma melhor premiação financeira (o popular "bicho") por jogar. Leônidas processou o autor das acusações.
Nas duas ocasiões (1934 e 1938), a campeã da Copa acabou sendo a Itália. Curiosidade: após eliminar o Brasil em 1934, a Espanha foi eliminada pela futura campeã Itália, em uma partida na qual o árbitro suíço René Mercet "ajudou" tanto os italianos que simplesmente acabou sendo posteriormente desfiliado do quadro de árbitros da Federação Suíça de Futebol pela sua atuação na Copa.
Entre 1942 e 1946, as edições da Copa do Mundo foram canceladas devido à Segunda Guerra Mundial.

### 1949: Título na Copa América e o fim do jejum de 27 anos
Já em 1949, Brasil sediou mais uma edição do Campeonato Sul-Americano. A Seleção Brasileira foi campeã, vencendo 7 a 0 a Paraguai no jogo final em São Januário, e assim, acabou com um jejum de títulos oficiais de 27 anos. O anterior, tinha sido na Copa América de 1922. Esse foi o período mais longo da história da Seleção sem conseguir títulos oficiais de sua Seleção principal. Os gols do jogo final foram marcados por Ademir de Menezes (três gols) Tesourinha (dois gols) e Jair (dois gols).

### 1950: A derrota em casa para o Uruguai

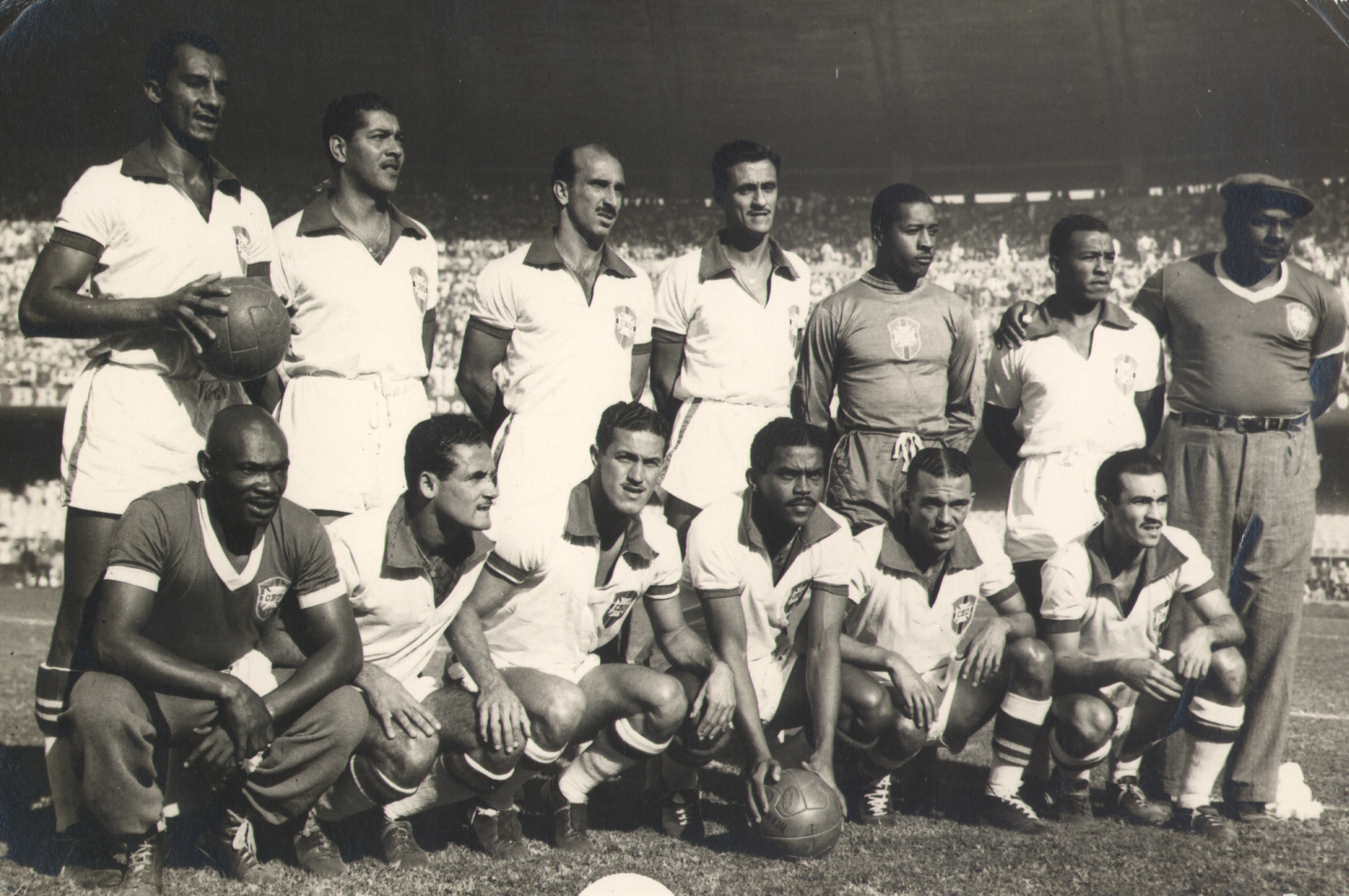
Seleção Brasileira na Copa de 1950. Ademir de Menezes (terceiro da esquerda para a direita, agachado) foi o artilheiro da competição

O Brasil sediou a Copa do Mundo FIFA de 1950, que foi o primeiro torneio a acontecer depois da paralisação devido aos acontecimentos da Segunda Guerra Mundial, a primeira edição do torneio no Brasil. Na Primeira Fase, a Seleção Brasileira venceu por 4 a 0 o México, empatou por 2 a 2 com a Suíça (neste jogo o Brasil atuou com jogadores paulistas, pois o jogo foi no Pacaembu, o único fora do Maracanã, desfigurando a seleção) e venceu a Iugoslávia por 2 a 0.
O torneio de 1950 foi único por não ter uma partida final, mas um quadrangular final, que concentrou as seleções do Uruguai, Brasil, Suécia e Espanha. Contudo, para todos os fins o jogo decisivo entre Brasil e Uruguai serviu como "final" do torneio, pela melhor campanha de ambos no quadrangular e pela partida entre os dois times ser a última da competição.

Gol da Seleção Brasileira na final da Copa do Mundo de 1950

As goleadas do Brasil por 7 a 1 na Suécia e por 6 a 1 na Espanha garantiram ao Brasil uma boa vantagem frente ao Uruguai, e confirmaram Ademir de Menezes como artilheiro da competição. Com isso, diante de um público de cerca de 200 mil pessoas no Estádio do Maracanã, a seleção nacional precisava ganhar ou mesmo empatar com o Uruguai e o troféu seria dos donos da casa. O favoritismo do Brasil cresceu especialmente quando Friaça abriu o placar aos dois minutos do segundo tempo. Porém o Uruguai empatou com Juan Alberto Schiaffino e, com onze minutos faltando para o final da partida, virou o jogo com um gol de Alcides Ghiggia, com muitos dizendo que o gol foi tomado por causa de uma falha de Barbosa. Sem acreditar, toda a torcida brasileira no Maracanã ficou em silêncio, enquanto o Uruguai tornou-se campeão mundial pela segunda vez. Essa partida ficou conhecida na América do Sul como o Maracanaço e simbolizou o maior trauma da seleção brasileira de todas as Copas e de toda a sua história até a ocorrência do "Mineiraço" em 2014.
A Seleção jogou com seu uniforme branco até a data fatídica de 16 de julho de 1950, quando perdeu para o Uruguai, desde então só usou o uniforme em datas comemorativas. Pois achavam que a derrota se tratava da cor de tal uniforme. Após a final de 1950, houve um concurso para escolher o novo uniforme da equipe, tendo sido escolhidos o amarelo como cor da camiseta, o azul como cor do calção e o branco a cor dos meiões. O concurso, promovido pelo jornal Correio da Manhã, do Rio de Janeiro, foi ganho pelo professor, jornalista gaúcho e, ironicamente, torcedor do Uruguai Aldyr Garcia Schlee.

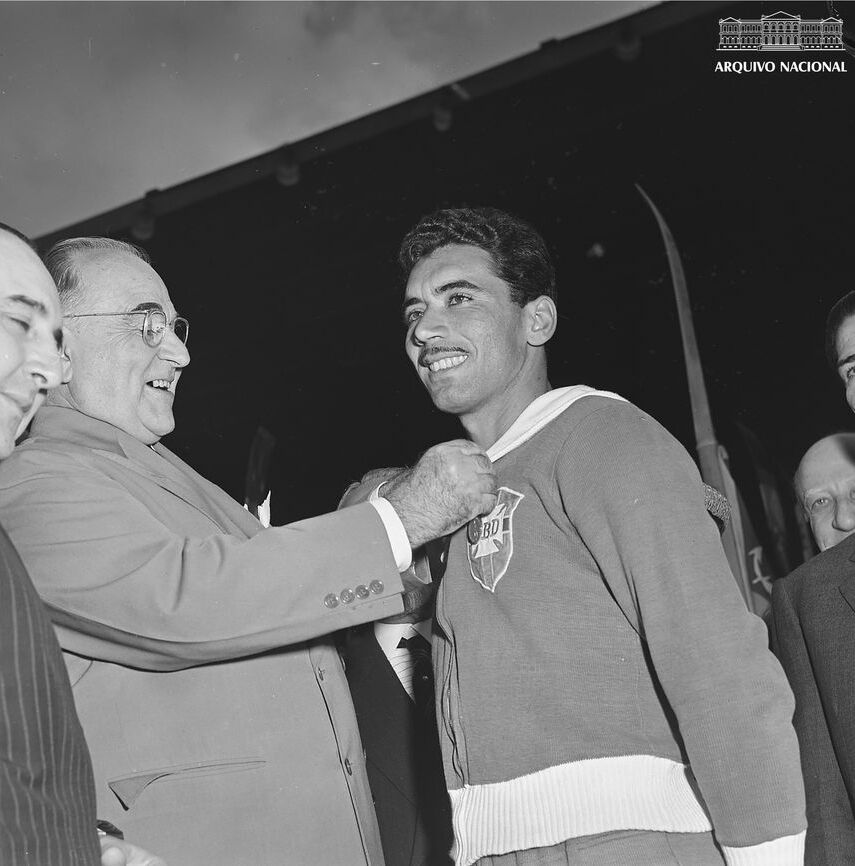
Nilton Santos é condecorado por Getúlio Vargas na comemoração do dia do trabalhador, pela conquista do Pan-americano de 1952

O trauma de perder a Copa de 1950 foi grande, mas dois anos depois, a seleção brasileira seguiu seu curso. Desta vez, disputaria o Campeonato Pan-Americano de 1952, no Chile. O novo técnico seria Zezé Moreira. O Brasil obteve 2 vitórias e 1 empate nos 3 primeiros jogos, o penúltimo jogo da Seleção nesta competição marcava o reencontro de Brasil e Uruguai. Era a primeira partida entre eles desde a decisão da Copa de 1950. A torcida era majoritária para os uruguaios, pois uma vitória da Celeste daria o título ao Chile, dono da casa. Julinho seria desfalque da Seleção. E os uruguaios Abaddie e Durán, expulsos na partida anterior, tiveram suas suspensões revogadas e puderam atuar contra o Brasil.
Didi e Rodrigues fizeram 2x0 para a Seleção, ainda no primeiro tempo. Nílton Santos anulou Gigghia. No começo da segunda etapa, Loureiro diminuiu o placar. Mas Baltazar e Pinga fizeram o Brasil alcançar a goleada. Nos acréscimos, Cancela, de pênalti, diminuiu a frustação uruguaia. Final de jogo: Brasil 4x2 Uruguai, com direito a briga generalizada, mas com o Brasil se sentindo parcialmente vingado da derrota de 1950. Na última partida o Brasil venceu o anfitrião Chile por 3x0 e assegurou o título do pan-americano de 1952. Esta foi a primeira vez que o Brasil foi campeão fora de casa no futebol profissional.

### 1954: A derrota para a Hungria

Seleção Brasileira embarcando para a Copa do Mundo de 1954. Foto: Arquivo Nacional

Para a Copa do Mundo FIFA de 1954, na Suíça, a equipe brasileira estava completamente renovada, para que a derrota do Maracanã pudesse ser esquecida, mas ainda tinha um bom grupo de jogadores, incluindo Nílton Santos, Djalma Santos, Julinho e Didi. Pela primeira vez usou o uniforme com a camisa amarela e o calção azul.
O Brasil conseguiu se classificar para a segunda fase da Copa, vencendo o México e empatando com a Iugoslávia, mas nas quartas de final enfrentou a poderosa Hungria de Sándor Kocsis e Ferenc Puskás, sensação daquela Copa, e perdeu de 4 a 2, sendo eliminada. Um fato curioso sobre a equipe é que na primeira fase da competição: segundo o jogador Djalma Santos, os jogadores do Brasil não sabiam que o empate com a Iugoslávia classificaria ambas as equipes para a segunda fase da Copa, e não "desaceleraram" o ritmo da partida; os jogadores iugoslavos gesticulavam aos brasileiros para que "desacelerassem" a partida, mas os brasileiros não entendiam e "se matavam" de correr em campo. Após o empate, os jogadores brasileiros foram para o vestiário achando que estavam desclassificados da Copa, e apenas no vestiário foram informados que o Brasil também estava classificado.
Antes do início da partida com a Hungria, o vestiário do Brasil foi invadido por dirigentes dispostos a estimular o time com exortações patrióticas. O Senador da República, João Lira Filho, fez um discurso onde comparava os jogadores aos Inconfidentes Mineiros e, desfilando com uma bandeira usada pela Força Expedicionária Brasileira na Segunda Guerra Mundial, obrigou os jogadores a beijar a bandeira. Segundo o testemunho do lateral-esquerdo Nilton Santos, o time entrou em campo com os nervos à flor da pele. Segundo o lateral-direito Djalma Santos: "Na véspera do jogo contra a Hungria, o jantar terminou às 19h e ficamos ouvindo os dirigentes falarem até as 23h. Eles fizeram do Puskas um monstro, um deles. E ele nem jogou aquela partida. Ficaram falando que nós tínhamos que honrar a nossa bandeira, que isso, que aquilo... Teve jogador que nem dormiu depois de tudo que eles falaram".
A partida entre Brasil e Hungria ficou posteriormente conhecida como a Batalha de Berna, em função da briga generalizada que ocorreu após a partida, envolvendo jogadores e comissão técnica de ambos os países. Os brasileiros ficaram revoltados com a atuação do árbitro inglês Arthur Ellis, sobretudo pela postura do mesmo sobre a violência dos jogadores húngaros, do 2º e o 4º gols húngaros (que os brasileiros consideraram que houve impedimento), da marcação de pênalti contra o Brasil por alegado toque de mão do zagueiro Pinheiro, que resultou no 3º gol húngaro, e da não marcação de um pênalti a favor do Brasil, em cima do ponta Julinho Botelho, ao fim do jogo.
Mário Vianna, árbitro brasileiro do quadro da FIFA que estava comentando a partida para uma emissora carioca, chamou o Comitê de Arbitragem da FIFA de "camarilha de ladrões", acusou o árbitro Arthur Ellis de ser "ladrão, comunista, covarde, rateiro" e de por isso ter beneficiado a Hungria, ele ainda afirmou que aplicaria um "corretivo" no árbitro inglês. Tais atitudes valeram a Mário Vianna sua exclusão do quadro de árbitros da FIFA. Numa entrevista à Revista Placar em 1981, Vianna afirmou que viu o jogador húngaro Puskas ir ao quarto de hotel do árbitro Arthur Ellis no dia anterior à realização da partida e ficar lá mais de uma hora. Por isso, Vianna ficou desconfiado, e a arbitragem de Ellis, segundo ele, acabou por confirmar suas suspeitas.
No que diz respeito pelo menos ao 2º e ao 4º gols da Hungria (sobre os quais os brasileiros reclamaram de impedimento), o vídeo da partida mostra que os gols foram marcados em posição legal; comentando o mesmo vídeo para a TV Cultura, o ponta Julinho Botelho afirma que o pênalti marcado a favor da Hungria foi inexistente e que ele sofreu pênalti não marcado pelo árbitro.
Em 1957, três anos depois da derrota para a Hungria, Pelé, considerado por muitos como o maior jogador de futebol de todos os tempos, estreou pela Seleção Brasileira em uma partida contra a Argentina no estádio do Maracanã, pela Copa Rocca. Pelé marcou um gol, mas o Brasil perdeu essa partida por 2 a 1.

### 1958–1970: Era de ouro

#### 1958: O primeiro título mundial

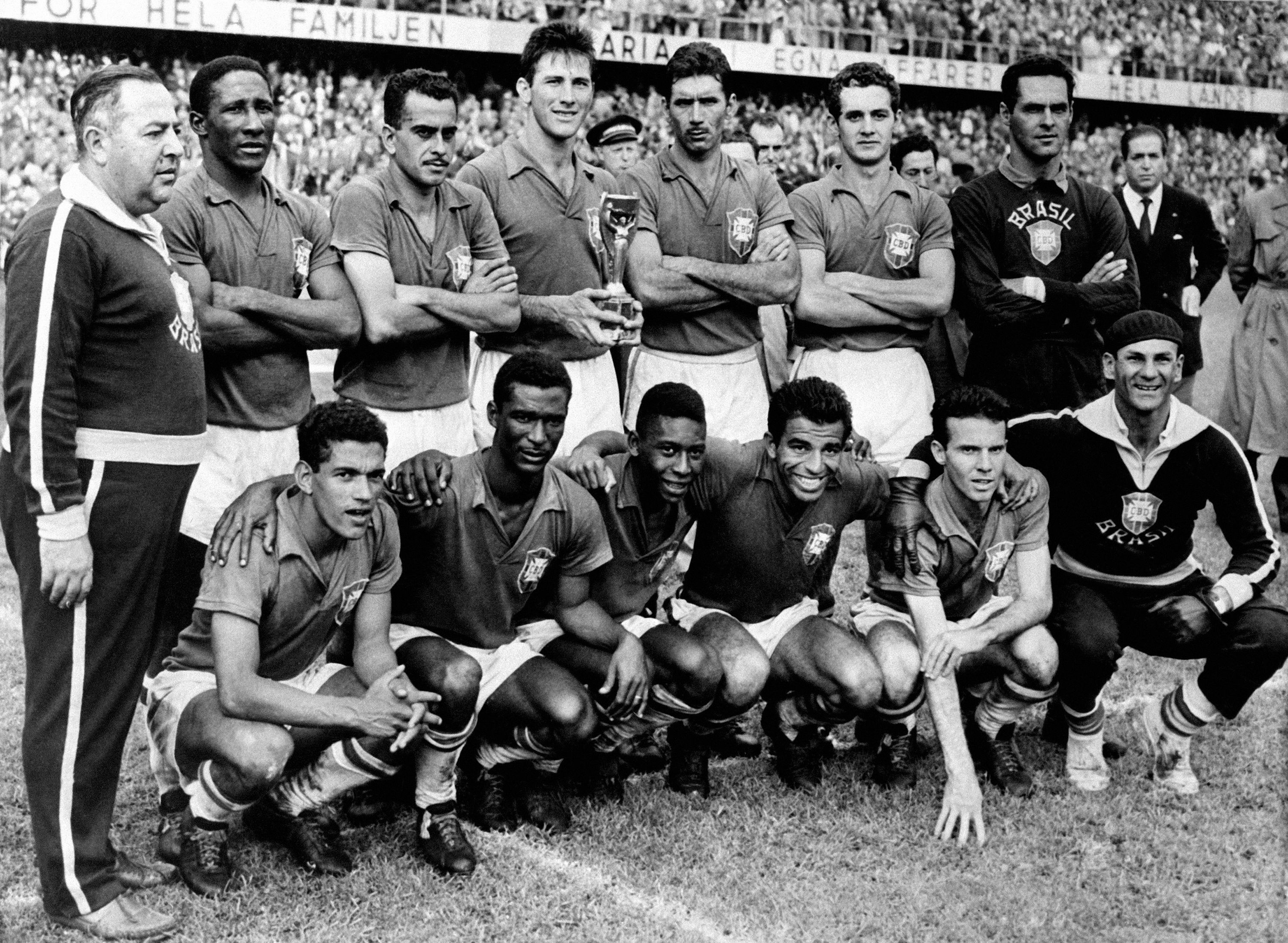
Seleção Brasileira na Copa de 1958

Durante 1958 e 1970 o Brasil viveu uma de suas melhores fases: foram três títulos em quatro Copas, com um time de estrelas que praticamente correspondia aos times do Botafogo e do Santos. Os principais craques eram Pelé, Vavá e Garrincha.
O treinador do Brasil, Vicente Feola, impôs regras estritas para a equipe para a Copa do Mundo FIFA de 1958, na Suécia. Os jogadores receberam uma lista de quarenta coisas que eles não tinham permissão de fazer, incluindo usar chapéu ou guarda-chuva, fumar enquanto vestiam uniforme oficial e conversar com a imprensa fora dos locais designados. Era o único time que havia trazido um psicólogo (por causa das memórias de 1950, que ainda afetavam alguns jogadores) ou um dentista (já que, por causa de suas origens humildes, muitos jogadores tinham problemas dentais, o que causava infecções e tinha também um impacto negativo nas performances) com eles, e haviam mandado um representante para a Europa para assistir às partidas eliminatórias um ano antes do começo do torneio.

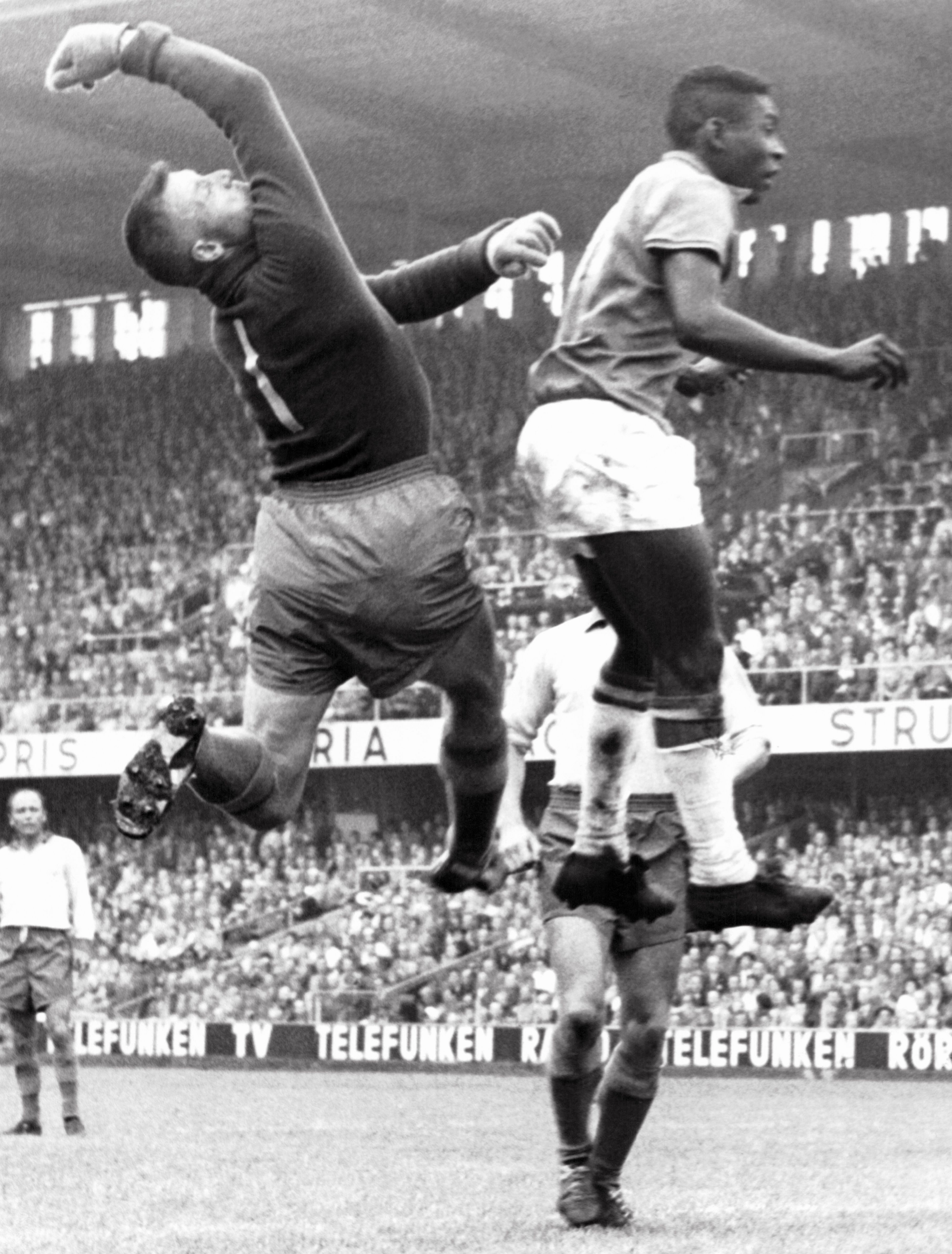
Pelé salta para cabeceio durante a final contra a Suécia em 1958

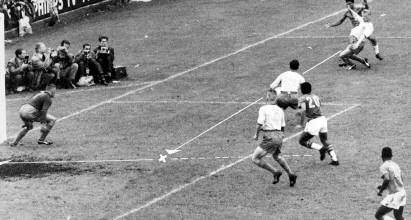
Vavá e Garrincha no primeiro gol do Brasil na final da Copa do Mundo de 1958 contra a Suécia. Os suecos saíram na frente, mas Vavá virou o jogo e a seleção aplicou uma goleada de 5 a 2 no adversário

O Brasil caiu no grupo mais difícil, com Inglaterra, URSS e Áustria. Eles bateram a Áustria por 3-0 na primeira partida, então empataram em 0-0 com a Inglaterra. Os brasileiros estavam preocupados com sua partida contra os soviéticos, que tinham um físico excepcional e eram um dos favoritos a ganhar o torneio; sua estratégia era arriscar no começo do jogo para tentar marcar um gol logo no início. Antes da partida, os líderes do time, Bellini, Nílton Santos e Didi, falaram com o treinador e o persuadiram a fazer três substituições que seriam cruciais para o Brasil ganhar dos soviéticos e a Copa: Zito, Garrincha e Pelé começariam o jogo contra a União Soviética. No apito inicial, eles passaram a bola para Garrincha que passou por três jogadores antes de acertar a trave com um chute. Eles mantiveram a pressão sem descanso e, após três minutos, que mais tarde seriam chamados de "os três minutos mais grandiosos da história do futebol", Vavá deu ao Brasil a liderança no placar. Eles ganharam a partida por 2 a 0. Pelé marcou o único gol da partida das quartas de final contra o País de Gales, e eles bateram a França por 5-2 nas semifinais.

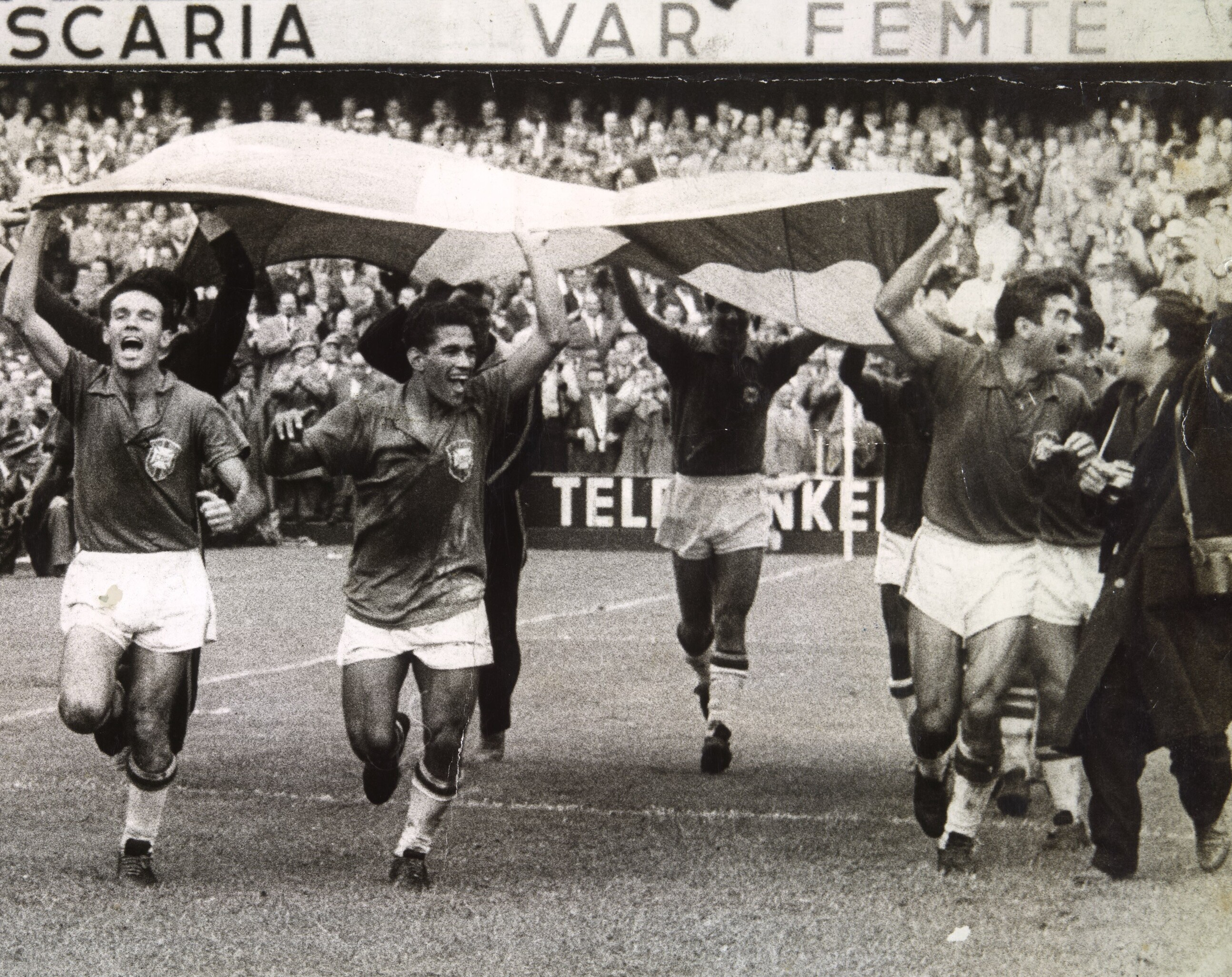
Zagallo, Garrincha, Nilton Santos e demais jogadores comemoram o primeiro título mundial na Copa de 1958

Na final contra a Suécia, os donos da casa abriram o marcador logo aos quatro minutos, mas Vavá fez gol aos nove minutos e virou o jogo ainda no primeiro tempo. No segundo tempo, Pelé fez dois gols, e Zagallo também fez um gol. O Brasil bateu a seleção anfitriã por 5 a 2, ganhando sua primeira Copa do Mundo e se tornando a primeira nação a ganhar um título de Copa do Mundo fora de seu próprio continente. Repetiu o feito em 2002, ao triunfar na Ásia, somando títulos em três continentes. Apenas a Espanha, na Copa do Mundo FIFA de 2010 na África do Sul, e a Alemanha, na Copa do Mundo FIFA de 2014 no Brasil, viriam a conquistar um título mundial fora do seu próprio continente. Um fato lembrado foi que Feola algumas vezes tirava sonecas durante os treinamentos e fechava os olhos durante os jogos, dando a impressão que ele estava dormindo. Por causa disso, Didi algumas vezes era tido como o verdadeiro treinador do time, já que ele comandava o meio de campo. Outro detalhe: na final da Copa, quando enfrentou a Suécia, o time brasileiro teve que arrumar o segundo uniforme urgentemente, já que o sueco era amarelo também. A Suécia emprestou ao Brasil seu uniforme reserva (camisetas azuis e calções brancos), e há informações de que os próprios jogadores costuraram os distintivos da CBD (Confederação Brasileira de Desportos) durante a noite na camiseta no lugar dos distintivos suecos. Assim surgiu o uniforme reserva do Brasil. Diz-se que o chefe da delegação, Paulo Machado de Carvalho, tentou estimular os jogadores associando o azul da camisa ao "manto de Nossa Senhora".

#### 1962: Bicampeonato com show de Garrincha e a polêmica absolvição

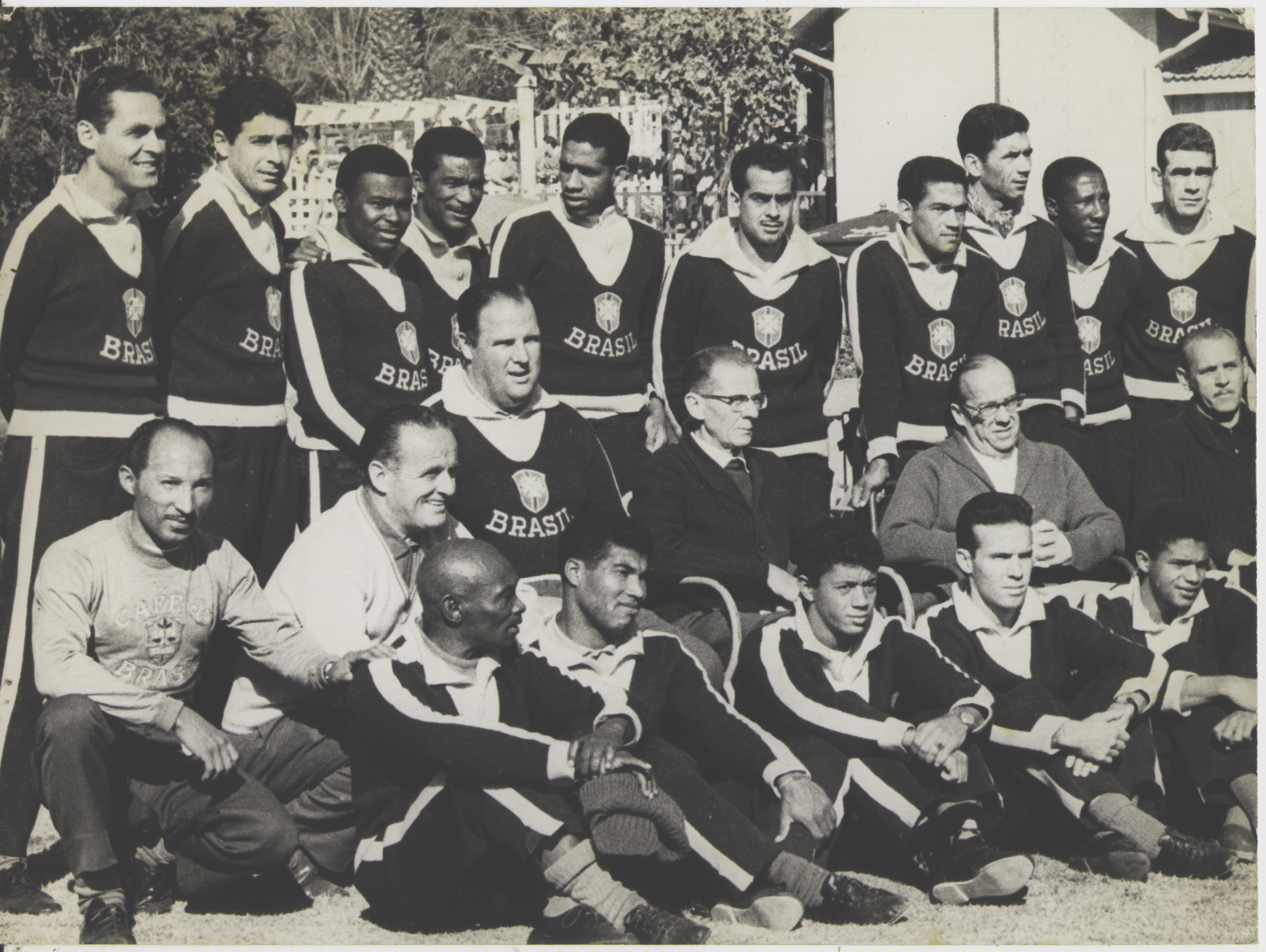
"Retrato da Seleção Brasileira de Futebol de 1962", de Werner Haberkorn

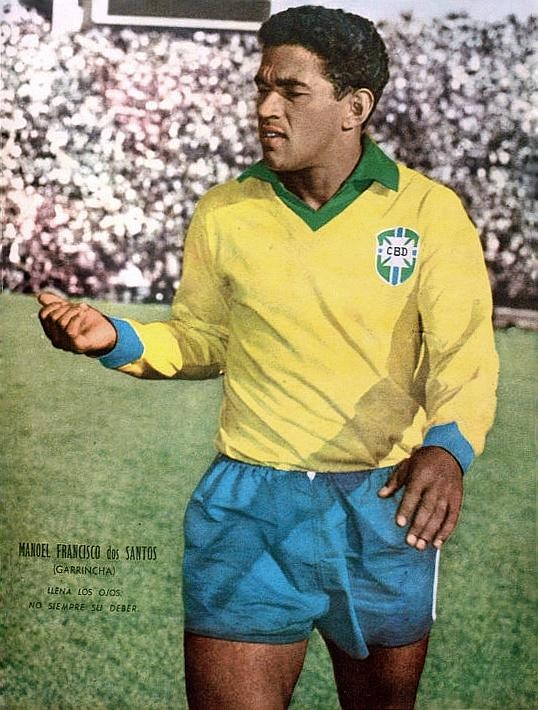
O craque Garrincha, um dos jogadores mais importantes da história da seleção e o que fez o futebol brasileiro ganhar o apelido de "futebol arte"

Vavá, até então o único jogador da história que fez gols em duas finais de Copa do Mundo seguidas, feito que foi repetido por Kylian Mbappé, que marcou nas finais de 2018 e 2022.

Na Copa do Mundo FIFA de 1962, o Brasil conseguiu seu segundo título com Garrincha, Amarildo e Vavá como as grandes estrelas. Garrincha fez gols de cabeça, também de perna esquerda e ainda jogou com febre a final. Ele foi considerado o principal jogador do time, especialmente após Pelé ter se machucado no segundo jogo e estar impossibilitado de jogar pelo resto da Copa do Mundo.
Nessa Copa, a seleção manteve praticamente o mesmo time campeão de 1958, com poucos jogadores novos. Paulo Machado de Carvalho foi, mais uma vez, chefe da delegação brasileira. Mas houve uma mudança de treinador: inicialmente, Vicente Feola seria novamente o técnico do Brasil no Mundial, mas Feola sofreu uma nefrite e não pôde treinar o time, sendo substituído por Aymoré Moreira.
Na estreia, o Brasil bateu o México por 2 a 0 com grande gol de Pelé em que driblou toda a defesa mexicana antes de tocar na saída de Antonio Carbajal. No segundo jogo, contra a Tchecoslováquia, Pelé sofreu contusão e não voltaria a atuar nesta Copa. Amarildo teve a dificílima missão de substituir o rei e foi bem sucedido. O Brasil empatou com a Tchecoslováquia em 0 a 0, depois derrotou a Espanha em jogo dramático e de virada, 2 a 1. Nessa partida, Garrincha apareceu pela primeira vez na Copa ao fazer a jogada que gerou o segundo gol, marcado por Amarildo. A seleção também contou com uma "ajuda" da arbitragem nessa partida, pois o juiz deixou de marcar um pênalti a favor dos espanhóis e anulou um gol legal de Peiró alegando jogo perigoso, sendo que ele estava longe do zagueiro brasileiro Zózimo.

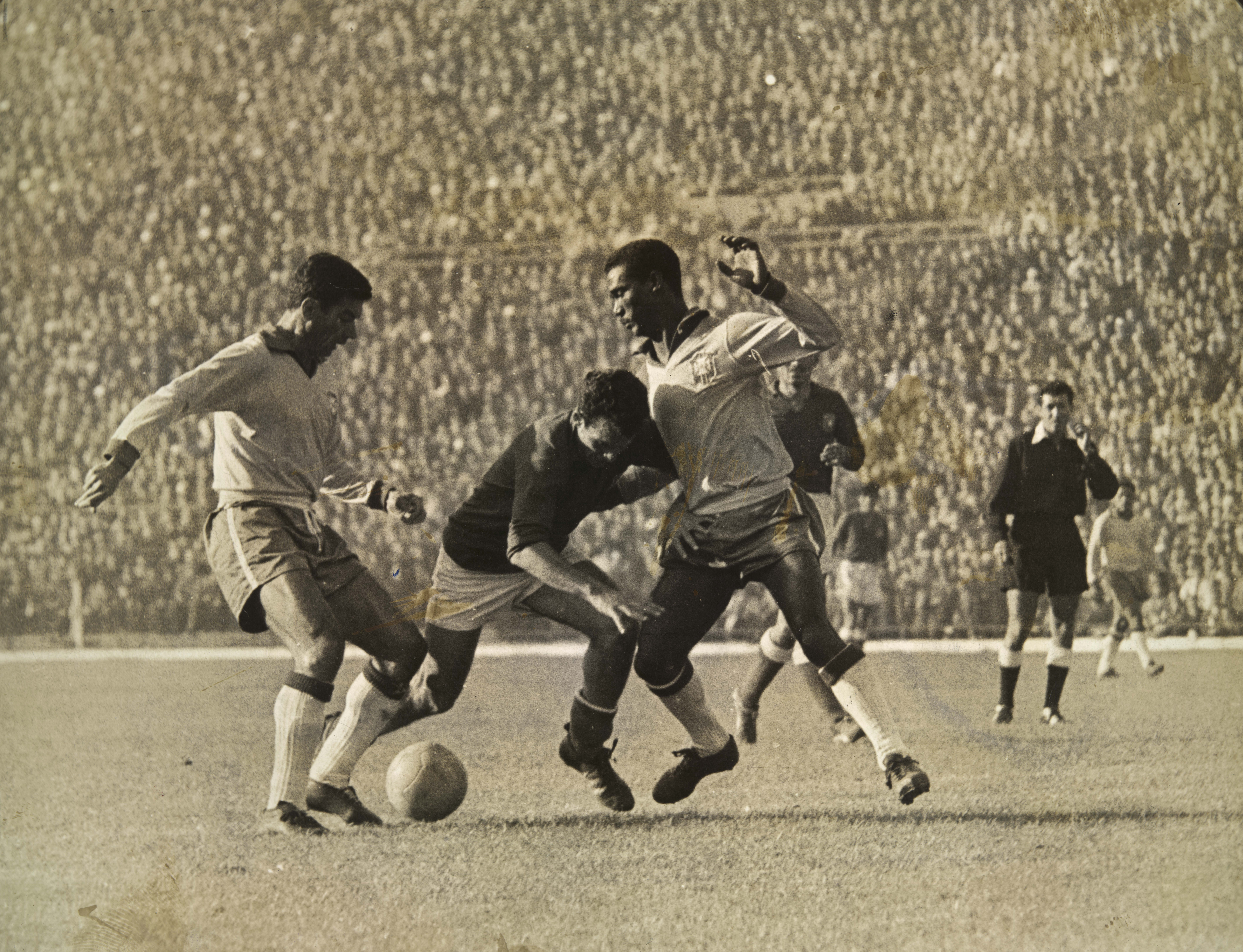
Nílton Santos e Didi na Copa de 1962

O Brasil só decolou realmente a partir das quartas de final, quando Garrincha chamou para si a responsabilidade e dizimou o English Team: 3 a 1, dois gols de Garrincha. Nas semifinais o Brasil venceu o Chile, dono da casa, por 4 a 2 no Estádio Nacional lotado. Foi outro show de Garrincha, que marcou dois gols. Brasil e Tchecoslováquia novamente se encontrariam na final. Masopust abriu o placar. O Brasil empatou com Amarildo. Zito virou e Vavá marcou o terceiro gol da Seleção. Com o placar em 3 a 1 o Brasil se sagraria bicampeão mundial de futebol.
Um polêmico episódio também marcou a participação do Brasil na Copa de 1962: na semifinal contra o Chile, aos 38 minutos do segundo tempo, Garrincha se irritou com o lateral chileno Eladio Rojas e o acertou com um chute. O bandeirinha uruguaio Esteban Marino viu a agressão e avisou o árbitro peruano Arturo Yamazaki, que então expulsou Garrincha do jogo. Na época, os jogadores expulsos passavam por um julgamento, que iria decidir se eles iriam cumprir ou não suspensão na partida seguinte. Com a agressão, a expectativa era de que Garrincha fosse suspenso e não jogasse a final. Mas, na súmula da partida, o juiz Arturo disse não ter visto a agressão. E a principal testemunha, o bandeirinha Esteban Marino, voltou rapidamente para o Uruguai e não compareceu ao julgamento. Esteban deixou apenas uma declaração escrita, na qual disse somente que a agressão foi "um revide em um típico lance de jogo". Então, no julgamento, a FIFA absolveu Garrincha por falta de provas e o autorizou a jogar a final. O episódio gerou muita controvérsia. Surgiram inclusive suspeitas de que Esteban Marino teria recebido dinheiro da então CBD (Confederação Brasileira de Desportos) para voltar ao Uruguai e não depor contra Garrincha, o que permitiu que o jogador fosse absolvido e jogasse a final. Entretanto, também existe outra versão desse episódio: alguns dizem que Garrincha não teria agredido Rojas mas sim feito uma brincadeira com ele, simulando um chute. Ou seja, segundo essa versão, Esteban Marino teria, por engano, interpretado o lance como uma agressão e feito com que Garrincha fosse expulso injustamente da partida. A FIFA, na ocasião, recebeu muitas mensagens pedindo que Garrincha não fosse suspenso para a final. Até mesmo o presidente do Chile, Jorge Alessandri, enviou uma carta à comissão disciplinar da entidade em que fez esse pedido.
No dia da final, Garrincha ainda teve uma febre de 38 graus, mas mesmo assim jogou. O Brasil ganhou e Garrincha virou o herói do bicampeonato.

#### 1966: O polêmico fracasso
Na Copa do Mundo FIFA de 1966, a preparação do time foi afetada por influências políticas. Todos os grandes clubes do futebol brasileiro queriam seus jogadores incluídos na equipe brasileira, para lhes dar mais exposição. Nos meses finais da preparação, o treinador Vicente Feola estava trabalhando com 46 jogadores, na qual apenas 22 iriam para a Inglaterra; isso causou muitas disputas internas e pressão psicológica.
O resultado foi que, em 1966, o Brasil teve uma das piores performances em todas as Copas do Mundo, ficando na 1ª fase, vencendo Bulgária (2 x 0) e sendo derrotado para Hungria e Portugal (3 a 1, em ambos os casos). Além disso, a derrota para a Hungria representou a única derrota de Garrincha com a camisa da seleção. A participação brasileira nesta Copa foi também marcada pelas jogadas violentas contra Pelé, que acabou se machucando - com "destaque" para as duas entradas violentíssimas do português Morais, que lesionou Pelé, mas não foi expulso nem advertido pelo árbitro inglês, George McCabe.
Logo após a eliminação brasileira perante Portugal, por 3 a 1, o então presidente da CBD João Havelange acusou os árbitros ingleses de deliberadamente prejudicarem o Brasil, por não terem coibido a violência dos adversários do Brasil, ressaltando que entre os nove árbitros (três árbitros e seis auxiliares/"bandeirinhas") dos jogos do Brasil, sete eram britânicos, adicionando também que o Brasil teve nada menos que 5 jogadores contundidos em apenas três partidas. Mesmo na partida do Brasil que terminou com vitória brasileira, o Brasil 2 a 0 Bulgária, houve reclamações da Delegação Brasileira, quanto à violência dos adversários, não coibida pelo árbitro da partida, o alemão-ocidental Kurt Tschenscher. Na verdade, Havelange já fazia essas denúncias ainda antes da eliminação do Brasil; já após a vitória brasileira sobre a Bulgária, o primeiro jogo do Brasil na Copa, Havelange denunciou pela primeira vez o que considerou "recursos mesquinhos" de uma "trama inglesa". Em uma entrevista ao jornal Folha de S.Paulo 42 anos depois, em 26 de junho de 2008, Havelange reafirmou suas acusações, dizendo que a Copa de 1966 foi desde o início "armada" pelo então presidente da FIFA Stanley Rous (inglês) para ser vencida pela Inglaterra. Na segunda fase da Copa, a polêmica arbitragem na partida em que a Alemanha Ocidental eliminou o Uruguai, partida apitada por um árbitro inglês, e a também polêmica arbitragem na partida em que a Inglaterra eliminou a Argentina, partida apitada por um árbitro alemão-ocidental, levaram ao surgimento da hipótese de que a Copa de 1966 teria sido "armada" para prejudicar os sul-americanos e beneficiar os europeus (em particular a Inglaterra), teoria que tem como defensores João Havelange, o jornalista Armando Nogueira e o treinador e ex-jogador uruguaio Óscar Tabárez. A imprensa, já na época, registrou a forma como a Inglaterra parecia mesmo estar sendo ajudada na Copa: após a partida entre Inglaterra e Argentina, Armando Nogueira chamou a arbitragem daquela partida de escandalosa, afirmou que o objetivo da FIFA era eliminar Argentina, Uruguai e Brasil da Copa e que Eusébio (destaque de Portugal, que seria o próximo adversário da Inglaterra) que "se cuidasse para não sofrer o diabo"; após a vitória de 2 a 1 da Inglaterra sobre Portugal nas semifinais da Copa, o Jornal do Brasil registrou que aquela havia sido a única partida da Inglaterra naquela Copa em que o árbitro foi integralmente imparcial.
Porém, não se pode afirmar categoricamente que, se não fosse pela pusilanimidade dos árbitros, o Brasil teria sido campeão. No momento em que o português Morais tirou Pelé de campo com duas entradas violentas seguidas (aos 31 minutos do primeiro tempo), o jogo já estava 2 a 0 a favor de Portugal, e o Brasil precisava fazer nada menos que cinco gols, pois precisava vencer Portugal por três gols de diferença para garantir a classificação. Não se pode duvidar da capacidade de reação de uma seleção brasileira, mas não se pode negar que uma virada de 2 a 0 para 5 a 2 é uma tarefa difícil e na maior parte dos casos improvável, mesmo se Pelé tivesse disputado a partida em boas condições.
A necessidade de vencer Portugal por 3 gols de diferença era porque, se o Brasil vencesse Portugal por placar simples ou empatasse, a Bulgária ficaria matematicamente eliminada, e no dia seguinte a Bulgária enfrentaria a Hungria. Nesta situação, a Bulgária entraria em campo já eliminada e a Hungria já entraria em campo sabendo de quantos gols precisaria ganhar para se classificar. Considerando isso, e considerando que a Bulgária e Hungria eram "companheiras" de ideologia comunista, a Comissão Técnica brasileira cogitou que, nestas circunstâncias, a Bulgária poderia "entregar" o jogo para a Hungria, levando à classificação de Portugal e Hungria e à desclassificação do Brasil. Para a classificação do Brasil não depender do resultado de Hungria e Bulgária, seria necessário vencer Portugal por três gols de diferença. A mesma sensação foi compartilhada pelos portugueses. Antes do jogo entre Portugal e Brasil, o brasileiro Otto Glória, então treinador de Portugal, disse em entrevista que Mário Coluna, capitão da seleção de Portugal, havia lhe dito que preferia que o Brasil tivesse vencido a Hungria, para que Brasil e Portugal não tivessem que decidir uma vaga na última rodada; mas que, como o Brasil acabou perdendo para a Hungria, Coluna achava que só restaria a Portugal ter que vencer o Brasil de qualquer jeito, pois Coluna dava como certa uma vitória húngara sobre a Bulgária.
As alegações de João Havelange dão a sensação de "armação" para prejudicar o Brasil e impedir a hegemonia absoluta do Brasil no futebol. As arbitragens dos jogos do Brasil na Copa de 1966 estão de acordo ao teor das denúncias feitas por João Havelange, e em outras circunstâncias os resultados desta Copa poderiam ter sido mais favoráveis ao Brasil. Porém, não se pode afirmar que, se não fosse pela arbitragem, o Brasil teria sido campeão, e não se pode tirar o mérito da campeã Inglaterra. Na semifinal da Copa de 1966, a seleção inglesa (cujos jogadores nada tinham a ver com a arbitragem de George McCabe no jogo Brasil e Portugal) derrotou Portugal (a seleção que eliminou o Brasil) de forma justa, sem "auxílio" da arbitragem. E apesar da polêmica envolvendo o terceiro gol inglês na final daquela Copa, a imprensa da época registrou que a Inglaterra foi melhor que a Alemanha Ocidental na final e mereceu a vitória.
Curiosidade negativa: essa foi a segunda vez que a seleção então campeã não conseguiu passar da primeira fase da Copa. A primeira foi em 1950, quando a Itália não conseguiu passar da primeira fase da Copa- porém, a Copa anterior à de 1950 havia sido em 1938, doze anos antes de 1950. Desconsiderando essa exceção no calendário normal das Copas, e considerando apenas o calendário normal (ou seja, de quatro em quatro anos), a eliminação brasileira em 1966 foi a primeira vez em que a seleção então campeã (campeã da Copa anterior) não passou da primeira fase. Isso ocorreria novamente em 2002 com a França, em 2010 com a Itália, em 2014 com a Espanha e em 2018 com a Alemanha.
Pelé pensava em se aposentar da seleção após o Mundial de 1966. Mas, com a decepcionante eliminação na primeira fase, o jogador mudou de ideia e decidiu jogar a Copa seguinte, no México.

#### 1970: Tricampeonato

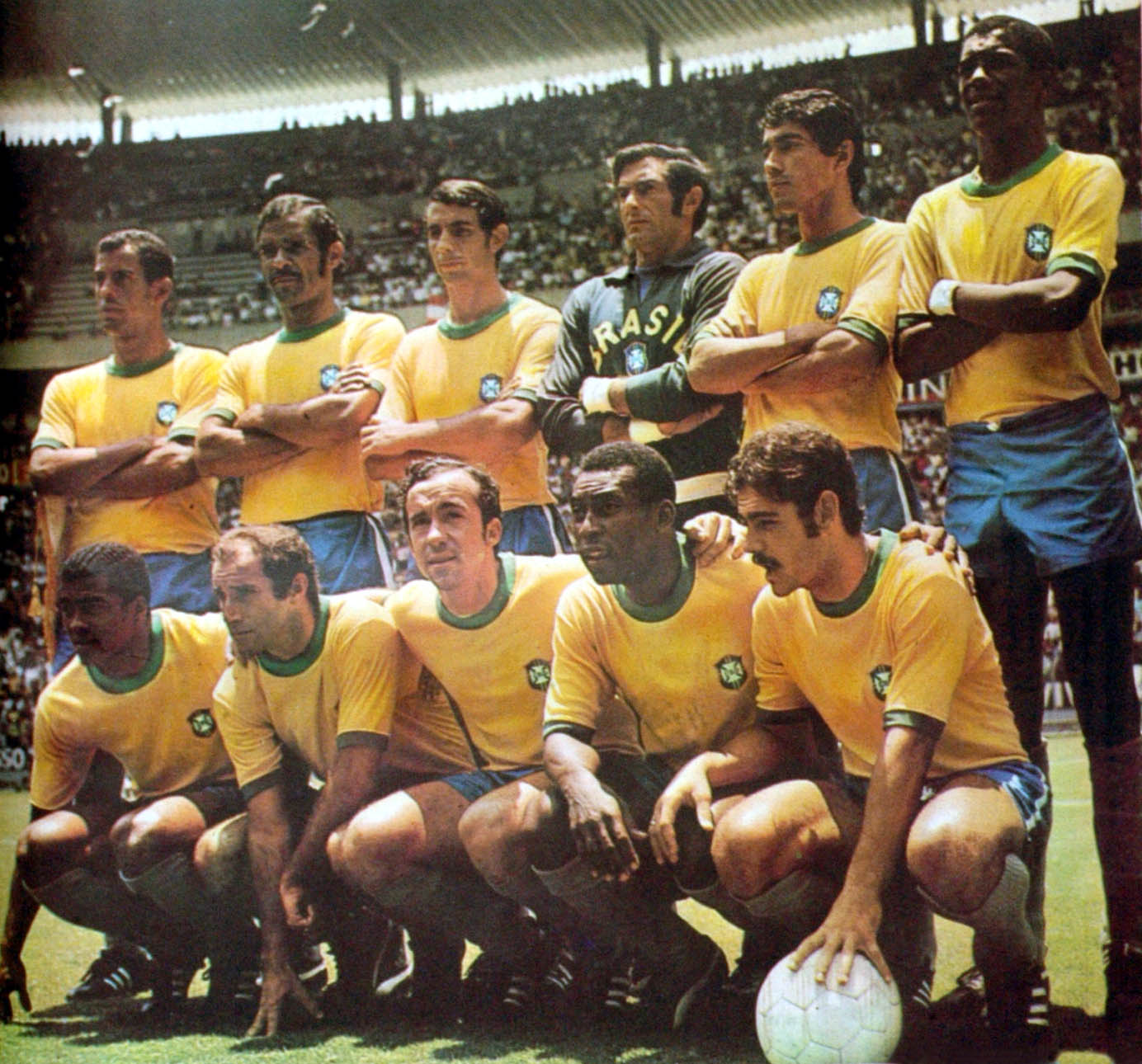
A Seleção tricampeã. Em pé, da esquerda para a direita: Carlos Alberto, Brito, Piazza, Félix, Clodoaldo e Everaldo; agachados: Jairzinho, Gérson, Tostão, Pelé e Rivellino

Após o fracasso na Copa do Mundo FIFA de 1966, a Seleção brasileira voltou a participar de eliminatórias para o torneio de 1970. Disputou uma das três vagas do continente sul-americano contra as Seleções da Colômbia, Venezuela e Paraguai que completavam o grupo B da América do Sul. A participação do Brasil foi irretocável, sob o comando do treinador João Saldanha, venceu todos os adversários em ambas as partidas (jogos de ida e volta), marcando 23 gols e sofrendo apenas dois.
A base da seleção era formada por jogadores do Botafogo, Cruzeiro e do Santos. Utilizando o esquema 4-2-4, o time principal tinha a seguinte formação: Goleiro - Félix, laterais - Carlos Alberto e Rildo, zagueiros - Djalma Dias e Joel, meias - Piazza e Gerson, ponteiros - Jairzinho e Edu e completando o ataque - Pelé e Tostão.
No entanto, apesar do sucesso da seleção, ocorreram vários incidentes que levaram a substituição do treinador João Saldanha por Zagallo, faltando apenas alguns meses para o início da Copa. Zagalo, que já havia dirigido a seleção antes de João Saldanha, adotou algumas posições polêmicas, entre elas a separação da dupla de ataque Pelé e Tostão, chegando a deixar Pelé no banco de reservas durante um amistoso contra a Bulgária. Antes da Copa do Mundo de 1970, houve um amistoso no dia de 3 de setembro de 1969 contra o Atlético Mineiro e a futura seleção campeã de 1970 fora derrotada por 2 a 1. Depois do ocorrido, foram proibidos jogos amistosos de equipes brasileiras com a seleção.
O Brasil ganhou sua terceira Copa do Mundo no México em 1970. Naquela ocasião, colocou em campo o que foi considerado, segundo uma pesquisa global com especialistas, realizada pela revista inglesa World Soccer, a melhor equipe de futebol de todos os tempos com Pelé, em sua última edição de Copa do Mundo, Carlos Alberto Torres, Jairzinho, Tostão, Gérson, Piazza, Clodoaldo e Rivelino.
Foi uma campanha incrível do Brasil. Na primeira fase, o Brasil derrotou a duas vezes vice-campeã Tchecoslováquia, a então campeã Inglaterra e a Romênia. Nas quartas de final, eliminou por 4 a 2 o Peru, treinado pelo brasileiro Didi. Nas semifinais, o prelúdio de um possível tricampeonato: os então bicampeões mundiais Brasil e Uruguai se enfrentaram, com vitória brasileira por 3 a 1, com a vitória sendo saudada pelo público brasileiro como o "troco" pelo Maracanaço - e acabou sendo o "troco" definitivo mesmo, pois Brasil e Uruguai jamais voltaram a se enfrentar em Copas do Mundo. Brasil e Itália, então bicampeões mundiais, duelaram na final, no estádio Azteca, no México, disputando o título de Primeira Seleção Tricampeã Mundial, que conquistaria em definitivo a Taça Jules Rimet. O Brasil venceu por 4 a 1.
Como venceu todos os seis jogos disputados na Copa do Mundo, e também todos os jogos disputados nas eliminatórias, esta foi a primeira - e permanece sendo a única - vez que uma equipe sagrou-se campeã mundial vencendo todos os jogos da eliminatória e da própria Copa do Mundo.
Nessa Copa, o atacante Jairzinho, do Botafogo, conseguiu um feito raro: marcou gol em todas as partidas do Brasil, fato que o fez ganhar o apelido de Furacão da Copa. Apenas Jairzinho em 1970 e o uruguaio Ghiggia em 1950 marcaram gols em todas as partidas da seleção campeã mundial.
Após ganhar a Copa do Mundo FIFA pela terceira vez, o Brasil teve o direito de ficar definitivamente com Taça Jules Rimet. Porém ela foi roubada e derretida anos mais tarde. Uma réplica foi aceita em 19 de janeiro de 1984, confeccionada a partir de seus moldes originais, mantendo totalmente suas características.

### Longo jejum de títulos (1971 - 1988)

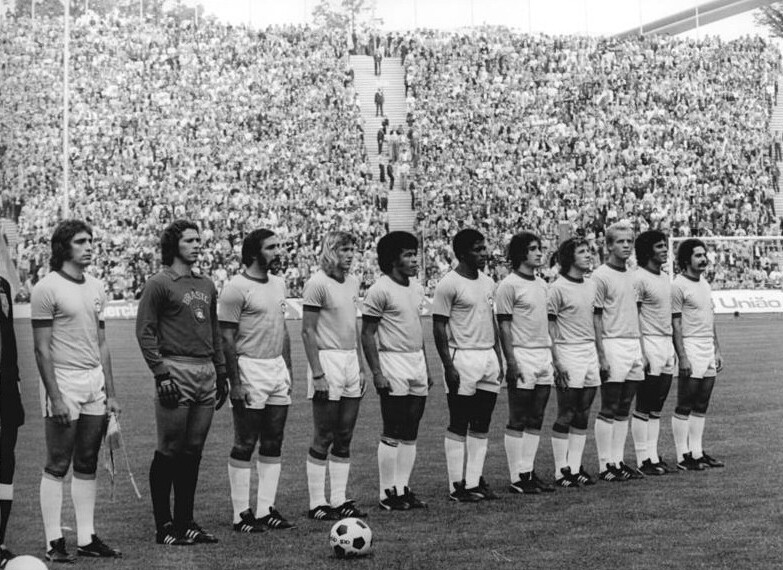
Seleção Brasileira na partida de disputa pelo terceiro lugar em 1974

Depois da conquista em 1970, a seleção chegou a passar 24 anos sem conquistar uma Copa do Mundo e 19 anos sem conquistar um título.

#### A despedida de Pelé
Em 1971, um ano após a conquista do Tricampeonato mundial, Pelé se aposentou da seleção brasileira em um amistoso contra a Iugoslávia, no Maracanã, que terminou empatado em 2 a 2.

#### 1974: Eliminação para ocarrossel holandês
Na Copa da Alemanha, o Brasil defendia o título, mas não contava com Pelé, Gérson, Carlos Alberto Torres, Tostão e Clodoaldo. Da equipe tricampeã de 1970, os grandes nomes remanescentes eram os de Rivelino e Jairzinho. Somado a estes dois, Zagallo tinha na lista de convocados outros grandes nomes do futebol brasileiro da época, como Leão, Luís Pereira, Marinho Chagas, Leivinha e Ademir da Guia. A despeito de possuir um elenco de qualidade, o time suou na primeira fase para empatar contra a Iugoslávia e Escócia e ganhar do Zaire por 3 a 0.

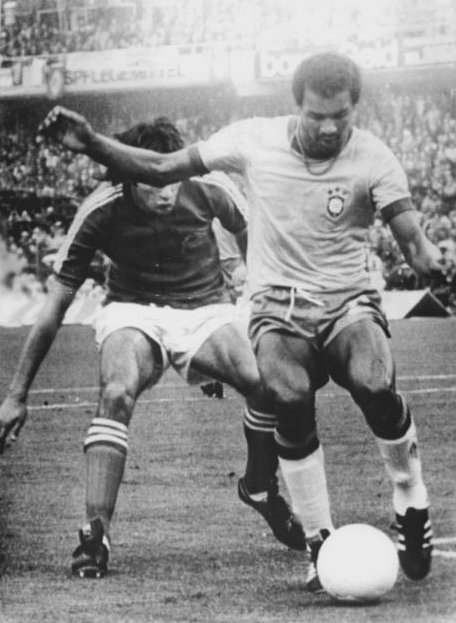
Luís Pereira em disputa de bola no jogo contra a Iugoslávia em 1974

Na segunda fase, o Brasil ganhou da Alemanha Oriental, por 1 a 0, e da Argentina, por 2 a 1. A Holanda, que apresentou ao mundo o estilo de jogo conhecido como carrossel holandês, goleou a Argentina por 4 a 0 e venceu a Alemanha Oriental por 2 a 0. Pelo melhor saldo de gols, os holandeses jogariam pelo empate na rodada final contra o Brasil. Em um jogo tenso, e por muitas vezes violento, a Holanda levou a melhor, vencendo por 2 a 0 na partida que decidiu o finalista de seu grupo. Na disputa pelo terceiro lugar, no único jogo que contou com Ademir da Guia em campo, o Brasil ainda foi derrotado pela Polônia por 1 a 0.
A despeito do reconhecimento generalizado à grande qualidade da seleção holandesa, mais uma vez a eliminação do Brasil não escapou de polêmicas: a partida entre Brasil e Holanda, que selou a eliminação brasileira, foi marcada pela violência de ambas as partes. Logo após a partida, Zagallo acusou o árbitro, o alemão-ocidental Kurt Tschenscher, de ter coibido apenas a violência brasileira, mas não a holandesa. Em uma entrevista ao jornal Folha de S.Paulo em 2008, João Havelange acusou o árbitro de deliberadamente prejudicar o Brasil, como "retaliação" de Stanley Rous à vitória de Havelange na eleição para a presidência da FIFA em 1974: "Em 74, fui eleito [Fifa]. Era demais ser eleito e ganhar a Copa, cortaram-me todo o capim embaixo dos pés...; Ele chegou ao estádio para ver Brasil x Holanda, e o Stanley Rous me botou o [árbitro Kurt] Tschenscher, da Alemanha, que já tinha 50 anos e apitou o último jogo da carreira. E me jogou para córner". Este mesmo árbitro (Kurt Tschenscher) apitou o Brasil 2 X 0 Bulgária, da Copa do Mundo de 1966, jogo após o qual ele foi acusado, pela Delegação Brasileira, de ter permitido extrema violência dos jogadores búlgaros contra os brasileiros, sobretudo contra Pelé. Além disso, antes da realização daquele Brasil X Holanda, já se sabia que o vencedor da partida enfrentaria a Alemanha Ocidental na final da Copa, o que foi outro fator de críticas à escalação de Tschenscher, um alemão ocidental, para apitar aquela partida. Marinho Chagas, lateral da seleção brasileira na Copa de 1974, também afirmou em entrevista que "descontaram na seleção brasileira a vitória de João Havelange na eleição de 1974 para a presidência da FIFA", que por isso o Brasil "já sabia que não ia ganhar a Copa do Mundo" e que o local da partida foi alterado de Essen para Dortmund porque esta cidade era mais próxima à fronteira entre Alemanha e Holanda, de modo que na partida houvesse mais torcedores holandeses.
No caso de 1974, assim como no caso de 1966, as alegações de João Havelange dão a sensação de "armação" para prejudicar o Brasil e impedir a hegemonia absoluta do Brasil no futebol. A arbitragem de Kurt Tschenscher naquela Brasil 0 X 2 Holanda de 1974 está de acordo ao teor da denúncia de Havelange, e em outras circunstâncias os resultados desta Copa poderiam ter sido mais favoráveis ao Brasil. Porém, não se pode afirmar que, se não fosse pela arbitragem de Tschenscher naquele jogo, o Brasil seria campeão, e não se pode tirar o mérito da campeã Alemanha. Na final da Copa de 1974, a seleção alemã (cujos jogadores nada tinham a ver com a arbitragem de Kurt Tschenscher no jogo Brasil X Holanda) derrotou a seleção holandesa (a que eliminou o Brasil) de forma justa, sem "auxílio" da arbitragem.

#### 1978: Eliminação polêmica naCopa da Argentina
No primeiro jogo, o Brasil empatou com a Suécia por 1 x 1. Neste jogo, um lance incomum: no último lance do jogo, há um escanteio a favor do Brasil. A bola é centrada na área e Zico marca o gol. Mas o árbitro galês Clive Thomas anulou o gol, argumentando que encerrou o jogo com a bola no ar. Porém, o vídeo do lance mostra claramente que foi apenas após a bola entrar no gol que Clive Thomas sinalizou o fim da partida. O Brasil ainda empatou com a Espanha em 0 a 0. E só se classificou para a Segunda Fase da competição ao vencer a Áustria no terceiro jogo, 1 x 0, gol de Roberto Dinamite. Mesmo com a derrota, a Áustria, que vencera os dois primeiros jogos, ficou com a outra vaga. Se Clive Thomas não houvesse anulado o gol de Zico, o Brasil teria terminado a primeira fase da Copa como primeiro colocado do Grupo, e não teria caído no mesmo grupo da Argentina na segunda fase da Copa; teria caído no outro grupo, e muito possivelmente teria tido mais sorte na Copa. A atitude custou caro a Clive Thomas: aparentemente admitindo a justa reclamação por parte do Brasil (uma vez que a regra não permite que o tempo de jogo seja encerrado com a bola no ar, mas apenas após a conclusão do lance de ataque), a comissão de arbitragem da FIFA também não concordou com a postura do árbitro e ele foi afastado, não voltando a apitar nenhum jogo na Copa.
Na segunda fase da Copa, no grupo de Brasil e Argentina, ocorreu uma das maiores (senão a maior) polêmicas da história das Copas. Na primeira rodada, o Brasil venceu o Peru por 3 a 0 e a Argentina passou pela Polônia por 2 a 0. Na segunda rodada, a Polônia derrotou o Peru por 1 x 0 (acabando com as chances peruanas de título), e logo depois argentinos e brasileiros empataram por 0 x 0 (acabando com as chances peruanas de chegar à decisão de 3º lugar). Este empate seria fatal para o Brasil. Na última rodada, o Brasil venceu a Polônia por 3 a 1. Com este resultado, restava à Argentina vencer o Peru por 4 gols de diferença, para poder chegar à final da Copa. A Argentina acabou vencendo por 6 a 0. Uma curiosidade: o goleiro peruano, Ramón Quiroga, era argentino de nascimento, e falhou em vários gols. Ademais, o horário dos jogos foi modificado, e o jogo Argentina X Peru foi disputado após o jogo Brasil X Polônia, dando à equipe argentina a vantagem de saber, de antemão, por qual resultado precisaria ganhar para chegar à final da Copa. A partida Argentina 6 a 0 Peru de 1978 gerou "teorias da conspiração": de que os argentinos teriam "comprado" o jogo, ou que a ditadura argentina teria ameaçado os jogadores do Peru, etc.
Por outro lado, é bastante plausível que, dado que a Argentina entrou em campo contra o Peru já sabendo de antemão de que resultado ia precisar ganhar para chegar à final (4 X 0), tais "teorias da conspiração" iriam ocorrer de qualquer jeito, mesmo que a Argentina tivesse vencido por "apenas" 4 a 0 e não por 6 a 0. Assim, vale observar: se o Brasil (jogando em país neutro contra os peruanos) foi capaz de fazer 3 X 0 num Peru que naquele momento ainda tinha chances de ir à final da competição, será que a Argentina (jogando "em casa") não seria capaz de fazer 4 X 0 num Peru que naquela altura já não tinha chance de nada, nem de ir à final da competição nem à disputa de 3º lugar? Neste mesmo sentido, Ubaldo Fillol, o goleiro argentino, teria dito: "O Brasil não fez 3 a 0 em cima do Peru? Fez e teve chances de fazer mais. Acontece que nós dependíamos de quatro gols e aproveitamos todas as chances". Já Rivellino, que disputou aquela Copa pela seleção brasileira, afirmou: "Mas aquela Copa foi uma vergonha, foi programada para uma seleção ser campeã. Se a gente ganhasse de seis da Polônia, a Argentina ganharia de 10 do Peru".
Ao Brasil, restou vencer a Itália na decisão de 3º lugar e terminar a Copa de 1978 invicto.
O treinador Cláudio Coutinho do Brasil, e o chefe da delegação brasileira, Carlos Alberto Cavalheiro, fizeram críticas duras à postura da seleção peruana no 6 X 0 contra a Argentina, e criticaram o fato do jogo Argentina e Peru ter sido realizado em horário posterior ao jogo Brasil e Polônia. Após toda essa polêmica, Cláudio Coutinho disse que o Brasil era o "campeão moral" da Copa de 1978: "Somos os campeões morais". Essa frase se tornou famosa. O treinador César Luis Menotti, campeão com a Argentina naquela Copa, respondeu: "Eu felicito meu colega Coutinho por seu campeonato moral e desejaria também que ele me felicitasse por meu campeonato real".
Curiosamente, na Copa do Mundo, em 1966 o planejamento da Comissão Técnica do Brasil, antes do jogo contra Portugal, foi baseado na hipótese de que a Bulgária poderia "entregar" sua partida contra Hungria, na última Rodada da 1ª fase, beneficiando a Hungria e prejudicando o Brasil. Já na Copa de 1978, aparentemente a Comissão Técnica brasileira não cogitou a possibilidade de que o Peru poderia entregar seu jogo contra a Argentina.
A Copa do Mundo de 1978 foi a primeira organizada com João Havelange na presidência da FIFA. Ele afirmou acreditar que não houve nenhuma "armação" naquela Copa, preferindo culpar o próprio Brasil pelo seu insucesso, e ressaltando que, no jogo Peru X Argentina, o Peru acertou uma bola na trave no início do jogo, o que dificilmente configura uma postura de um time que queira "entregar" o jogo. Segundo Havelange: "Não tenho nada a ver, mas dias antes o Brasil jogou com o Peru. Fui ao vestiário e disse que precisava ganhar de muito para ter saldo de gols. Ficaram o tempo passando a bola: 3 a 0. E não se esqueça: o time do Peru estava na terceira Copa, todos tinham mais de 30 anos. Não faziam tecnicamente um jogo bonito, e eficiência física nenhuma. Quando o Brasil jogou com a Argentina, fui ao vestiário e disse que precisávamos ganhar o jogo para sermos campeões. Disseram-me que iam jogar pelo empate. Lembre-se de que o Rivellino não entrou em campo. Empatamos. O Peru jogou e, se o senhor vir o filme do jogo, com dez minutos botou uma na trave. Se entra, tinha ganho de 10 a 0. O time do Peru não tinha perna para jogar".
A Copa de 1978 foi o último Mundial da Confederação Brasileira de Desportos (CBD). Em 1979, essa entidade foi extinta e substituída pela Confederação Brasileira de Futebol (CBF), que passou a administrar a Seleção Brasileira de Futebol.

#### 1982: Tragédia do Sarriá
Em 1982, na Copa da Espanha, com uma seleção comandada pelo treinador Telê Santana e que contava com jogadores como Zico, Sócrates, Falcão, Júnior, Éder, Toninho Cerezo e Luizinho, o Brasil era considerado como um dos favoritos do mundial. Confiante, a seleção estreou contra a União Soviética. Foi um jogo duro, com a defesa brasileira falhando muito e com gol anulado do lado soviético, além de um pênalti não marcado para a seleção europeia ao final do primeiro tempo. Os soviéticos fizeram 1 a 0 numa falha de Waldir Peres. No segundo tempo, o Brasil se reencontrou e Sócrates empatou, depois de driblar dois jogadores e soltar uma bomba no ângulo. Aos 43 minutos, Éder Aleixo disparou violento chute no ângulo de Rinat Dasayev: Brasil 2 a 1. Em seguida, a equipe de Telê venceu a Escócia, por 4 a 1, também de virada. Contra a Nova Zelândia, a seleção novamente venceu por goleada, 4 a 0.
Na segunda fase, o Brasil enfrentaria Argentina e Itália. Primeiro, na grande apresentação da Copa, o Brasil bateu a rival e então campeã Argentina por 3 a 1, num jogo em que a imagem de Júnior sambando à beira do campo após marcar o terceiro gol brasileiro ajudou a forjar a imagem do poderio e da alegria do time brasileiro. Na vitória, que decretou a eliminação argentina, Diego Maradona foi expulso, depois de acertar o volante brasileiro Batista com um chute no estômago.

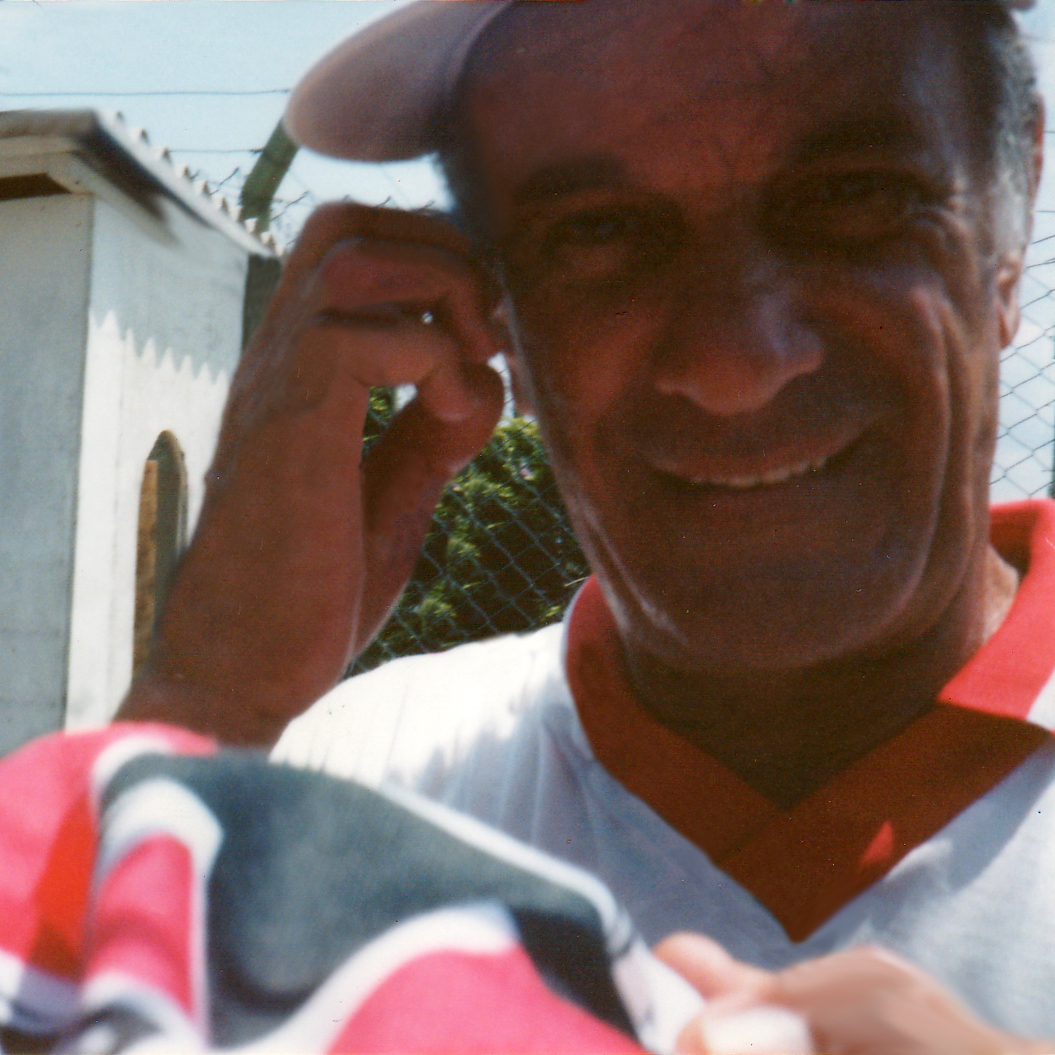
Telê Santana

No segundo jogo da fase, Brasil e Itália se enfrentaram. Como a Argentina tinha perdido por 2 a 1 para a Itália, e por 3 a 1 para o Brasil, a seleção brasileira tinha a vantagem do empate para ficar em primeiro no grupo. Os brasileiros acreditavam em uma vitória tranquila, pois a Itália só havia vencido um jogo na copa, enquanto o Brasil era o único com aproveitamento de 100%. Aos 5 minutos, um cruzamento da esquerda do ataque e cabeceio de Paolo Rossi, com a defesa brasileira parada assistindo a cabeçada do italiano. Na sequência, Zico se livrou de Claudio Gentile e tocou para Sócrates, que invadiu a área e chutou forte, empatando o confronto. Com marcação forte, a Itália forçava o erro do Brasil. Num toque errado de Toninho Cerezo, Paolo Rossi tomou a bola e chutou forte, marcando os 2 a 1. No segundo tempo, a Seleção Brasileira colocou a qualidade em campo. Júnior tocou a bola para Falcão, na entrada da área, Cerezo fez uma ultrapassagem que iludiu a defesa azul, que o acompanhava, e Falcão finalizou para empatar: 2 a 2.
O lance fatal para o Brasil viria logo em seguida. Após escanteio, a bola sobrou na entrada da área, um chute é desferido e a bola achou novamente o carrasco Paolo Rossi, que desviou sua trajetória e enganou o goleiro Waldir Peres: 3 a 2. A seleção brasileira ainda teve uma última chance, mas o veterano goleiro Dino Zoff impediu um novo empate, ao fazer uma grande defesa após uma cabeçada certeira de Oscar. Após a eliminação para a Itália, que se sagraria campeã na sequência da Copa, o jogo ficou conhecido no Brasil como a tragédia do Sarriá, provocando comoção nacional.
Após aquele jogo, parte da imprensa brasileira (notadamente as Organizações Globo, jornal e TV) têm defendido a visão de que aquela seleção estava entre as melhores da história do Brasil, que aquela seleção teria "encantado o mundo", e que a eliminação para a Itália teria sido um "acidente", uma "uma tragédia" (daí o nome "tragédia do Sarriá"). Outra corrente prefere dar crédito à qualidade da seleção italiana, defendendo a ideia de que a Itália simplesmente era melhor.
Um lance da "Tragédia do Sarriá" que seria frequentemente lembrado e lamentado pela imprensa brasileira, seria o pênalti cometido por Claudio Gentile em Zico (Gentile rasgou a camisa de Zico com um puxão), não marcado pelo árbitro israelense Abraham Klein, sob o argumento de que Zico se encontrava em impedimento no momento do puxão. Porém, não apenas os brasileiros, mas também os italianos, reclamaram de erros de arbitragem naquela partida: em entrevista em 2010, o ex-goleiro italiano Dino Zoff, que participou daquela partida, foi perguntado sobre o pênalti em Zico, e como resposta, preferiu lembrar do gol legítimo e mal anulado de Giancarlo Antognoni, gol em posição legal que foi anulado como se estivesse em impedimento, e que teria sido o quarto gol da Itália na partida. Anos depois, o árbitro da partida, Abraham Klein, deu uma entrevista admitindo que prejudicou o Brasil ao não assinalar o pênalti em Zico, mas lembrou também que anulou incorretamente o quarto gol legítimo da Itália. A seleção francesa também teve o seu "Sarriá", ao perder nos pênaltis a semifinal para a Alemanha depois de estar ganhando de 3 a 1 até a metade do segundo tempo da prorrogação.

#### 1986: Eliminação nos pênaltis para a França

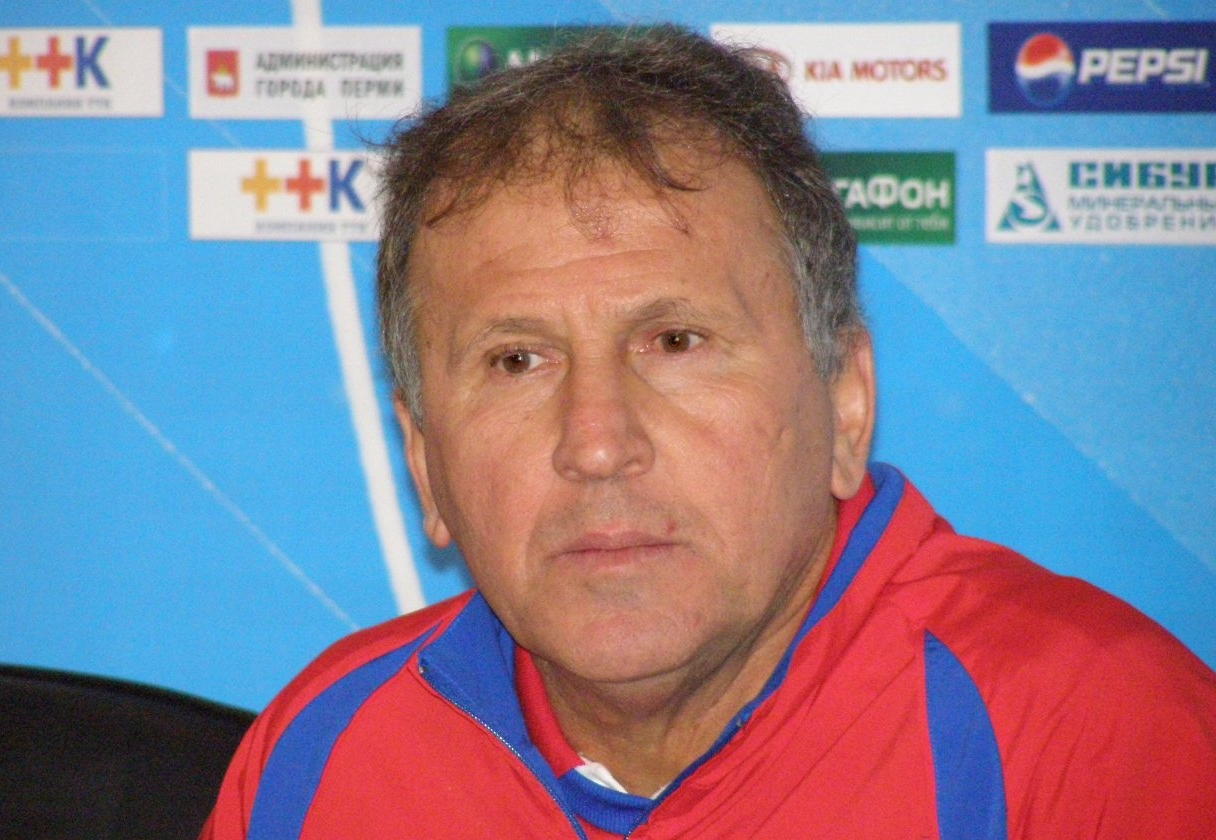
Zico

Em 1986, o Brasil voltou a ser comandado por Telê Santana, com o time muito modificado em relação ao de 1982. Zico, voltando de grave contusão, pouco jogou na competição disputada no México; Júnior foi deslocado para compor o meio campo com Sócrates. Nomes como Éder, Toninho Cerezo e Leandro não foram ao Mundial. Ao desembarcar no México, a seleção brasileira não conseguiu um campo para treinar e teve que fazer os treinos em campos emprestados. Vários jogadores estavam se recuperando de lesões. O Brasil venceu a Espanha na estreia por 1 a 0 (numa partida em que o juiz não validou um gol legal da Espanha) e depois manteve os 100% de aproveitamento na primeira fase, ao vencer por 1 a 0 a Argélia e por 3 a 0 a Irlanda do Norte. Um destaque da seleção foi o menos badalado Josimar, lateral-direito que foi convocado às pressas para a Copa no lugar de Leandro, que desistiu no embarque em solidariedade a Renato Gaúcho, cortado por indisciplina do grupo que iria ao Mundial. Josimar marcou dois lindos gols, um na vitória do Brasil contra a Irlanda do Norte e outro na goleada por 4 a 0 que a seleção impôs à Polônia, já nas oitavas de final.
Depois do jogo contra a Argélia, os jogadores Casagrande, Alemão e Edson foram flagrados bebendo cerveja durante a apresentação de um circo. O episódio ocupou as manchetes dos principais jornais do Brasil e afetou o ambiente da Seleção.
Nas quartas de final, Brasil e França duelaram em Guadalajara. No tempo normal, quando o jogo estava empate em 1 a 1, a seleção brasileira teve a chance da vitória, mas Zico cobrou mal um pênalti defendido pelo goleiro francês Joël Bats. Na disputa de penalidades, o Brasil viu Sócrates errar a cobrança máxima, além do zagueiro Júlio César. Final 4 a 3 a favor da França, que também viu o craque Michel Platini desperdiçar uma cobrança.

#### 1987: início de renovação
Após o Mundial de 1986 no México, Carlos Alberto Silva se tornou o técnico da seleção e um processo de renovação começou. Craques como Zico e Sócrates, aos poucos, foram deixando a seleção e outros jogadores chegaram, como Taffarel, Raí, Bebeto e Romário. Mas na Copa América de 1987, o Brasil, sem muitos dos seus principais jogadores, foi eliminado com uma surpreendente goleada de 4 a 0 para o Chile. Em 1989, com a chegada de Ricardo Teixeira à presidência da CBF, Carlos Alberto Silva deixou a seleção, sendo substituído por Sebastião Lazaroni.

### O fim da espera de títulos e a crise no Mundial da Itália (1989 - 1990)

#### 1989: Título na Copa América e o fim do jejum de 19 anos
Em 1989, o Brasil sediou a Copa América. Apesar do jejum em Mundiais e sem Zico, o Brasil tinha novos bons jogadores. A seleção brasileira contava com Bebeto, que fazia sucesso no Vasco e Romário que já brilhava nos gramados holandeses pelo PSV, como dupla de ataque. O Brasil enfrentou na fase final a campeã mundial - a Argentina de Diego Maradona e Claudio Caniggia -, e venceu 2 a 0 com golaços de Bebeto e Romário. Na seguinte rodada derrotou a Paraguai 3 a 0, para jogar finalmente na última rodada contra os duros uruguaios. Quem ganhasse o jogo seria o campeão continental. Ao final, os verde-amarelos jogaram melhor que Uruguai e venceram 1 a 0 com gol de Romário no segundo tempo, gol que deu o título ao Brasil.
Essa Copa América acabou com um jejum de 19 anos sem ganhar um título oficial da Seleção principal, o segundo do mais longo da história do Brasil, só detrás dos 27 anos sem logos entre 1922 e 1949. Também acabou com um longo jejum de 40 anos sem o título da Copa América: o último título da competição tinha sido em 1949.

#### 1990: Eliminação perante a Argentina e a "água batizada"
A participação do Brasil na Copa de 1990, disputada na Itália, foi marcada por uma série de problemas. O primeiro foi o Caso Rojas nas Eliminatórias. No jogo decisivo das Eliminatórias contra o Chile no Maracanã, o goleiro chileno Rojas fingiu ter sido atingido por um foguete. O fato acabou eliminando o Chile das Eliminatórias e o Brasil se classificou. Depois, na convocação para a Copa, o técnico Sebastião Lazaroni procurou manter o mesmo grupo que havia ganhado a Copa América em 1989 e convocou quase todos os mesmos jogadores, até mesmo os que não atravessavam um bom momento em seus clubes. Pouco antes do início da Copa, os jogadores discordaram dos valores da premiação e entraram em atrito com os dirigentes. A seleção iria ficar concentrada em Milão mas, de última hora, mudou para Turim. O Brasil como cabeça de chave ficou num grupo ao lado de Suécia, Escócia e Costa Rica. O Brasil venceu seus três jogos, ficando como 1º colocado em seu grupo na 1ª fase. Mas o técnico Lazaroni adotou um esquema europeu de jogar, transformando os laterais em alas e lançando Mauro Galvão como líbero. Críticos afirmaram que, desse jeito, a seleção ficou defensiva demais e, apesar de ter vencido os três jogos, não jogou bem. O hotel da seleção se encheu de parentes, convidados, empresários e dirigentes, o que tirou um pouco do foco dos jogadores. E a imprensa esportiva, por criticar a equipe, foi barrada de entrar na concentração. Os jogadores e o técnico Lazaroni ficaram acertando transferências para clubes europeus durante a Copa, o que, para muitos, também tirou o foco deles do torneio. Depois da primeira fase, Lazaroni quis fazer mudanças táticas no time, o que gerou protestos dos próprios jogadores titulares. E alguns jogadores reservas, como Renato Gaúcho e Aldair, se rebelaram e exigiram lugar no time titular. Por fim, nas oitavas-de-final o Brasil enfrentou a Argentina, na época a atual campeã, na maior rivalidade do futebol mundial. Mesmo criando mais chances, perdeu com gol de Claudio Caniggia e foi eliminado, numa partida em que o lateral-esquerdo Branco sentiu-se sonolento porque bebeu água "batizada" com sonífero, oferecida a ele pelos argentinos. Na ocasião, a imprensa brasileira chamou o fracasso da seleção na Copa de 1990 de "Era Dunga", em referência ao jogador Dunga, considerado um dos símbolos daquele time. A expressão havia sido criada pelo próprio técnico Lazaroni, que falava em começar uma nova era na seleção com Dunga, mas passou a ser usada pela imprensa para se referir à derrota brasileira.
Ainda no ano de 1990, o ex-jogador Pelé jogou uma partida comemorativa pela seleção: um amistoso contra a "Seleção do Mundo", realizado em Milão, meses depois da Copa do Mundo na Itália. A partida foi organizada em homenagem a Pelé, que estava completando 50 anos e terminou com vitória da "Seleção do Mundo" por 2 x 1.

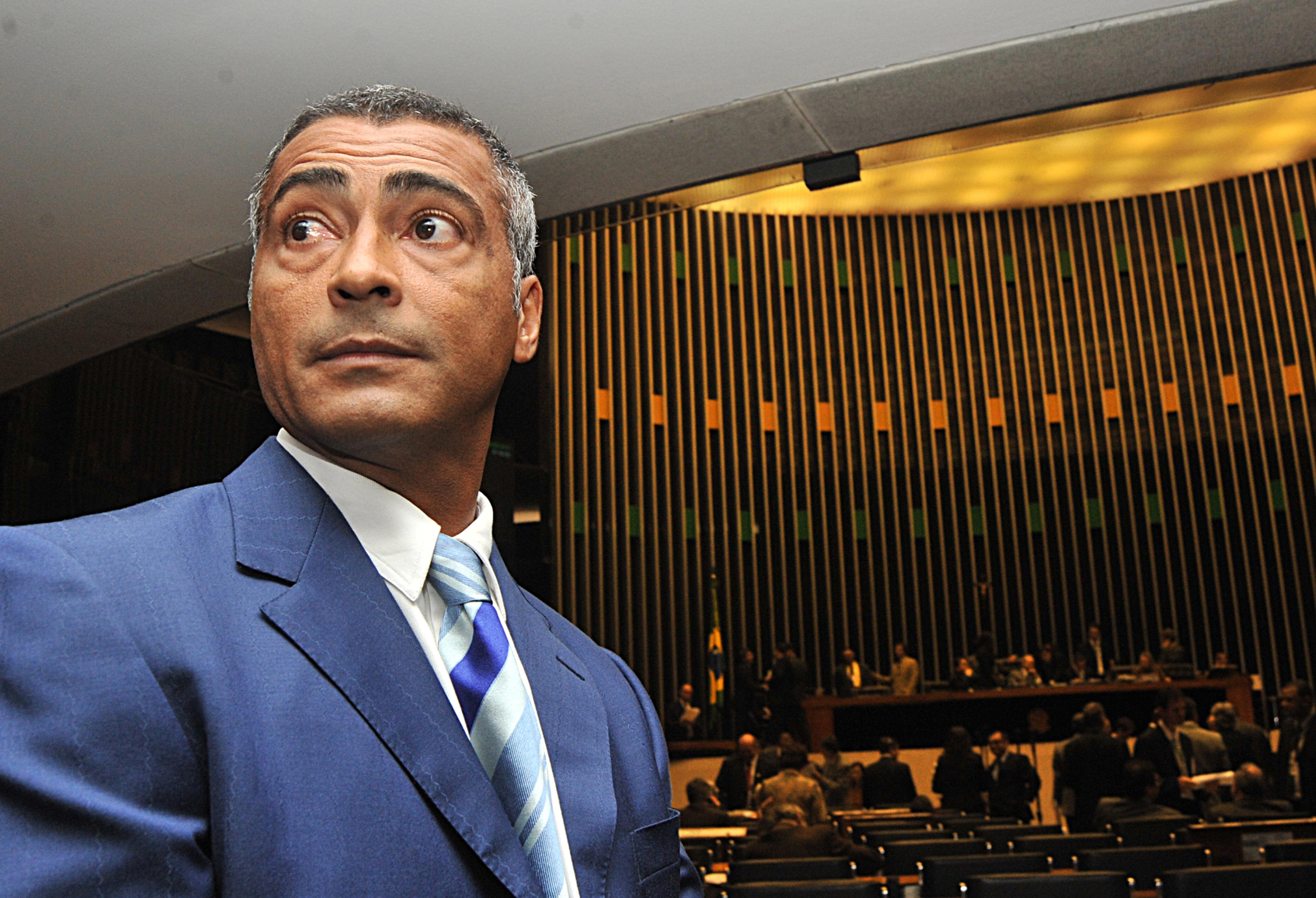
Romário no Congresso Nacional

### 1994: Tetracampeonato

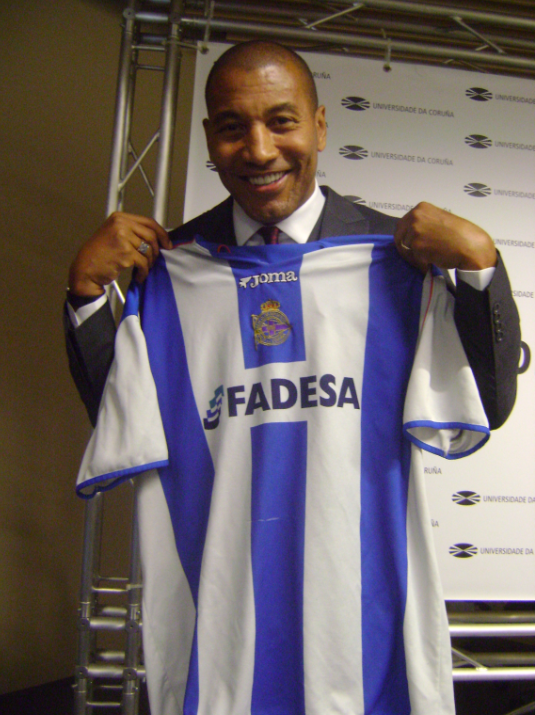
Mauro Silva se proclamou campeão do mundo em 1994

Após a Copa de 1990, a CBF trouxe o ex-jogador Paulo Roberto Falcão para ser o técnico da Seleção. Mas Falcão teve muitos resultados ruins e acabou demitido após a Copa América de 1991, em que o Brasil foi vice-campeão, perdendo o título para a rival Argentina. Com a saída de Falcão, o treinador Ernesto Paulo comandou a seleção interinamente enquanto a CBF escolhia um novo treinador. No único amistoso de Ernesto Paulo como técnico da seleção, o Brasil perdeu de 1 a 0 para o País de Gales. Então Carlos Alberto Parreira assumiu a Seleção como técnico, tendo o Zagallo como seu coordenador. Em 1992, num amistoso contra a Alemanha, o atacante Romário reclamou de ter sido deixado no banco de reservas e só entrado nos últimos 20 minutos. Por causa disso, Parreira e Zagallo pararam de convocar Romário. Sem o jogador, a Seleção oscilou: na US Cup de 1993, o Brasil perdeu o título para a Alemanha após estar vencendo por 3 a 0 e ceder o empate. Na Copa América de 1993, o Brasil foi eliminado pela Argentina e viu novamente a rival ser campeã. E nas Eliminatórias para a Copa do Mundo de 1994, o time teve alguns tropeços, entre eles a sua primeira derrota na história das eliminatórias ao perder por 2 a 0 para a Bolívia em La Paz. O Brasil corria o risco de, pela primeira vez, não se classificar para o Mundial e decidiria a vaga na última rodada contra o Uruguai no estádio do Maracanã, numa partida considerada a reedição da final de 1950. Quem vencesse estaria classificado e quem perdesse ficaria fora da Copa do Mundo. Muitos temiam que ocorresse um novo Maracanaço e havia imenso apelo popular para que Romário voltasse a seleção. Com a lesão de Müller, Parreira cedeu e, para o jogo contra o Uruguai, trouxe Romário de volta. O jogador fez os dois gols da vitória por 2 a 0, que garantiu o Brasil na Copa do Mundo de 1994 e foi até apelidado de São Romário. Além da vitória contra o Uruguai, outra partida considerada crucial para o Brasil se classificar foi a vitória por 6 a 0 contra a Bolívia em Recife, jogo este em que a seleção teve grande apoio da torcida local. Nessa partida, os jogadores entraram em campo de mãos dadas para demonstrar união, gesto esse que se tornou uma marca do time.
Na Copa do Mundo de 1994, o Brasil não era tido como favorito. Isso se devia ao sufoco que o Brasil passou nas eliminatórias e ao fato de que o time de Carlos Alberto Parreira era considerado pouco criativo e defensivo demais, o que contrariava o estilo do futebol brasileiro. No decorrer da competição, entretanto, o Brasil foi ultrapassando barreiras e se classificando para as fases seguintes. O grande destaque do time era o atacante Romário, que marcou cinco gols na Copa, além de ter participado de outros gols do time e formado uma forte dupla com Bebeto no ataque. O Brasil foi o líder de seu grupo na primeira fase, depois de vencer Camarões e a Rússia e empatar com a Suécia. Nas oitavas de final da Copa, eliminou os Estados Unidos em pleno dia 4 de julho, dia da independência do país. Nas quartas de final, em jogo emocionante, eliminou a Holanda e, nas semifinais, voltou a encontrar com a Suécia, despachando o selecionado do país escandinavo. Na final, derrotou a Itália nos pênaltis, após um empate sem gols no tempo normal e na prorrogação. Passaria assim a ser a primeira seleção a conquistar quatro copas do mundo e a primeira a conquistar o título através da cobrança de penalidades máximas. Dunga, muito criticado em 1990, deu a volta por cima erguendo a taça como capitão do time em 1994. Assim como em 1970 Brasil e Itália fizeram a final em que surgiria a primeira seleção tricampeã mundial de futebol, em 1994 Brasil e Itália fizeram a final em que surgiria a primeira seleção tetracampeã mundial de futebol. Nos dois casos, com vitória do Brasil.
Após a conquista do tetra, Parreira deixou a Seleção e o seu coordenador, Zagallo, assumiu como técnico. Zagallo traçou como objetivo a conquista da medalha de ouro nas Olimpíadas de Atlanta em 1996, título que ainda faltava para o Brasil. Antes disso, a Seleção foi vice-campeã da Copa América de 1995, perdendo o título nos pênaltis para o Uruguai. Para as Olimpíadas de Atlanta, Zagallo decidiu não convocar Romário, o herói do tetra, o que gerou críticas. Em vez de Romário, Zagallo preferiu levar o craque em ascensão Rivaldo, além dos tetracampeões Bebeto e Aldair. Apesar da ausência de Romário, o time brasileiro ainda era cheio de craques e apontado como forte candidato ao título nas Olimpíadas. Mas o Brasil sofreu uma derrota histórica para a Nigéria na semifinal. O time brasileiro vencia por 3 a 1 e os nigerianos tinham perdido um pênalti, mas conseguiram empatar nos minutos finais. Na prorrogação, o Brasil perdeu ao sofrer o gol de ouro. E os veteranos convocados por Zagallo falharam decisivamente na partida: Bebeto perdeu um gol que poderia ter dado a vitória ao Brasil, Rivaldo falhou no segundo gol e Aldair falhou no terceiro. O time ainda conquistou a medalha de bronze, mas a perda do ouro olímpico pesou e Zagallo passou a ser criticado na seleção. Os críticos diziam que Zagallo estava "ultrapassado" e não corrigia falhas na defesa, que a seleção apresentava constantemente. Parte da torcida e da imprensa pediam a saída do treinador e a entrada de Vanderlei Luxemburgo em seu lugar. Em maio de 1997, o Brasil perdeu um amistoso por 4 a 2 para a Noruega, resultado que acabou com uma invencibilidade de 46 jogos da seleção principal (sem contar a final da Copa América de 1995, perdida nos pênaltis) e fez aumentar as críticas e a pressão pela saída de Zagallo. A volta por cima veio com o título da Copa América de 1997 na Bolívia, a primeira vez que o Brasil ganhou o torneio jogando fora de casa. Na comemoração do título, Zagallo respondeu aos críticos: "Vocês vão ter que me engolir!". Meses depois, o Brasil também foi campeão da Copa das Confederações, título até então inédito. Mas no começo de 1998, a Seleção teve alguns resultados ruins na Copa Ouro (em que perdeu para os Estados Unidos na semifinal) e depois perdeu um amistoso para a Argentina em pleno estádio do Maracanã, no Rio de Janeiro. Esses resultados fizeram com que Zagallo descartasse alguns jogadores, como o meia Raí e o volante Zé Elias, para a Copa do Mundo FIFA de 1998, que seria realizada na França. E, por causa desses resultados, Zagallo chegou a estar ameaçado de demissão às vésperas do Mundial. O treinador acabou mantido, mas a comissão técnica teve algumas modificações, como a entrada do ex-jogador Zico para ser o coordenador técnico de Zagallo. Dias depois, ao anunciar os jogadores convocados para a Copa, Zagallo também revelou qual seria o time titular da estreia.

### 1998: A derrota para os donos da casa
Para a Copa do Mundo FIFA de 1998, a torcida brasileira inicialmente apostava na dupla Romário e Ronaldo. Romário era o herói do tetra quatro anos antes e Ronaldo surgia como uma grande promessa da Seleção, vivendo uma fase fantástica em seu clube, a Internazionale, da Itália e também era o atual detentor do prêmio de Melhor jogador do mundo pela FIFA. Em 1997, os dois haviam brilhado na conquista da Copa América na Bolívia e mais ainda na Copa das Confederações, na Arábia Saudita, o que aumentou fortemente a expectativa em torno da dupla. Porém, a comissão técnica da Seleção cortou Romário da Copa do Mundo, devido a uma lesão que o jogador sofreu. Essa foi uma decisão controversa porque Romário alegou que poderia ter se recuperado a tempo de jogar a Copa e ele de fato voltou a jogar normalmente pelo Flamengo pouco depois, ainda durante o Mundial e muito antes do final da Copa, o que fez muitas pessoas considerarem o corte injusto. Sem Romário, Ronaldo passou a ser considerado o principal jogador da Seleção e a esperança do penta em 1998.
O Brasil passou pela primeira fase com duas vitórias e uma derrota contra a algoz Noruega, seleção que até hoje nunca foi derrotada pelos brasileiros. A derrota brasileira para a Noruega, por 2 a 1, foi a primeira derrota do Brasil numa primeira fase de Copa do Mundo desde 1966. O segundo gol norueguês veio de um pênalti cometido por Júnior Baiano, que puxou o norueguês Tore André Flo pela camisa. Como Júnior Baiano negava ter feito o pênalti e as imagens de TV do lance demoraram a ser disponibilizadas pela FIFA, houve questionamentos à arbitragem, que cessaram quando as imagens de TV foram disponibilizadas e comprovaram o pênalti. Após a partida, alguns dos jogadores brasileiros chegaram a trocar críticas publicamente pela derrota.
Nas oitavas de final, uma convincente vitória por 4 a 1 sobre o Chile. Nas quartas, uma vitória mais complicada contra a Dinamarca: 3 a 2. Nas semifinais, mais uma partida dramática contra a Holanda: após o empate em 1 a 1 que persistiu até o final da prorrogação, a partida foi para a disputa por pênaltis. Antes das cobranças, o técnico Zagallo se destacou, incentivando os brasileiros. Nos pênaltis, os brasileiros conseguiram a classificação para a final, graças as grandes defesas de Taffarel.
Classificada para a final da Copa do Mundo FIFA de 1998, a Seleção Brasileira teria pela frente os donos da casa, a França. Horas antes da decisão, uma polêmica envolvendo Ronaldo trouxe receio aos brasileiros: devido a uma misteriosa convulsão, diagnosticada desde como estresse até como ataque epilético, o jogador foi levado apenas 75 minutos antes da partida ao hospital. Vendo que seu principal jogador não tinha condições de jogo, o técnico Zagallo optou por escalar Edmundo em seu lugar, mas o próprio Ronaldo apareceu, a 40 minutos do início da partida, declarando-se apto. Zagallo então decidiu escalá-lo. Com Ronaldo entre os titulares e tendo uma péssima atuação, o Brasil acabou derrotado por 3 a 0, numa partida magistral de Zinédine Zidane, que marcou dois gols, dando o primeiro título mundial aos anfitriões da Copa.

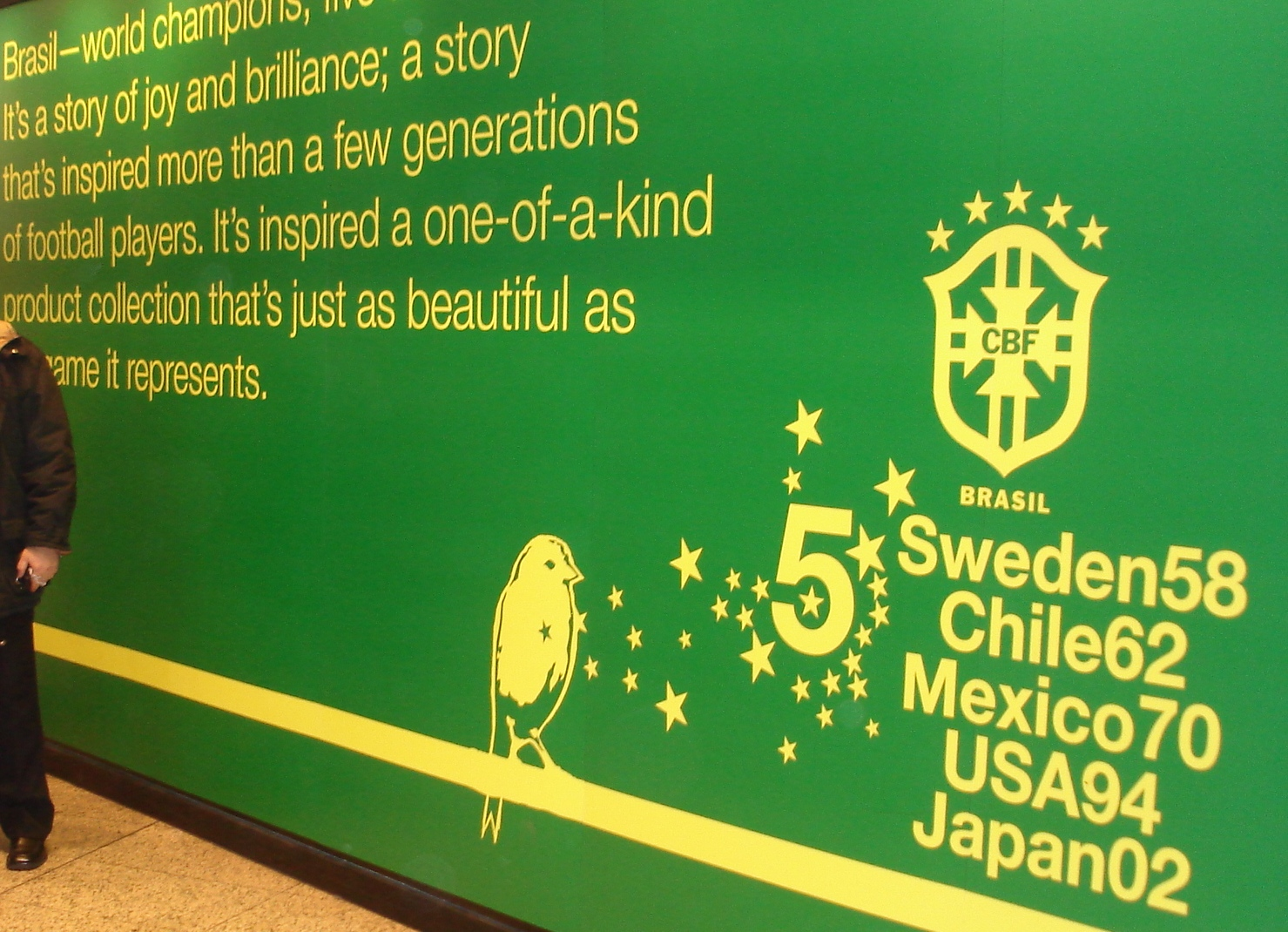
Painel do penta, loja da Nike, Londres

A justificativa para a passageira escalação de Edmundo e posterior confirmação de que Ronaldo seria o titular, um suposto "mal-estar" de Ronaldo cujas razões não foram devidamente explicadas (chegou-se a muito falar em convulsões, ataque epilético, crise nervosa, "acovardamento" de Ronaldo em disputar a final, envenenamento pelo cozinheiro francês, brigas entre os pais do jogador impactando-o emocionalmente, e até que Ronaldo entrou em depressão por cogitar que era traído por sua então namorada Susana Werner com o jornalista Pedro Bial), aliado à atuação completamente apática da equipe perante a França, e os fatos de que Ronaldo posteriormente jamais explicou devidamente o que ocorreu, tudo isso gerou "teorias da conspiração" de que o Brasil teria "vendido" a final para a França. Em 1998, uma "corrente de e-mails" chegou a tornar-se muito difundida apregoando a ideia da "venda" da final de 1998. Comprovando a inveracidade da dita "corrente de e-mails", esta continuaria sendo enviada por anos, com o mesmo texto mas fazendo referência a diversas outras pessoas e competições.
A explicação mais direta e simples (não necessariamente verdadeira) sobre o que acometeu Ronaldo foi a dada pelo lateral-esquerdo Roberto Carlos: "ele amarelou mais do que a camisa".
Ronaldo foi muito criticado por ter jogado mal a final e por ter insistido em jogar mesmo tendo sofrido uma convulsão horas antes, o que abalou o time. Da mesma forma, o técnico Zagallo foi criticado por escalar Ronaldo na final e não ter mantido Edmundo como titular.
Outra interpretação sobre o episódio prefere, simplesmente, dar crédito à qualidade da seleção francesa; seleção que, dois anos depois, em 2000, seria campeã da Eurocopa.
Independente de quaisquer "teorias da conspiração", a inegável atipicidade da situação que envolveu Ronaldo e a subsequente apatia da atuação brasileira contra a França fizeram daquele jogo a primeira partida de Copa do Mundo que foi discutida numa Comissão Parlamentar de Inquérito (CPI) no Brasil.
A Copa do Mundo de 1998 foi a sexta e última a ter sido vencida pelo país anfitrião, tendo sido precedida neste aspecto pelas Copas de 1930, 1934, 1966, 1974 e 1978. Sempre que é lembrada a história das Copas do Mundo, nas mais diversas publicações a respeito, sobre pelo menos três destas Copas (1934, 1966 e 1978) são sempre mencionadas possíveis "armações" em favor do país anfitrião, com o Brasil tendo sido supostamente um dos mais prejudicados em pelo menos duas destas Copas (1966 e 1978). A Copa de 1998 veio ser a terceira na qual uma boa parte do público brasileiro passou a atribuir o insucesso da seleção a "armações" extracampo.

### 2002: Pentacampeonato

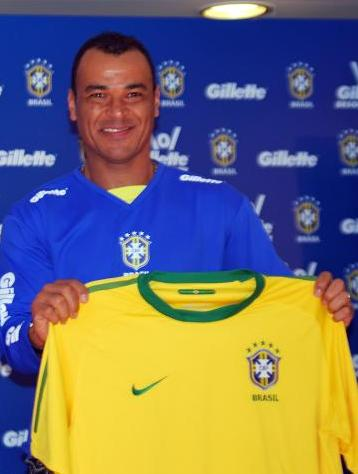
Cafu, o capitão da seleção brasileira na Copa do Mundo FIFA de 2002

Com a derrota e toda a polêmica na final da Copa de 1998, Zagallo foi demitido e Vanderlei Luxemburgo assumiu a Seleção, conciliando-a com o Corinthians, clube em que conquistou o Campeonato Brasileiro de 1998. Ao final do ano, Luxemburgo deixou o Corinthians para ficar exclusivamente na seleção. O novo treinador teve um bom início, ganhando a Copa América de 1999, na qual revelou um novo craque, Ronaldinho Gaúcho, que marcou um gol considerado icônico contra a Venezuela no torneio. Mas, semanas depois, Luxemburgo sofreu suas primeiras críticas na seleção ao perder a final da Copa das Confederações de 1999 para o México. A situação do treinador ficou mais complicada a partir de 2000: o Brasil não ia bem nas Eliminatórias para a Copa do Mundo de 2002 e Luxemburgo tinha uma relação ruim com alguns jogadores. Para completar, o treinador também passou a ser investigado por uma CPI em Brasília. Vieram então as Olimpíadas de Sydney em 2000. Havia uma gigantesca pressão nacional para que Romário, que vivia uma fase muito boa no Vasco da Gama, fosse convocado para as Olimpíadas. Para tentar conquistar a até então inédita medalha de ouro, Luxemburgo manteve o grupo que havia sido campeão do Pré-Olímpico em Londrina e decidiu não levar Romário, nem nenhum jogador acima dos 23 anos, decisão esta que foi muito criticada. Anos depois, o próprio Luxemburgo se arrependeu de não ter levado Romário para as Olimpíadas. O Brasil jogou mal nas Olimpíadas de Sydney e acabou eliminado nas quartas-de-final para Camarões, num jogo em que o time brasileiro tinha dois jogadores a mais. Por causa da participação decepcionante nas Olimpíadas, Luxemburgo foi demitido.
A Seleção Brasileira teve problemas para se classificar para a Copa do Mundo FIFA de 2002. O primeiro deles foram as constantes trocas de treinadores (Vanderlei Luxemburgo, Candinho, Emerson Leão e Luiz Felipe Scolari). O pouco tempo para treinos atrapalhou a campanha e o time correu risco de não se classificar - a vaga só foi obtida na última rodada das eliminatórias, com uma vitória sobre a Venezuela. Além disso, a derrota para Honduras na Copa América e a insistência do técnico Felipão em não convocar Romário para a Copa de 2002, contrariando a torcida, que pedia muito pelo jogador, aumentaram as desconfianças. Outra vez a Seleção não era vista como favorita, mas acabou surpreendendo bastante.
Na Copa do Mundo de 2002, Ronaldo foi novamente convocado, apesar das dúvidas se realmente tinha condições de jogar, pois estava parado há praticamente dois anos, por problemas de contusão. Porém, na Copa, teve grandes atuações. O Brasil, que eliminou as seleções da Bélgica, Inglaterra, Turquia e Alemanha, esta última na final, acabou tendo Ronaldo como o artilheiro, com oito gols (dois deles na final), sendo assim um dos grandes nomes da conquista juntamente com Rivaldo, tendo assim conquistado o quinto título para a Seleção Brasileira, vencendo todas as partidas do mundial de 2002 e mantendo sua hegemonia: em 1970, o Brasil se tornara a primeira seleção tricampeã mundial, em 1994 se tornara a primeira tetracampeã, e em 2002, a primeira pentacampeã.
Após a conquista do penta, a imprensa e muitos torcedores queriam que o técnico Felipão continuasse na seleção, mas o treinador deixou o cargo para trabalhar na Europa. Felipão comandou a seleção pela última vez num amistoso contra o Paraguai, realizado no estádio Castelão, em Fortaleza, em agosto de 2002. Apesar do enorme clima de festa pela conquista do penta, o Brasil perdeu esse amistoso por 1 a 0. Em novembro de 2002, no último amistoso do ano, contra a Coréia do Sul, a CBF homenageou Zagallo, chamando-o para ser técnico da seleção naquela partida. O Brasil venceu por 3 a 2.
Em 2003, a CBF escolheu Carlos Alberto Parreira para ser o técnico da seleção, tendo Zagallo novamente como seu coordenador. A dupla, que conquistou o tetra em 1994, voltava a seleção nas mesmas funções após nove anos.

### 2006–atualidade

#### 2006: "Estrelas que não formaram um time"
Com o bom desempenho nas Eliminatórias da Copa do Mundo FIFA de 2006, o Brasil se classificou e continuou sendo o único país a se classificar para todos os mundiais.
Em 2006, a Seleção Brasileira iniciou a competição como a incontestavelmente grande favorita, devido a ter participado das últimas três finais de Copa (1994, 1998 e 2002), com dois títulos (1994 e 2002), além de ter ganho a Copa América de 2004 e a Copa das Confederações de 2005 e tido bom desempenho nas Eliminatórias, classificando-se em primeiro lugar. Ademais, a Seleção de 2006 contava com dois jogadores que já haviam sido eleitos o Melhor Jogador do Mundo pela FIFA: Ronaldo e Ronaldinho Gaúcho, sendo a única seleção daquela Copa que contava com dois jogadores já agraciados com o prêmio (Portugal contava com um, Luís Figo; e a França com um, Zidane). O Brasil ainda contava com um jogador que havia ficado na 2º colocação na eleição para o prêmio de melhor do mundo, Roberto Carlos, totalizando três jogadores contando os já eleitos melhor e segundo-melhor jogadores do mundo (a França contava com dois, Zidane e Thierry Henry, e a Inglaterra com dois, David Beckham e Frank Lampard). O time do Brasil em 2006 possuía vários craques, tanto entre os titulares como entre os reservas. O técnico Carlos Alberto Parreira apostava em um esquema que ficou conhecido como "Quadrado Mágico", em que Ronaldo, Ronaldinho Gaúcho, Kaká e Adriano jogavam juntos no ataque. Tanto pelos resultados das três Copas anteriores quanto pelos outros títulos recentes e pelos craques, o time brasileiro era considerado como o melhor da competição, pelo menos "no papel", e favorito indiscutível ao título.
Porém, talvez até em função do otimismo exagerado, a seleção não inspirava confiança a todos: havia "farras" na concentração e jogadores apresentando-se bastante acima do peso ideal. Alguns jogadores também exageravam nas baladas em plena Copa. O Brasil passou da primeira fase, vencendo os três adversários que enfrentou (Croácia, Austrália e Japão), derrotou Gana por 3 a 0 nas oitavas de final, e foi eliminado nas quartas de final pela França, por 1 a 0, com gol de Thierry Henry e mais uma atuação destacada de Zinedine Zidane. Em toda a Copa, a seleção brasileira jogou mal em quase todos os jogos - a única atuação considerada boa foi contra o Japão, sendo que, nessa partida, o técnico Parreira escalou o time com cinco mudanças, uma vez que a equipe já estava classificada para as oitavas. A eliminação para a França desencadeou muitas críticas a preparação dos jogadores e ao clima de "já ganhou" da equipe. Tamanho era o clima de "já ganhou" e a falta de comprometimento de alguns jogadores durante a Copa de 2006, que o próprio treinador Carlos Alberto Parreira acusou os jogadores explicitamente em uma entrevista: "Não posso fazer nada se jogadores são irresponsáveis a ponto de chegar para uma Copa do Mundo pesando 100, 101 quilos. Isso não tem cabimento. Na Alemanha eu tive nas mãos um time sem comprometimento, sem ambição, jogadores enriquecidos, não se preocupando de verdade com a competição. Atletas que não perceberam ou que esqueceram o que significa ganhar a Copa. Um time de barriga cheia. Cansado de conquistas. Se a legislação da Fifa permitisse, eu teria até tirado alguns deles do grupo... Não quero falar nomes. Todos sabem muito bem quem estava acima do peso. E o que essas pessoas fizeram para a seleção brasileira no mundial. O ser humano precisa sempre de desafio. Ter o bolso cheio, falta de vontade de conquistar é fatal. Principalmente no futebol. Não foi só o Brasil que ficou decepcionado com algumas pessoas, eu também".
O renomado narrador brasileiro, Galvão Bueno, criticou a equipe durante o Jornal Nacional, afirmando que: "Para se ganhar uma Copa do Mundo, é preciso ter talento, técnica, tática, como fez a França hoje... É preciso atitude, como a força de vontade da Seleção da Alemanha em superar suas próprias deficiências... É preciso ter a raça que os jogadores portugueses aprenderam com Felipão ou a frieza da Itália que, mesmo sem ser brilhante e até porque sabe que não é, não dá chances ao adversário", ele terminou dizendo que: "A Seleção Brasileira perdeu porque não jogou, temos grandes estrelas, mas essas estrelas jamais formaram um time".
O lateral brasileiro Roberto Carlos foi muito criticado por ter ficado parado na entrada da área, arrumando a meia em vez de marcar Thierry Henry para evitar o gol da vitória da França e foi considerado pela torcida e pela imprensa como o grande vilão da derrota e da eliminação na Copa de 2006. Magoado com as críticas, Roberto Carlos se aposentou da seleção. Posteriormente, ele se defendeu, alegando que não era ele que tinha que marcar o Henry por ser mais baixo. Disse também que aquilo de ficar parado na entrada da área era uma jogada combinada com os outros jogadores brasileiros, em que ele ficava parado para pegar um possível rebote na área: "Estava ensaiado de eu não entrar na área porque ali a bola é do goleiro". Perguntado sobre o assunto, o técnico da seleção naquela Copa, Carlos Alberto Parreira, disse que Roberto Carlos não tinha que marcar o Henry, mas criticou o fato do jogador ter ficado arrumando a meia no lance: "O Roberto Carlos tem um metro e meio. O lugar dele nunca foi dentro da área. Ele deveria estar na frente, esperando o rebote. Mas atento. Estar arrumando as meias mostrou displicência. Mas ele não deveria estar marcando o Henry, que mede o dobro dele. O Roberto Carlos não merece essa culpa que querem jogar nos ombros dele. Eu era o técnico e o absolvo. Só critico a displicência. Bola em jogo não se deve ficar arrumando meia".

#### 2010: Renovação falha e eliminação perante a Holanda
Depois do fracasso do Brasil na Copa do Mundo FIFA de 2006, Parreira foi demitido e a CBF inicialmente tentou trazer Felipão, o técnico do penta, de volta a seleção, mas o treinador recusou o convite, preferindo continuar na Europa. Então Dunga foi anunciado como o novo treinador, numa tentativa da CBF de dar uma resposta às pesadas críticas por parte da torcida e da imprensa. Esta troca se deu em função da imagem de luta, garra e disciplina que Dunga, enquanto jogador, sempre demonstrou, contrapondo-se à imagem de falta de comando e profissionalismo, que foi criada por seu antecessor na campanha fracassada de 2006.
Durante o período que comandou a Seleção, a palavra de ordem do treinador Dunga foi renovação. Diante disto, foram afastados da equipe brasileira jogadores veteranos como Cafu, Roberto Carlos, Ronaldo e Emerson, jogadores que, ao lado do treinador Carlos Alberto Parreira, foram responsabilizados, pelo grande público, pelo fracasso brasileiro no mundial da Alemanha.
Dunga, que viveu sua primeira experiência como treinador de futebol, chamou seu amigo e ex-companheiro na vitoriosa campanha da Copa do Mundo de 1994, Jorginho, para a função de auxiliar técnico, cargo este que era ocupado por Zagallo.
O ex-jogador nunca trabalhara na função, o que surpreendeu os torcedores e a imprensa, que esperavam a designação de nomes já reconhecidos na função. Dunga estreou na seleção no amistoso contra a Noruega, no dia 16 de agosto, em Oslo. O jogo acabou em 1 a 1. Até a Copa América de 2007, a Seleção passou por altos e baixos, tendo, entre outros resultados, vencido a Argentina por 3 a 0 e perdido para Portugal por 2 a 0. Na disputa do torneio continental, começou perdendo para o México, fazendo com que a desconfiança da torcida brasileira aumentasse. Mas no decorrer da competição, se sagrou campeão mais uma vez vencendo a Argentina por 3 a 0 na final.

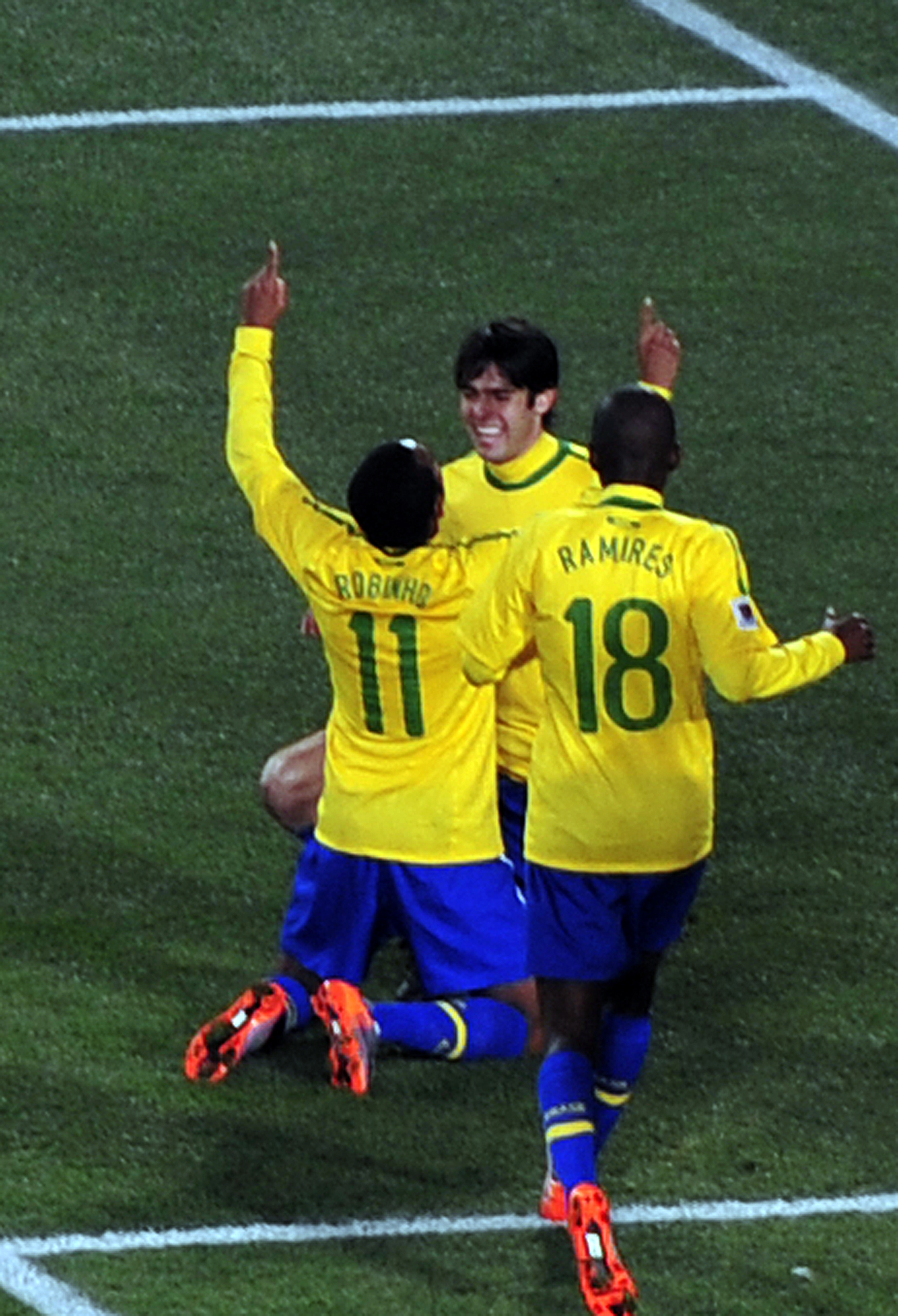
Robinho, Kaká e Ramires comemoram gol contra o Chile na Copa de 2010

Em 2008, as críticas voltaram após empates e derrotas contra equipes inferiores (Venezuela, Paraguai, Bolívia, Colômbia). A eliminação precoce para a Argentina nas Olimpíadas só agravou a situação do treinador (embora tenha obtido a medalha de bronze na competição). O ano terminou, porém, com convincente goleada por 6 a 2 sobre Portugal, para quem o Brasil havia perdido um amistoso há algum tempo.
O ano de 2009 foi a volta por cima. Em dezessete jogos, a seleção de Dunga conseguiu quinze vitórias, sagrando-se campeã da Copa das Confederações FIFA e vencendo equipes como Itália por 3 a 0, Argentina por 3 a 1 e Inglaterra por 1 a 0. Com a confiança de volta, o grupo chegou para a disputa da Copa do Mundo FIFA de 2010 como um dos favoritos.
Visando evitar repetir toda aquela bagunça e farra na concentração que se viu na Copa de 2006, a comissão técnica da seleção adotou um forte isolamento na Copa de 2010. Os jogadores ficaram completamente fechados na concentração na África do Sul e os treinos eram sem público. Após alguns amistosos, o Brasil iniciou sua jornada na Copa do Mundo de 2010 e passou da primeira fase derrotando Coreia do Norte por 2 a 1, Costa do Marfim por 3 a 1 e empatando com Portugal em 0 a 0. Nas oitavas de final, obteve convincente vitória por 3 a 0 sobre o Chile. Porém, nas quartas de final, depois de ter ido para o intervalo vencendo por 1 a 0 os Países Baixos, permitiu que o adversário virasse a partida para 2 a 1 e deu adeus à competição disputada na África do Sul, assim como Dunga do comando da equipe. O treinador foi muito criticado por causa dos seus atritos com a imprensa, o forte isolamento em torno da seleção e por não ter convocado jogadores como Neymar, Ganso e Ronaldinho Gaúcho para a Copa de 2010.
O volante Felipe Melo foi considerado um dos principais culpados na derrota para os Países Baixos em 2010 e nunca mais jogou na seleção.

#### 2010–2014: Trocas de técnicos e mudanças pré-Copa
Após o fracasso na Copa do Mundo de 2010, a CBF demitiu o treinador Dunga e convidou inicialmente Muricy Ramalho para comandar a seleção. Então treinador do Fluminense, Muricy recusou a oferta, e a CBF procurou Mano Menezes, então treinador do Corinthians, que aceitou o convite em 24 de julho de 2010. Sua principal missão seria fazer uma ampla renovação no time, principalmente com jovens jogadores, após o fracasso no Mundial da África do Sul.
O novo treinador fez sua estreia com a seleção em 10 de agosto daquele ano, com a vitória sobre os Estados Unidos, em Nova Jérsia, por 2 a 0, tendo já na ocasião iniciado a estreia de nomes como Neymar, Paulo Henrique Ganso, Alexandre Pato e David Luiz, e já deixado grande parte dos veteranos da Copa do Mundo de 2010 de fora dos convocados.
Tendo como base uma equipe formada em sua maioria por jovens, a seleção com Mano teve seu primeiro grande teste na Copa América de 2011, na Argentina. Mas o Brasil não foi bem na competição. Jogando no Grupo B, formado ainda por Venezuela, Paraguai e Equador, a seleção empatou com os dois primeiros e venceu os equatorianos, mas acabou sendo eliminada nas quartas de final pelo Paraguai, em uma decisão por pênaltis marcada por cobranças erradas de Elano, Thiago Silva, André Santos e Fred.
O grande desafio daquele ano era levar a seleção brasileira a um inédito ouro olímpico no torneio de futebol dos Jogos de Londres. Após uma campanha com três vitórias na primeira fase (Egito, por 3 a 2; Bielorrússia, por 3 a 1; Nova Zelândia, por 3 a 0) e dois triunfos nos confrontos eliminatórios (3 a 2 em Honduras, nas quartas; 3 a 0 sobre a Coreia do Sul, na semifinal), a seleção foi derrotada pelo México por 2 a 1 na decisão, ficando com a medalha de prata.
O novo fracasso de Mano Menezes aumentou a rejeição ao treinador, que já era muito cobrado desde o fiasco brasileiro na Copa América 2011 e pelos maus resultados diante de amistosos com seleções de ponta. Mantido ainda no cargo, o treinador decidiu fazer novos ajustes na equipe para os amistosos restantes na temporada, em especial no meio-campo, apostando em Oscar, Paulinho e Ramires, e promovendo o retorno do veterano Kaká. Quando a seleção começava a dar sinais de progresso, veio a surpreendente demissão de Mano Menezes, dois dias após a vitória sobre a Argentina no Superclássico das Américas. Mano encerrou sua passagem como treinador do Brasil com 21 vitórias, seis empates e seis derrotas, tendo sido responsabilizado pelos fracassos na Copa América de 2011 e na Olimpíada de Londres de 2012, mas também legado uma reformulação que derrubou os medalhões da Copa de 2010 e colocou jovens talentos como novos protagonistas do time.

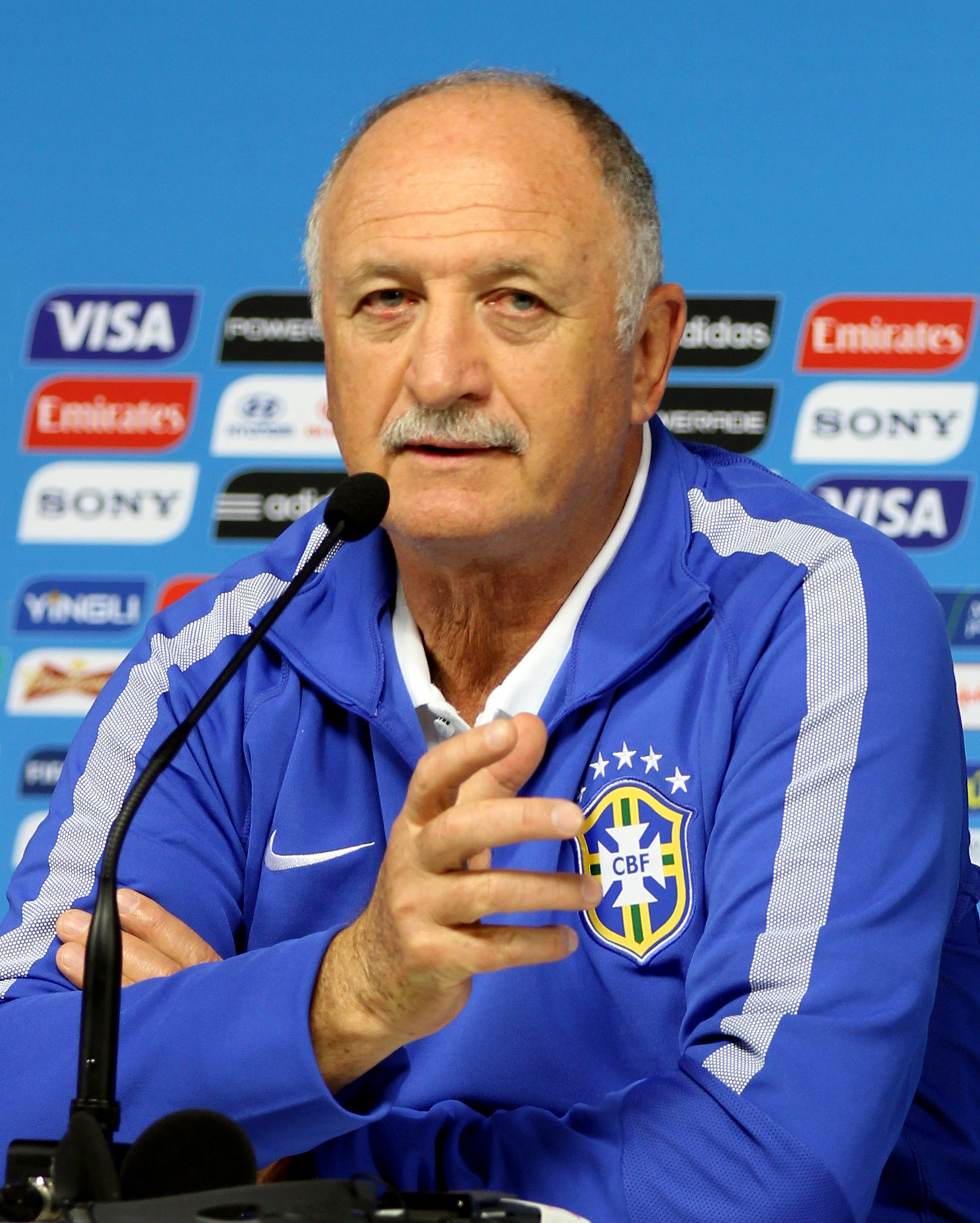
Scolari em entrevista coletiva durante a Copa de 2014

Luiz Felipe Scolari ou Felipão, o técnico do Penta, voltou ao comando da Seleção Brasileira em 15 de janeiro de 2013, tendo Carlos Alberto Parreira, o treinador do Tetra, como seu coordenador. O recomeço de Felipão não foi dos melhores, pois em seis jogos, obteve apenas uma vitória, num amistoso contra a Bolívia (4 a 0). Nos outros jogos, obteve uma derrota diante da Inglaterra (2 a 1), e dois empates com as seleções da Itália (2 a 2) e da Rússia (1 a 1). Depois, nos amistosos contra o Chile e Inglaterra na reabertura do Maracanã, terminaram ambos empatados em 2 a 2. No dia 9 de junho de 2013, na nova Arena do Grêmio, a nova seleção de Felipão quebrou dois tabus: com a vitória de 3 a 0 sobre a França, encerraram-se os 21 anos sem conquistar uma vitórias sobre os "Bleus" (incluindo nessa conta os duelos de 1998 e 2006, pelas Copas da França e da Alemanha, respectivamente, o de 1997 pelo Torneio da França, e o de 2001 pela Copa das Confederações) e os três anos e meio sem derrotar uma seleção campeã mundial.

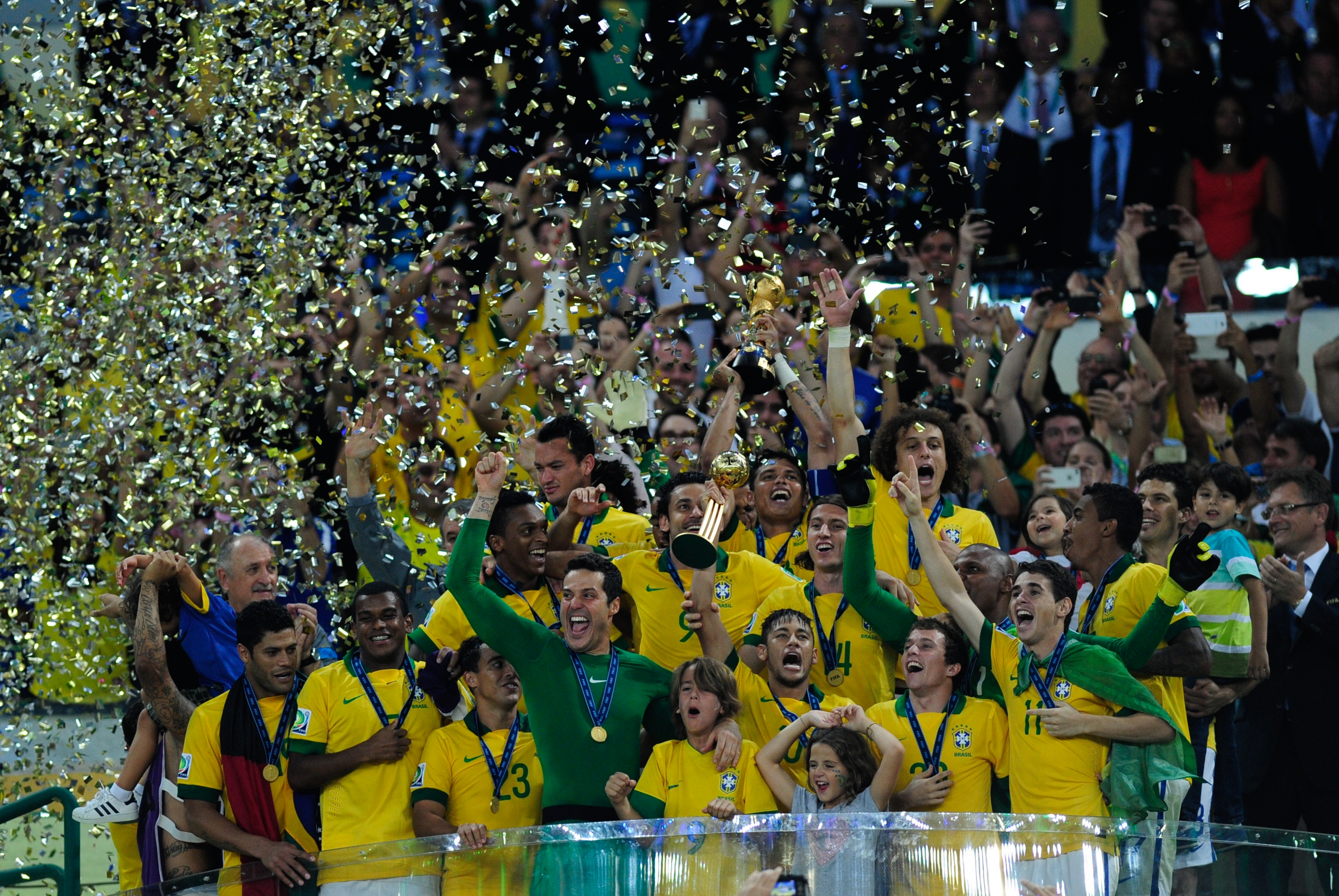
Jogadores e comissão técnica na festa pela conquista da Copa das Confederações no Brasil em 2013

A equipe surpreendeu na Copa das Confederações de 2013, ganhando do Japão na estreia por 3 a 0 e fazendo ótima campanha. No segundo jogo, venceu o México de 2 a 0, no terceiro, venceu a seleção italiana por 4 a 2. Na semifinal, derrotou o Uruguai por 2 a 1 e garantiu vaga para a final contra a então campeã mundial, a Espanha. O Brasil foi campeão da Copa das Confederações derrotando a equipe europeia, invicta em jogos oficiais exatamente há três anos e 29 jogos, pelo placar de 3 a 0. Com esse resultado a seleção conseguiu sair do vigésimo segundo lugar no ranking da FIFA subindo vários degraus e ficando na nona colocação.
Após o título, a seleção goleou a Austrália por 6 a 0 em um amistoso em Brasília. Depois foi a vez de Portugal no reencontro de Felipão com os portugueses, que foram vencidos por 3 a 1 em um amistoso realizado em Boston e encerrou 2013 com uma vitória sobre o Chile. Com as duas vitórias nos amistosos, saiu da nona colocação para a oitava colocação, segundo o novo Ranking da FIFA, divulgado em 12 de setembro de 2013.

#### 2014: Copa do Mundo em casa e o fiasco histórico

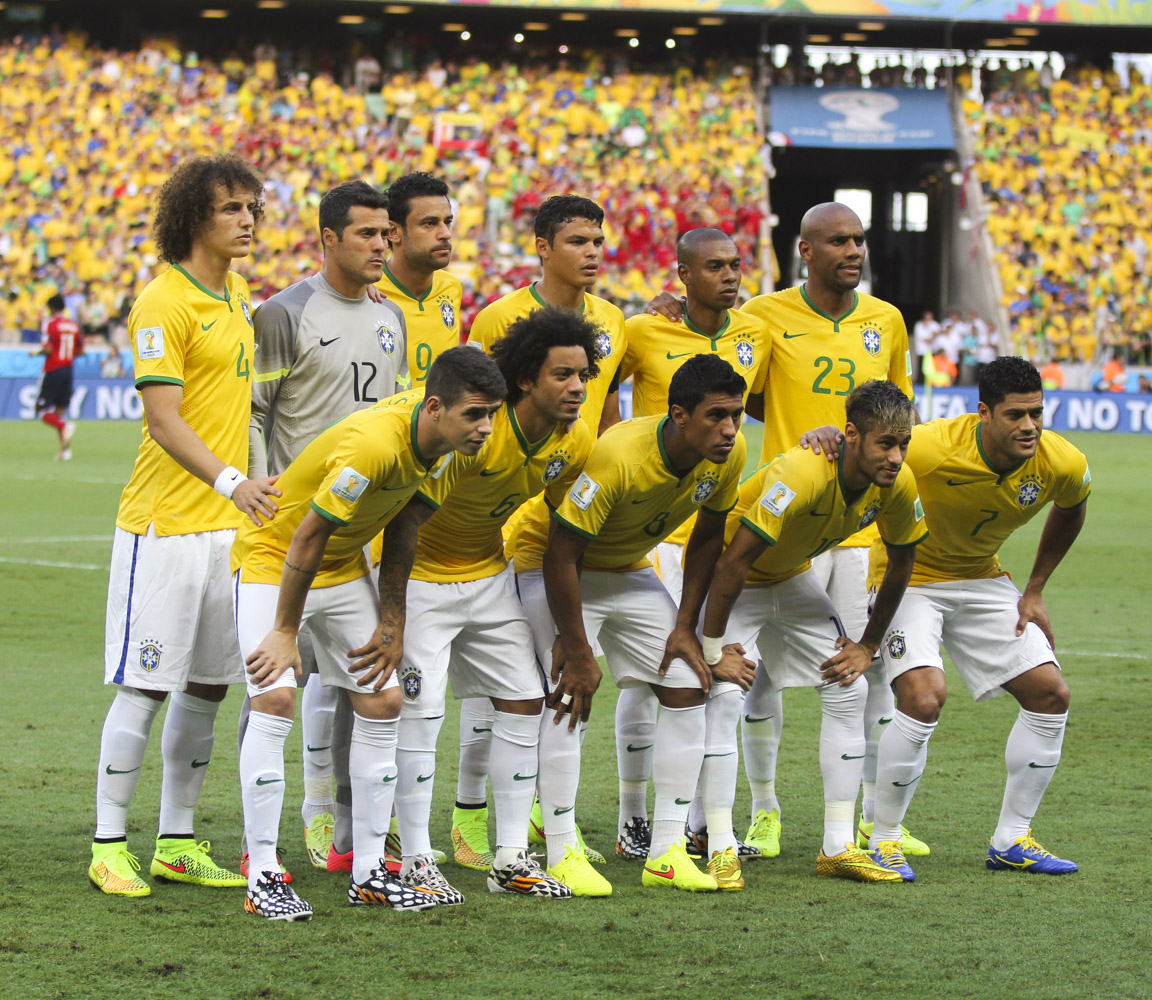
Jogadores posam para foto antes do jogo contra a Colômbia na Copa

No dia 7 de maio de 2014, Felipão convocou os 23 jogadores que disputariam a Copa do Mundo em casa. O treinador manteve, em sua maioria, os mesmos jogadores da Copa das Confederações de 2013 e acreditava que o time repetiria o desempenho desse torneio no Mundial. A surpresa entre os convocados foi o zagueiro Henrique (que havia sido testado poucas vezes, em alguns amistosos em 2013 e ganhou a última vaga na seleção). Os especialistas contestaram a convocação do goleiro Júlio César (que não estava em uma fase muito boa, jogando nos Estados Unidos). Os especialistas também chegaram a criticar algumas ausências, como a do zagueiro Miranda, do lateral Filipe Luís, do meia Lucas Moura e de mais jogadores experientes, como Kaká, Ronaldinho Gaúcho e Robinho. Mas a lista de convocados, no geral, foi bem aceita pelos especialistas, pela imprensa e pelos torcedores.
Depois de 64 anos do trauma de 1950, o Brasil voltou a sediar uma Copa do Mundo. Numa competição considerada por torcedores e pela imprensa mundial como a melhor depois de muito tempo, o selecionado brasileiro fez uma campanha relativamente boa na primeira fase, se classificou em primeiro lugar em seu grupo, depois de vencer a Croácia por 3 a 1, empatar com o México por 0 a 0 e derrotar Camarões por 4 a 1.
Nas oitavas de final, em jogo disputado no Estádio Mineirão, em Belo Horizonte, a equipe teve dificuldades para passar pelo Chile, empatando no tempo normal e na prorrogação por 1 a 1, mas venceu na disputa de pênaltis, com atuação decisiva do goleiro Júlio César. Nessa partida, um pouco antes dos pênaltis, vários jogadores brasileiros choraram, entre eles o capitão Thiago Silva, o que levantou dúvidas sobre o estado emocional do time. Após o ocorrido, Felipão chamou a psicóloga Regina Brandão, que teve uma conversa com os jogadores. Em paralelo, Felipão realizou uma reunião com alguns jornalistas de sua confiança para falar sobre a participação da seleção na Copa e para reclamar da arbitragem. Tal reunião gerou críticas e desagradou parte da imprensa.
Nas quartas de final, em partida realizada em Fortaleza, o Brasil jogou melhor e venceu a Colômbia por 2 a 1, mas, para preocupação geral da torcida, perdeu seu capitão, Thiago Silva, por cartão amarelo, e seu maior jogador, o atacante Neymar, lesionado na vértebra.

Nas semifinais, novamente no Estádio do Mineirão, o Brasil sofreu uma derrota por 7 a 1 para a Alemanha, perdendo mais uma vez a chance de ganhar uma Copa do Mundo em casa. A goleada imposta pelos alemães representou a derrota mais expressiva em 100 anos de história da Seleção Brasileira, igualando a diferença de gols do jogo Uruguai 6 a 0 Brasil, pela Copa América de 1920. Foi também a primeira vez que a seleção brasileira sofreu sete gols numa partida em casa, a maior derrota de um campeão mundial em toda a história e o maior revés em uma semifinal em todas as edições de uma Copa do Mundo. Essa partida ficou conhecida como Mineiraço.

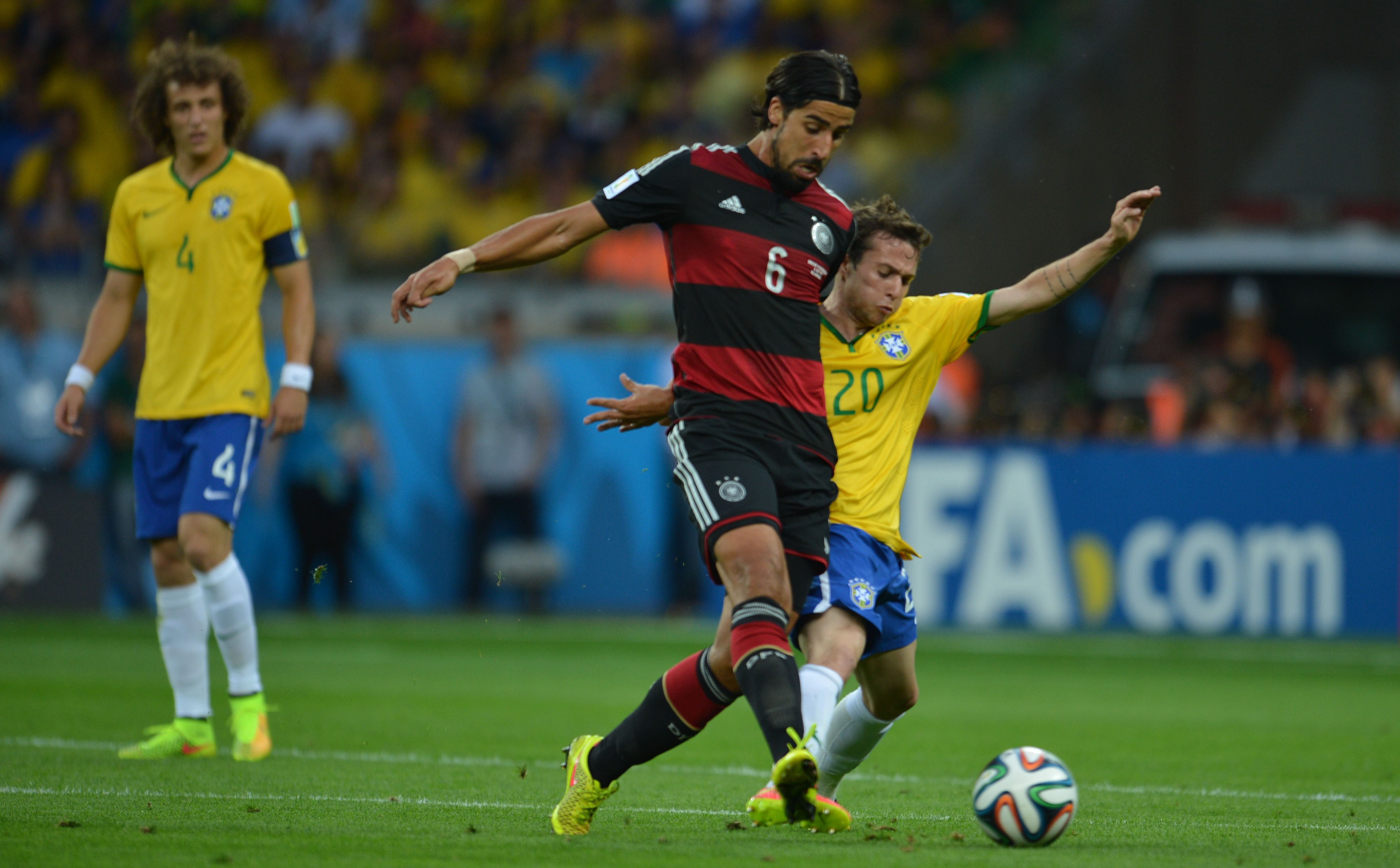
Bernard, observado por David Luiz, disputa bola com o alemão Sami Khedira nas semifinais

Vários motivos foram apontados para o vexame histórico diante da Alemanha, como: 1) a escalação do técnico Felipão, pois o treinador optou por deixar o meio-campo mais aberto, o que, para muitos analistas, favoreceu bastante a equipe alemã; e o treinador não seguiu a recomendação da própria comissão técnica, que havia sugerido que ele escalasse o time mais fechado e com mais jogadores no meio; 2) o fato de Felipão não ter feito alguma substituição para remontar o time quando a Alemanha começou a fazer os gols - as primeiras substituições ocorreram apenas no intervalo, quando o Brasil já perdia de cinco gols; 3) as ausências de Neymar e Thiago Silva; 4) a escalação de Bernard para substituir Neymar; 5) o fato de, na véspera do jogo, a seleção não ter treinado com o time que iria jogar (a seleção fez um treino com um time alternativo, apenas para despistar a imprensa); 6) descontrole emocional dos jogadores brasileiros; 7) o meio-campo da seleção, que apresentou problemas durante a Copa; 8) o baixo número de treinos da seleção brasileira e o fato dos treinos serem abertos; 9) a pressão excessiva para ganhar a Copa do Mundo em casa e apagar o "fantasma de 1950", o que pode ter gerado mais nervosismo no time brasileiro; 10) excesso de confiança, como uma declaração do coordenador técnico, Parreira, dizendo que o Brasil estava "com uma mão na taça"; 11) a opção de repetir o esquema tático da Copa das Confederações e do time não ter testado uma formação sem Neymar; 12) a inexperiência do time brasileiro uma vez que, dos 23 jogadores, 17 nunca haviam jogado uma Copa do Mundo; entre muitos outros motivos.
Na decisão do terceiro lugar, mesmo com algumas mudanças promovidas por Scolari, o Brasil foi mais uma vez superado, agora pela Holanda, pelo placar de 3 a 0, despedindo-se de maneira melancólica da Copa de 2014 e terminando a competição na quarta colocação, o que influenciou na demissão de Felipão. O treinador saiu muito criticado e foi chamado de "ultrapassado" pelos críticos.
Com a derrota brasileira em 2014, o Brasil e Espanha são, entre as seleções campeãs mundiais, as duas únicas que não venceram um dos seus títulos "em casa", como país-anfitrião, sendo que o Brasil sediou a Copa duas vezes (em 1950 e 2014), enquanto a Espanha uma única vez (1982). Ou seja, o Brasil é o país com mais títulos no futebol mundial (até 2014, cinco títulos) mesmo jamais tendo se "aproveitado" do "fator casa" para vencer a Copa. Em 6 ocasiões (Uruguai-1930, Itália-1934, Inglaterra-1966, Alemanha-1974, Argentina-1978, França-1998), as Copas foram vencidas pelo país-anfitrião, e em quatro destes casos (Itália-1934, Inglaterra-1966, Alemanha-1974, Argentina-1978) muito se comenta até hoje sobre possíveis "armações" para beneficiar o time da casa.

#### 2014–2016: Retorno de Dunga
Após a saída do treinador Luiz Felipe Scolari, a CBF inicialmente admitiu contratar um treinador estrangeiro para dirigir a seleção brasileira. O técnico brasileiro Tite também foi cotado para assumir a seleção. Porém, dias depois, foi anunciado o retorno de Dunga, ex-capitão da seleção tetracampeã em 1994 e que comandou a Seleção entre 2006 e a Copa de 2010. A apresentação oficial ocorreu no dia 22 de julho de 2014.
Nesta sua segunda passagem pela Seleção Brasileira, Dunga conquistou 11 vitórias seguidas com destaque para as vitórias sobre a Argentina por 2 a 0 em Pequim válido pelo Superclássico das Américas e para a França por 3 a 1 num amistoso em Saint-Dennis. A sequência de vitórias seguidas foi interrompida na derrota por 1 a 0 para a Colômbia na segunda rodada da Copa América de 2015. Nas quartas de final do torneio continental disputado no Chile, a Seleção Brasileira acabou sendo eliminada nos pênaltis para o Paraguai, após empate em 1 a 1 no tempo normal, com a eliminação na Copa América o Brasil não disputou a Copa das Confederações em 2017. Mesmo após o fiasco da Copa América de 2015, o emprego de Dunga continuou garantido.
Em 2016 a Seleção Brasileira colecionou um novo fiasco na edição especial denominada Copa América Centenário realizada nos Estados Unidos. Na ocasião a seleção, prejudicada por uma grande série de desfalques, não se classificou para a próxima fase terminando em terceiro lugar num grupo formado pela seleção do Equador, Peru e Haiti. A campanha contemplou um empate sem gols com os equatorianos, uma goleada de 7 a 1 sobre os haitianos e uma derrota de 1 a 0 para a seleção peruana, cujo gol foi incorretamente validado (foi marcado com a mão pelo atacante peruano Raúl Ruidíaz). A pior campanha do Brasil em 93 anos de disputas da Copa América foi determinante para a nova demissão do técnico Dunga no dia 14 de junho de 2016.

#### 2016: Novas mudanças
Dias após a demissão de Dunga, a Seleção Brasileira estava a procura de um novo treinador. O então técnico do Corinthians, Tite, foi o mais cotado para assumir a Seleção. Até que o técnico de 55 anos aceitou. E, em 20 de junho, foi apresentado na CBF. Tite levou a comissão técnica do Corinthians com ele, inclusive o então diretor de futebol do clube, Edu Gaspar. Logo em seus seis primeiros jogos no comando da Seleção, a equipe de Tite igualou a marca da equipe de João Saldanha, que venceu seis jogos seguidos nas Eliminatórias da Copa do Mundo FIFA de 1970. Nesse tempo a seleção olímpica treinada por Rogério Micale conquistou o primeiro ouro na história do futebol brasileiro nos Jogos Olímpicos de Verão de 2016 em 2016, vencendo a Alemanha nos pênaltis por 5 a 4 após empatar em 1 a 1 no tempo normal.
Em 28 de março de 2017, depois de vencer o Paraguai por 3 a 0, tornou-se a primeira seleção a se classificar para a Copa do Mundo FIFA de 2018, que seria realizada na Rússia. No dia 31 de agosto o Brasil venceu o Equador por 2 a 0, alcançando a marca de nove vitórias seguidas nas Eliminatórias (nenhuma outra seleção conseguiu tal feito até o momento) e chegando a 36 pontos marcados na competição. Essa foi a melhor campanha do Brasil no atual formato das Eliminatórias.
Exibindo um futebol brilhante e considerado moderno, a seleção brasileira de Tite chegou para a Copa do Mundo de 2018 apontada como uma das favoritas.

#### Copa do Mundo de 2018
Na Copa do Mundo de 2018, realizada na Rússia, apenas seis jogadores que disputaram a Copa de 2014 em casa, em que o Brasil sofreu o vexame histórico do 7 a 1, foram convocados novamente. Foram eles: Thiago Silva, Marcelo, Fernandinho, Paulinho, Neymar e Willian.
Mesmo com todo o otimismo gerado pela boa campanha nas Eliminatórias, o Brasil fez uma campanha decepcionante no Mundial da Rússia. No Grupo E, junto de Costa Rica, Sérvia e Suíça, a Seleção obteve duas vitórias e um empate, conquistando a liderança do grupo, mas apresentando um desempenho muito aquém daquele demonstrado nas Eliminatórias.
Na estreia, o Brasil começou bem e fez o primeiro gol com 19 minutos num chute forte de Philippe Coutinho. Mas logo após o gol o Brasil parou de incomodar e tentou apenas administrar a partida, até que no começo da segunda etapa em uma falha primária do zagueiro Miranda (que não marcou corretamente o jogador suíço na jogada de escanteio se pondo à frente do mesmo), a Suíça chegou ao empate. Mesmo após perder a vantagem no placar, o Brasil pouco fez e a partida acabou com um empate frustrante por 1 a 1, sendo a primeira vez que o Brasil não venceu uma partida de estreia em Copa do Mundo desde 1978. O time brasileiro reclamou da arbitragem, alegando que o juiz teria deixado de marcar uma falta em Miranda no lance do gol da Suíça, mas a FIFA analisou o lance e concluiu que não houve erro de arbitragem.
Na segunda rodada, contra a Costa Rica, o primeiro gol só veio sair nos acréscimos do segundo tempo, novamente com Coutinho, que apareceu livre dentro da área e deu um toque sutil para finalizar. A tranquilidade só veio com o gol marcado por Neymar, no último minuto de acréscimo, que garantiu a vitória por 2 a 0. Na última rodada da fase de grupos, o Brasil não poderia perder o jogo para a Sérvia, pois esse resultado obrigaria a Costa Rica a vencer a Suíça para que o Brasil ocupasse a segunda posição do grupo. A partida foi um pouco nervosa, pois a Sérvia incomodou em alguns momentos, mas o Brasil soube administrar bem o jogo e saiu com uma vitória próxima de convencer, 2 a 0, com gols de Paulinho e Thiago Silva.
O adversário das oitavas de final foi o México, que já havia surpreendido a então campeã, Alemanha, no jogo de estreia, no qual venceu por 1 a 0. O primeiro tempo de Brasil e México foi muito morno, com pouquíssimas oportunidades para ambos os lados. No segundo tempo o Brasil foi superior ao México e resolveu a partida com gols de Neymar e Roberto Firmino, que entrou no lugar de Gabriel Jesus já no segundo tempo.
A ilusão do hexacampeonato acabou no jogo contra a Bélgica nas quartas de final. Mesmo jogando mal, o otimismo ainda permanecia inalterado, com o Brasil se considerando totalmente capaz de superar a Bélgica, que sofreu para se classificar contra o Japão nas oitavas de final (vitória de virada por 3 a 2). Porém, mal a partida começou e o golpe de realidade veio à tona, quando Fernandinho teve a infelicidade de marcar contra o próprio gol e abrir o placar a favor do time belga. Ainda no primeiro tempo a Bélgica marcou em um contra-ataque puxado por Romelu Lukaku, que percorreu quase todo o campo conduzindo a bola ao ataque sem ser parado e depois tocou para Kevin De Bruyne surpreender com uma finalização perfeita de fora da área e ampliar a vantagem para 2 a 0. A Seleção Brasileira teve um melhor desempenho no segundo tempo, tendo Renato Augusto marcado com gol de cabeça, porém, não conseguiu anotar novamente e foi eliminada pela seleção belga. Dessa maneira, o Brasil foi eliminado por uma seleção europeia pela quarta vez seguida desde o título do pentacampeonato em 2002.
Ao longo da Copa, a seleção brasileira teve muitos problemas com lesões: vários jogadores se lesionaram e desfalcaram o Brasil em algumas partidas. O lateral Daniel Alves sofreu uma lesão às vésperas da Copa e foi cortado do Mundial. Outros, como o lateral Filipe Luís e o atacante Neymar, se recuperaram de lesões apenas um mês antes da estreia contra a Suíça.
Ainda durante a Copa de 2018, a CBF anunciou que, se a seleção fosse campeã, o time iria fazer uma comemoração no Rio de Janeiro e não iria a Brasília se encontrar com o Presidente da República. Seria algo inédito, pois em todos os cinco títulos mundiais da seleção os jogadores foram a Brasília receber os parabéns do Presidente (com exceção, obviamente, de 1958, quando a construção de Brasília ainda não havia sido concluída).
Após a Copa, a CBF renovou o contrato do técnico Tite até a Copa de 2022.

#### A Copa América em casa

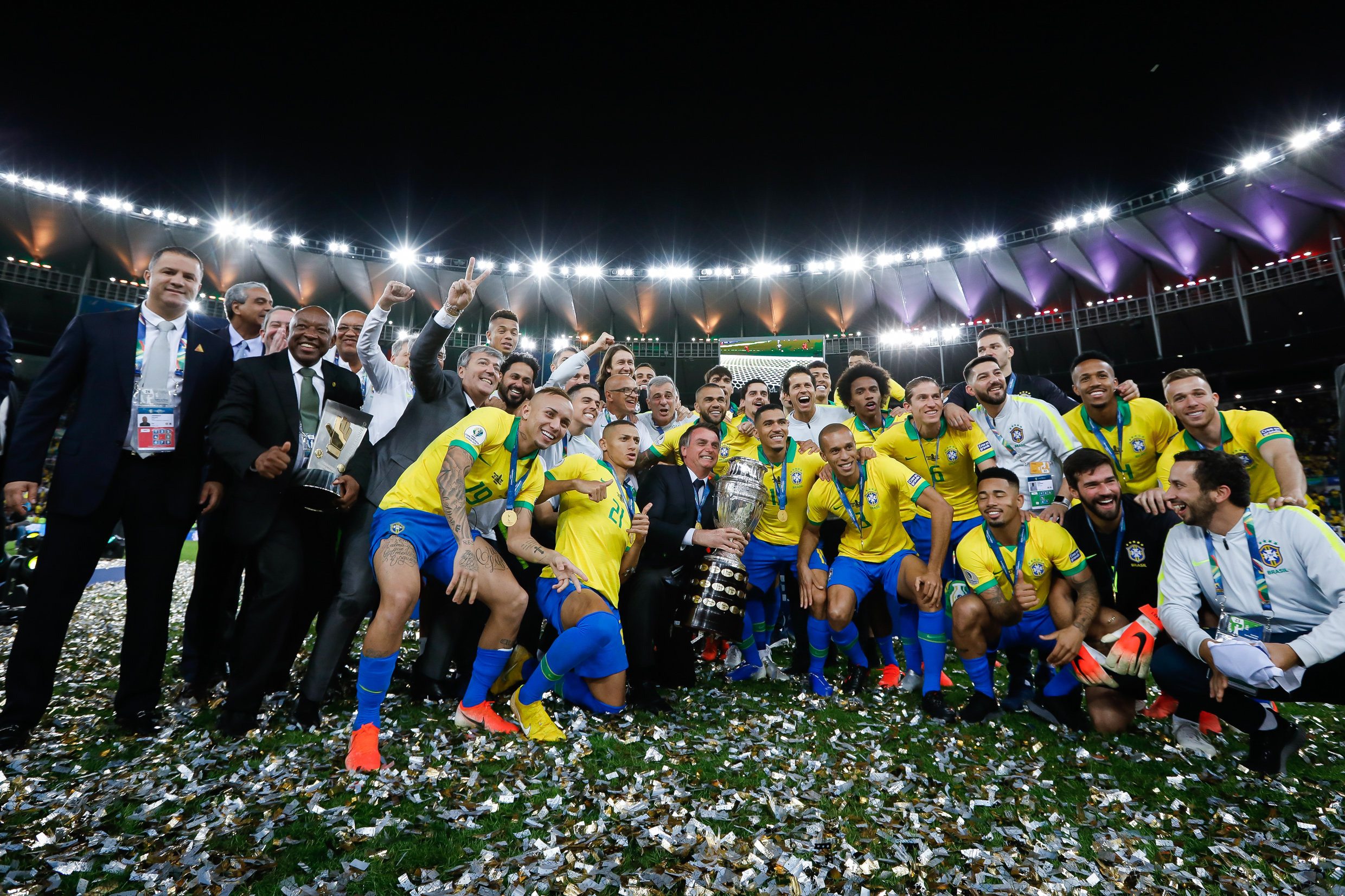
A Seleção Brasileira, junto ao presidente Jair Bolsonaro, comemora a vitória na final da Copa América de 2019

Depois do Mundial na Rússia, a seleção ainda fez seis jogos em 2018, vencendo todos. No entanto, o futebol apresentado pelo time nessas partidas não foi considerado convincente. Em 2019, as críticas ao futebol da seleção aumentaram muito após o Brasil empatar com o Panamá por 1 a 1 em um amistoso. De olho na Copa América de 2019, que seria disputada em casa, a seleção ainda fez mais três amistosos, contra República Tcheca, Qatar e Honduras, vencendo todos. Mas, no amistoso contra o Qatar, Neymar sofreu uma lesão no tornozelo que o cortou da Copa América. Assim, sem convencer totalmente depois da Copa do Mundo e sem seu principal jogador, a seleção chegou para a disputa do torneio continental sob pressão.
Mesmo sem Neymar, a seleção fez valer o fator de jogar em casa e foi campeã da Copa América de 2019 realizada no Brasil. No começo da competição, a seleção ainda demonstrou irregularidades e, nos dois primeiros jogos, venceu a Bolívia por 3 a 0 sem convencer e só empatou sem gols com a Venezuela. Mas depois disso, o time melhorou e, com o apoio da torcida em casa, foi ganhando bem as partidas seguintes até se sagrar campeão. O título veio com uma vitória por 3 a 1 sobre o Peru e a final foi disputada no Rio de Janeiro, no estádio do Maracanã. Foi o primeiro título de Tite com a seleção principal. O título fez a seleção e o técnico Tite recuperarem parte da confiança da torcida. No entanto, também houve um descontentamento pelo fato de Tite ter convocado muitos jogadores veteranos para a Copa América em vez de testar mais jogadores novos. Durante o torneio, houve boatos de que Tite sairia após a Copa América e que Renato Gaúcho assumiria a seleção, o que não ocorreu. Nos amistosos depois do torneio, a seleção não foi bem e empatou com a Colômbia por 2 a 2, com o Senegal por 1 a 1, com a Nigéria por 1 a 1, e perdeu para o Peru e para a Argentina, ambos por 1 a 0. Com isso, a seleção ficou cinco jogos sem vencer, o que não acontecia desde 2004. Esses resultados e o desempenho fraco do time fizeram a seleção e o técnico Tite voltarem a receber críticas. A Seleção só voltou a ganhar no último amistoso de 2019, contra a Coreia do Sul, vencido por 3 a 0.

#### Eliminatórias da Copa do Mundo de 2022
Em 2020, a seleção brasileira iniciou a disputa das Eliminatórias para a Copa do Mundo FIFA de 2022. As Eliminatórias iriam começar em março mas, devido a pandemia de COVID-19, os jogos foram adiados para setembro e, posteriormente, outubro. A seleção estreou goleando a Bolívia por 5 a 0 em São Paulo. Em seguida, fora de casa, venceu o Peru por 4 a 2, com três gols de Neymar. Com isso, Neymar chegou a 64 gols pela seleção, tornando-se o segundo maior artilheiro da história do Brasil, atrás apenas de Pelé. Mas Neymar sofreu uma lesão na perna esquerda e foi cortado dos dois próximos jogos. Sem o jogador, o Brasil venceu a Venezuela por 1 a 0 em São Paulo e depois o Uruguai por 2 a 0 em Montevidéu, mantendo o 100% de aproveitamento nas Eliminatórias. Essas quatro partidas foram os únicos jogos da seleção no ano e, por causa da pandemia de COVID-19, todas aconteceram sem a presença de público nos estádios. Em 4 de junho de 2021, a Seleção venceu o Equador por 2 a 0, no Estádio Beira-Rio, com gols de Neymar e Richarlison. Já no dia 8, venceu o Paraguai fora de casa, por 2 a 0, com gols de Neymar e Lucas Paquetá. A seleção garantiu a vaga na Copa do Mundo de 2022 no dia 12 de novembro de 2021, ao derrotar a Colômbia por 1 a 0 em São Paulo, gol marcado por Lucas Paquetá.

#### Copa América de 2021
A Copa América estava marcada para o ano de 2020, adiada pela pandemia para o ano de 2021. Seria realizada na Colômbia e Argentina. A Colômbia anunciou sua saída no dia 20 de maio, devido aos intensos conflitos políticos no país. No dia 31 do mesmo mês, a Argentina anunciou sua saída, devido à pandemia de COVID-19. A competição foi anunciada no Brasil pelo presidente Jair Bolsonaro, no dia 5, com início marcado para o dia 12 de junho, o que levou ao descontentamento de parte da mídia, sobretudo da Rede Globo, pelo fato do Brasil ser naquele momento um dos países mais afetados pela pandemia. Cogitou-se que os jogadores da seleção brasileira poderiam se recusar a jogar a Copa América, em protesto contra a realização do torneio no Brasil em meio a pandemia e também contra o então presidente da CBF, Rogério Caboclo, que não teria consultado os jogadores sobre a decisão de sediar o torneio, além de ter sido acusado de assédio sexual. Os jogadores então publicaram um manifesto no qual disseram que, por diversas razões humanísticas e profissionais, eram contra a Copa América no Brasil, mas que não iriam boicotar o torneio. A estreia foi contra a Venezuela, no dia 13 de junho, no Estádio Mané Garrincha, vencendo por 3 a 0, com gols de Marquinhos, Neymar e Gabriel Barbosa. Na rodada seguinte, no dia 17, goleou o Peru por 4 a 0, com gols de Alex Sandro, Éverton Ribeiro, Neymar e Richarlison. No dia 23 venceu a Colômbia de virada, por 2 a 1, com gols de Roberto Firmino e Casemiro. Já no dia 27, com time reserva, empatou com o Equador por 1 a 1, com gol de Éder Militão. Já no dia 2 de julho, venceu o Chile pelas quartas de final, pelo placar de 1 a 0, com gol de Lucas Paquetá, e com expulsão de Gabriel Jesus. O jogo seguinte foi contra o Peru, no dia 5, e o Brasil venceu por 1 a 0, novamente com gol de Paquetá, classificando-se para a final contra a Argentina no dia 10. No Maracanã, com 7 mil torcedores, a Seleção Brasileira foi derrotada pela Argentina por 1 a 0, com gol de Ángel Di María, encerrando um jejum de 28 anos sem títulos argentinos.

#### Copa do Mundo de 2022: Eliminação para Croácia nos pênaltis
A seleção iniciou a sua trajetória no Qatar no dia 24 de novembro de 2022, contra a Sérvia, vencendo por 2x0, com gols de Richarlison (2), sendo o segundo eleito futuramente o mais bonito do torneio em votação popular. No dia 28, em jogo complicado, venceu a Suíça por 1x0, com gol de Casemiro. Já classificada, a seleção foi enfrentar Camarões, no dia 2 de dezembro, com time alternativo, sendo derrotado por 1x0, com gol de Aboubakar. A estreia da equipe no mata-mata foi com grande atuação e vitória sobre a Coréia do Sul, por 4x1, com gols de Vini Jr., Neymar, Richarlison e Lucas Paquetá. O gol do adversário foi de Paik Seung-ho, classificando o Brasil para as quartas. A fase seguinte foi contra a Croácia, com empate por 0x0 no tempo normal. Na prorrogação, Neymar marcou um belo gol, deixando o Brasil muito perto da vitória. Mas quando faltavam apenas quatro minutos para o fim do jogo, os jogadores da defesa foram para o ataque e o time permitiu um contra-ataque que terminou com Petkovic empatando para os croatas. Empate por 1x1 no final da prorrogação. Nos pênaltis, vitória croata por 4x2, com Rodrygo e Marquinhos desperdiçando suas cobranças. Após o jogo, Tite, que anunciou sua saída da seleção, sofreu diversas críticas por deixar Neymar para bater o último pênalti, sem chegar a cobrar. Muitos também criticaram os jogadores da defesa por terem ido para o ataque em vez de ficar protegendo atrás para evitar o gol de empate da Croácia no final da prorrogação.

#### Início de um novo ciclo e a procura por um novo técnico
Após a eliminação na Copa de 2022 e a saída de Tite, a CBF não descartou trazer um técnico estrangeiro para a Seleção. O assunto dividiu opiniões entre ex-jogadores e técnicos. Uma pesquisa Datafolha feita em dezembro de 2022, logo após a eliminação na Copa, mostrou que a maioria dos entrevistados, 48%, ainda preferia um técnico brasileiro na Seleção. Mas a rejeição a um técnico estrangeiro diminuiu consideravelmente: antes, em julho de 2022, apenas 30% dos entrevistados eram favoráveis a um estrangeiro. Já em dezembro de 2022, 41% preferiam um treinador estrangeiro para substituir Tite. A CBF passou a cogitar quatro técnicos estrangeiros para a Seleção: José Mourinho, Carlo Ancelotti, Zinédine Zidane e Luis Enrique.
A Seleção começou o ano de 2023 fazendo três amistosos ainda sem um novo treinador definido e sendo comandada pelo interino Ramon Menezes. No primeiro amistoso, derrota por 2–1 para o Marrocos, que havia feito história na Copa de 2022, sendo a primeira seleção africana a alcançar as semifinais. No segundo jogo, vitória por 4–1 sobre a Guiné. Mas no terceiro amistoso, a Seleção perdeu por 4–2 para o Senegal, sendo esta a primeira vez que a Seleção sofreu mais de três gols em uma partida desde o histórico 7–1 para a Alemanha, na Copa de 2014, em casa. Enfim, a CBF definiu um treinador estrangeiro para assumir a Seleção Brasileira: o italiano Carlo Ancelotti. Porém, Ancelotti disse que só poderia assumir a Seleção em junho de 2024, quando terminasse o seu contrato com o Real Madrid. A CBF concordou em esperar o treinador. Mas os torcedores ficaram divididos e preocupados sobre a Seleção ficar tanto tempo sem um treinador. A CBF então fechou um contrato de um ano com o técnico brasileiro Fernando Diniz, que seria o treinador interino da Seleção até a chegada de Ancelotti, em junho de 2024. Ao mesmo tempo que era técnico da Seleção, Diniz também era treinador do Fluminense, clube com o qual foi campeão da Copa Libertadores da América de 2023.
Com Diniz como técnico, a Seleção estreou nas Eliminatórias da Copa do Mundo FIFA de 2026 goleando a Bolívia por 5–1 no estádio Mangueirão em Belém. Os gols brasileiros foram marcados por Rodrygo (dois gols), Neymar (dois gols) e Raphinha. Com os dois gols marcados nessa partida, Neymar se tornou o maior artilheiro da Seleção nas contas da FIFA, com 79 gols, dois a mais que Pelé. Mas, nas contas da CBF (que também engloba partidas contra clubes e combinados), Neymar ainda está atrás de Pelé, que tem 95 gols. No segundo jogo das Eliminatórias, a Seleção ganhou do Peru fora de casa por 1–0, gol marcado por Marquinhos. No terceiro jogo, a Seleção só empatou em 1–1 com a Venezuela, em Cuiabá.
No quarto jogo, a Seleção perdeu por 2–0 para o Uruguai, em Montevidéu, sendo esta a primeira vez que o Brasil perdeu para o Uruguai em 22 anos e a primeira derrota da Seleção Brasileira nas Eliminatórias desde 2015, acabando com uma invencibilidade de 37 jogos. Nessa partida, Neymar sofreu uma grave lesão, necessitando ficar afastado até agosto de 2024 para se recuperar. Com isso, o jogador não esteve na Copa América de 2024. Após esses resultados, torcedores criticaram o time e o técnico Fernando Diniz. No jogo seguinte, a Seleção perdeu por 2–1, de virada, para a Colômbia fora de casa. Os gols colombianos foram marcados por Luis Díaz, que dias antes havia tido o pai sequestrado pelo grupo terrorista "Exército de Liberação Nacional" na Colômbia. O pai do jogador foi resgatado após 12 dias e assistiu a partida no estádio. Essa foi a primeira vez que a Seleção Brasileira perdeu dois jogos seguidos nas Eliminatórias e a primeira vitória da Colômbia contra o Brasil nas Eliminatórias em toda a história. Outra marca negativa alcançada pela Seleção foi a de quatro derrotas em uma mesma temporada, algo que não acontecia desde 2003.
No sexto jogo das Eliminatórias, o Brasil enfrentou a Argentina no estádio do Maracanã, sendo esta a primeira partida entre os dois países depois que a Argentina foi campeã da Copa do Mundo FIFA de 2022. O Brasil perdeu por 1–0, gol do zagueiro Otamendi. Com esse resultado, a Seleção chegou a três derrotas seguidas nas Eliminatórias, outra marca negativa inédita. Foi também a primeira vez, desde 2001, que a Seleção perdeu três jogos seguidos e a primeira vez que a Seleção perdeu um jogo em casa na história das Eliminatórias — até então, o Brasil tinha feito 64 jogos em casa nas Eliminatórias, com 51 vitórias e 13 empates. Com esses resultados o Brasil ficou, até então, em sexto lugar nas Eliminatórias, com apenas sete pontos. A Seleção terminou o ano com cinco derrotas em nove jogos, o maior número de derrotas em uma mesma temporada, desde 2001. Foi também a primeira vez em 60 anos que a Seleção perdeu mais jogos do que ganhou no ano. Essa partida com a Argentina também ficou marcada por uma briga generalizada entre os torcedores nas arquibancadas do Maracanã, o que atrasou o início da partida em 27 minutos.
Após 36 anos, o Brasil voltou a conquistar a medalha de ouro dos Jogos Pan-Americanos na edição de 2023, em Santiago, Chile.
Em 7 de dezembro de 2023, o então presidente da CBF, Ednaldo Rodrigues, foi afastado do cargo por uma decisão do Tribunal de Justiça do Rio de Janeiro. O fato causou alguma preocupação na FIFA e na CONMEBOL, que anunciaram que iriam mandar representantes ao Brasil, em janeiro de 2024, para acompanhar o caso. Se as entidades entendessem que a CBF estava sofrendo interferência externa, o que é vedado pelo estatuto da FIFA, isso poderia levar ao banimento dos clubes brasileiros de todas as competições internacionais e também ao banimento da Seleção Brasileira da Copa América de 2024 e da Copa do Mundo de 2026. A crise na CBF assustou Ancelotti e o afastou da Seleção. Assim, em 29 de dezembro de 2023, o treinador renovou por mais dois anos o seu contrato com o Real Madrid, acabando com a possibilidade dele assumir a Seleção Brasileira em junho de 2024. Em 4 de janeiro de 2024, uma liminar do ministro Gilmar Mendes, do Supremo Tribunal Federal (STF), recolocou Ednaldo Rodrigues na presidência da CBF. Logo após o retorno de Ednaldo, o treinador interino Fernando Diniz foi demitido. Em seguida, o então técnico do São Paulo, Dorival Júnior, foi convidado para ser o novo técnico da Seleção e aceitou o convite. Em paralelo, os representantes da FIFA e da CONMEBOL vieram ao Brasil, apoiaram o retorno de Ednaldo Rodrigues a presidência da CBF e descartaram punições.
Dorival Júnior estreou como técnico da seleção brasileira no dia 23 de março de 2024, num amistoso contra a Inglaterra, em Wembley. O Brasil venceu por 1-0, gol de Endrick. No segundo jogo, empate por 3-3 contra a Espanha em Madrid, gols de Rodrygo, Endrick e Lucas Paquetá. Nessa partida, que não teve o VAR, o árbitro marcou dois pênaltis controversos a favor dos espanhóis. Isso fez com que a CBF decidisse que a seleção não irá mais jogar partidas sem o VAR, além de pedir à FIFA que o dispositivo passe a ser obrigatório em amistosos. Em junho, nos últimos amistosos antes da Copa América, o Brasil venceu o México por 3-2, gols de Andreas Pereira, Gabriel Martinelli e Endrick; e empatou em 1-1 com os Estados Unidos, gol de Rodrygo. Na Copa América de 2024, o Brasil, sem engrenar, foi eliminado nos pênaltis pelo Uruguai nas quartas de final. Nas Eliminatórias da Copa do Mundo, o time terminou o ano em 5º lugar. Após a vitória por 1-0 sobre o Equador, o técnico Dorival Júnior disse que o Brasil estará na final da Copa do Mundo de 2026.
Na noite de 25 de março de 2025, em duelo contra a Argentina no Monumental de Nuñez, a seleção sofreu a pior derrota de sua história nas Eliminatórias da Copa do Mundo: os hermanos, mesmo sem Lionel Messi, triunfaram por 4 a 1. Julián Álvarez, Enzo Fernández, Alexis Mac Allister e Giuliano Simeone marcaram para os argentinos enquanto Matheus Cunha marcou o gol brasileiro. Foi também a maior goleada sofrida pelo Brasil desde o Mineiraço em 2014, a primeira vez que a seleção perdeu os dois jogos para a Argentina nas eliminatórias (já que foi superada por 1 a 0 no Maracanã, em novembro de 2023, com gol de Otamendi) e a primeira vez em 61 anos que o Brasil perdeu para a Argentina por tantos gols de diferença. O resultado fez com que a CBF demitisse o técnico Dorival Júnior. Novamente, a CBF passou a cogitar a contratação de um treinador estrangeiro, sendo Carlo Ancelotti e Jorge Jesus os nomes mais cotados. Abel Ferreira, Pep Guardiola, Jürgen Klopp e José Mourinho também foram mencionados. Entre os técnicos brasileiros, Filipe Luís, Rogério Ceni e Renato Gaúcho, que acabou assinando com o Fluminense, foram apresentados como opções. Alguns jogadores queriam a volta de Tite à seleção. Jorge Jesus revelou que recebeu o convite da CBF para ser o técnico da Seleção, mas recusou porque queria permanecer no Al-Hilal e que se arrependeu dessa decisão. Finalmente, no dia 12 de maio de 2025, após uma longa negociação, a CBF anunciou Carlo Ancelotti como novo técnico da Seleção Brasileira. Na estreia do treinador, a seleção ficou no empate sem gols contra o Equador fora de casa, pelas Eliminatórias. Mas no jogo seguinte, o Brasil venceu o Paraguai por 1 a 0, gol de Vinícius Júnior, na Neo Química Arena em São Paulo. Foi a primeira vitória de Ancelotti com a seleção e o resultado garantiu a classificação do Brasil para a Copa do Mundo de 2026.

## Uniformes

### Uniformes dos jogadores
- Uniforme principal: Camisa amarela, calção azul e meias brancas;
- Uniforme de visitante: Camisa azul, calção branco e meias azuis.

| 1º Uniforme | 2º Uniforme |

### Uniformes dos goleiros
- Camisa cinza, calção e meias cinzas;
- Camisa verde, calção e meias verdes;
- Camisa preta, calção e meias pretas.

| Cores do Time · Cores do Time · Cores do Time · Cores do Time · Cores do Time | Cores do Time · Cores do Time · Cores do Time · Cores do Time · Cores do Time | Cores do Time · Cores do Time · Cores do Time · Cores do Time · Cores do Time |

### Uniformes de treino
- Camisa verde, calção azul e meias brancas;
- Camisa laranja, calção e meias azuis;
- Camisa azul, calção e meias azuis.

| Jogadores | Goleiros | C. Técnica |

### Material esportivo
| Fornecedor | Período        |
| ---------- | -------------- |
| Nenhum     | 1908–1954      |
| Athleta    | 1954–1977      |
| Adidas     | 1977–1981      |
| Topper     | 1981–1991      |
| Umbro      | 1991–1996      |
| Nike       | 1996– presente |

## Organização

### Centro de treinamento
A seleção brasileira treina na Granja Comary desde 1987. A mesma se localiza em Teresópolis, situada a 90 km da cidade do Rio de Janeiro.

### Direitos de transmissão
A TV Globo e o canal SporTV detém a exclusividade dos jogos da seleção brasileira em amistosos.

### Patrocinadores
Os patrocinadores da Seleção Brasileira, conforme o site oficial, são:
- Material esportivo:
  -  Nike (1996–atualmente)[335]
- Patrocinadores máster:
  -  Banco Itaú (2008–)[336]
  -  Vivo (2005–)[337]
  -  Guaraná Antarctica (2001–)[338]
  -  Neoenergia (2021–)[339]
- Patrocinadores:
  -  Mastercard (2012–)[340]
  -  Gol Linhas Aéreas Inteligentes (2013-)[341]
  -  CIMED (2016–)
  -  Pague Menos (2020-)
  -  Semp TCL (2019–)
- Parceiros e Apoiadores:
  -  Technogym (2018-)
  -  StatSports (2018-)
  -  Kin Analytics (2021-)
  -  Globus Italian Excellence (2021-)

## Principais adversários
De todas as seleções que a Seleção Brasileira já enfrentou, apenas cinco mantêm vantagem no histórico de confrontos: as Seleções da Argentina, da Holanda, da Hungria, da Noruega e a do Senegal, sendo estas duas últimas jamais vencidas pelo Brasil.
Entre as seleções rivais notórias, destaca-se a Argentina, sobretudo pelas disputas em diversas competições da América do Sul ao longo da história, confrontos em Copas do Mundo e por questionamentos acerca de quem teria sido o melhor jogador da história — se Pelé ou Maradona.
Outros grandes rivais são:
- o Uruguai, com quem o Brasil já disputou jogos históricos em Copas do Mundo, como a traumática final da Copa de 1950 e a tensa semifinal da Copa de 1970, além de outras decisões de Copas Américas e de categorias de base;
- a Itália, com quem também disputou inúmeras partidas decisivas nas Copas, como as finais de 1970 e 1994, vencidas pelo Brasil, além da semifinal de 1938 e do jogo da segunda fase de 1982, vencidas pela equipe europeia e a eliminação traumática do favorito Brasil em 1982;
- a França, sobretudo após a Copa de 1998, vencida pelos franceses em cima dos brasileiros,[343] além das Copas de 1986 e 2006, nas quais os europeus eliminaram os brasileiros nas quartas de final, e da 1958, quando o Brasil eliminou a então favorita França na semifinal;
- a Holanda também tem histórico de rivalidade em Copas, com sucesso para o Brasil em 1994 e 1998 e para a Holanda em 1974, 2010 e 2014;
- a Croácia possui um histórico de rivalidade com Brasil em Copas, os brasileiros venceram os croatas em 2006 e 2014 na fase de grupos e os croatas em 2022 nas quartas de final;[344]

## Calendário e resultados recentes
Estes são os resultados dos últimos 12 meses e o calendário para 2024/2025.
      Vitória
      Empate
      Derrota
      Suspenso

### 2023
| 25 de março Amistoso | Marrocos                | 2 – 1                     | Brasil       | Tânger, Marrocos                                              |  |
| 22:00 (UTC+1)        | Boufal 29' · Sabiri 79' | Relatório (CBF) Soccerway | Casemiro 67' | Estádio: Ibn Batouta Público: 63 500 Árbitro: TUN Sadek Selmi |  |

| 17 de junho Amistoso | Brasil                                                               | 4 – 1     | Guiné        | Barcelona, Espanha                                       |  |
| 21:30 (UTC+2)        | Joelinton 26' · Rodrygo 29' · Éder Militão 46' · Vinícius Júnior 87' | Soccerway | Guriassy 35' | Estádio: Cornellà-El Prat Árbitro: LAT Andris Treismanis |  |

| 20 de junho Amistoso | Brasil                             | 2 – 4                     | Senegal                                                                 | Lisboa, Portugal                                    |  |
| 20:00 (UTC+1)        | Lucas Paquetá 11' · Marquinhos 58' | Relatório (CBF) Soccerway | Habib Diallo 22' · Marquinhos 52' (g.c.) · Sadio Mané 55', 90+7' (pen.) | Estádio: José Alvalade Árbitro: POR Gustavo Correia |  |

| 8 de setembro Eliminatórias | Brasil                                              | 5 – 1     | Bolívia    | Belém, Brasil                                         |  |
| 21:45 (UTC−3)               | Rodrygo 24', 53' · Raphinha 47' · Neymar 61', 90+3' | Soccerway | Ábrego 78' | Estádio: Mangueirão Árbitro: PAR Juan Gabriel Benítez |  |

| 12 de setembro Eliminatórias | Peru | 0 – 1     | Brasil         | Lima, Peru                                                               |  |
| 21:00 (UTC−5)                |      | Soccerway | Marquinhos 90' | Estádio: Estádio Nacional do Peru Árbitro: ARG Fernando Andrés Rapallini |  |

| 12 de outubro Eliminatórias | Brasil                | 1 – 1     | Venezuela | Cuiabá, Brasil                                                   |  |
| 21:30 (UTC−3)               | Gabriel Magalhães 50' | Soccerway | Bello 85' | Estádio: Arena Pantanal Árbitro: PER Kevin Paolo Ortega Pimentel |  |

| 17 de outubro Eliminatórias | Uruguai                    | 2 – 0     | Brasil | Montevidéu, Uruguai                                     |  |
| 21:00 (UTC−3)               | Núñez 42' · De La Cruz 77' | Soccerway |        | Estádio: Estádio Centenario Árbitro: VEN Alexis Herrera |  |

| 16 de novembro Eliminatórias | Colômbia           | 2 – 1     | Brasil                | Barranquilla, Colômbia                                     |  |
| 19:00 (UTC−5)                | Luis Díaz 75', 79' | Soccerway | Gabriel Martinelli 4' | Estádio: Estádio Metropolitano Árbitro: URU Andrés Matonte |  |

| 21 de novembro Eliminatórias | Brasil | 0 – 1     | Argentina    | Rio de Janeiro, Brasil  |  |
| 21:30 (UTC−3)                |        | Soccerway | Otamendi 63' | Árbitro: CHI Piero Maza |  |

### 2024
| 23 de março Amistoso | Inglaterra | 0 – 1     | Brasil      | Londres, Inglaterra                             |  |
| 20:00 (UTC+0)        |            | Soccerway | Endrick 80' | Estádio: Wembley Árbitro: POR Artur Soares Dias |  |

| 26 de março Amistoso | Espanha                                      | 3 – 3     | Brasil                                                 | Madrid, Espanha                                                        |  |
| 22:30 (UTC+1)        | Rodri 12' (pen.), 87' (pen.) · Dani Olmo 36' | Soccerway | Rodrygo 40' · Endrick 50' · Lucas Paquetá 90+6' (pen.) | Estádio: Santiago Bernabéu Árbitro: POR António Emanuel Carvalho Nobre |  |

| 8 de junho Amistoso | Brasil                                                      | 3 – 2     | México                                          | College Station, Estados Unidos                |  |
| 19:00 (UTC−6)       | Andreas Pereira 5' · Gabriel Martinelli 54' · Endrick 90+6' | Soccerway | Yan Couto 73' (g.c.) · Guillermo Martínez 90+2' | Estádio: Kyle Field Árbitro: USA Lukasz Szpala |  |

| 12 de junho Amistoso | Estados Unidos | 1 – 1     | Brasil      | Orlando, Estados Unidos                                   |  |
| 19:00 (UTC−4)        | Pulisic 26'    | Soccerway | Rodrygo 17' | Estádio: Camping World Stadium Árbitro: HON Said Martínez |  |

| 24 de junho Copa América | Brasil | 0 – 0              | Costa Rica | Inglewood, Estados Unidos                                      |  |
| 18:00 (UTC−7)            |        | CONCACAF Soccerway |            | Estádio: SoFi Stadium Público: 67 158 Árbitro: MEX César Ramos |  |

| 28 de junho Copa América | Paraguai          | 1 – 4              | Brasil                                                            | Paradise, Estados Unidos                                           |  |
| 18:00 (UTC−7)            | Omar Alderete 48' | CONCACAF Soccerway | Vinícius Júnior 35', 45+5' · Sávio 43' · Lucas Paquetá 65' (pen.) | Estádio: Allegiant Stadium Público: 46 939 Árbitro: CHI Piero Maza |  |

| 2 de julho Copa América | Brasil         | 1 – 1              | Colômbia             | Santa Clara, Estados Unidos                                           |  |
| 18:00 (UTC−7)           | Raphinha 12' · | CONCACAF Soccerway | Daniel Muñoz 45+2' · | Estádio: Levi's Stadium Público: 70 971 Árbitro: VEN Jesús Valenzuela |  |

| 6 de julho Copa América                         | Uruguai | 0 – 0 4 – 2 (pen)                     | Brasil | Paradise, Estados Unidos                                              |  |
| 18:00 (UTC−7)                                   |         |                                       |        | Estádio: Allegiant Stadium Público: 43 827 Árbitro: ARG Darío Herrera |  |
|                                                 |         | Penalidades                           |        |                                                                       |  |
| Valverde Bentancur De Arrascaeta Giménez Ugarte |         | Militão A. Pereira D. Luiz Martinelli |        |                                                                       |  |

| 6 de setembro Eliminatórias | Brasil      | 1 – 0     | Equador | Curitiba, Brasil                                  |  |
|                             | Rodrygo 30' | Soccerway |         | Estádio: Couto Pereira Árbitro: ARG Facundo Tello |  |

| 10 de setembro Eliminatórias | Paraguai  | 1 – 0     | Brasil | Assunção, Paraguai                                                |  |
|                              | Gómez 20' | Soccerway |        | Estádio: Estádio Defensores del Chaco Árbitro: URU Andrés Matonte |  |

| 10 de outubro Eliminatórias | Chile     | 1 – 2     | Brasil                               | Santiago, Chile                                               |  |
|                             | Vargas 2' | Soccerway | Igor Jesus 45+1' · Luiz Henrique 89' | Estádio: Estádio Nacional de Chile Árbitro: ARG Darío Herrera |  |

| 15 de outubro Eliminatórias | Brasil                                                             | 4 – 0     | Peru | Brasília, Brasil                                      |  |
|                             | Raphinha 38', 54' (pen.) · Andreas Pereira 71' · Luiz Henrique 74' | Soccerway |      | Estádio: Mané Garrincha Árbitro: URU Esteban Ostojich |  |

| 14 de novembro Eliminatórias | Venezuela   | 1 – 1     | Brasil       | Maturín, Venezuela                                               |  |
|                              | Segovia 46' | Soccerway | Raphinha 43' | Estádio: Estádio Monumental de Maturín Árbitro: COL Andrés Rojas |  |

| 19 de novembro Eliminatórias | Brasil     | 1 – 1     | Uruguai      | Salvador, Brasil                                  |  |
|                              | Gerson 62' | Soccerway | Valverde 55' | Estádio: Arena Fonte Nova Árbitro: CHI Piero Maza |  |

### 2025
| 20 de março Eliminatórias | Brasil                                   | 2 – 1     | Colômbia      | Brasília, Brasil                                    |  |
|                           | Raphinha 6' (pen.) · Vinícius Júnior 99' | Soccerway | Luis Díaz 41' | Estádio: Mané Garrincha Árbitro: VEN Alexis Herrera |  |

| 25 de março Eliminatórias | Argentina                                                                        | 4 – 1     | Brasil            | Buenos Aires, Argentina                           |  |
|                           | Julián Alvarez 4' · Enzo Fernández 12' · Mac Allister 37' · Giuliano Simeone 71' | Soccerway | Matheus Cunha 26' | Estádio: Mâs Monumental Árbitro: COL Andrés Rojas |  |

| 5 de junho Eliminatórias | Equador | 0 – 0     | Brasil | Guaiaquil, Equador          |  |
|                          |         | Soccerway |        | Estádio: Estadio Monumental |  |

| 10 de junho Eliminatórias | Brasil              | 1 – 0     | Paraguai | São Paulo, Brasil                                     |  |
|                           | Vinícius Júnior 44' | Soccerway |          | Estádio: Neo Química Arena Árbitro: ARG Facundo Tello |  |

| 4 de setembro Eliminatórias | Brasil | –         | Chile | Rio de Janeiro, Brasil |  |
|                             |        | Soccerway |       | Estádio: Maracanã      |  |

| 9 de setembro Eliminatórias | Bolívia | –         | Brasil | El Alto, Bolívia                      |  |
|                             |         | Soccerway |        | Estádio: Estádio Municipal de El Alto |  |

## Títulos

### Seleção Principal
| MUNDIAIS          | MUNDIAIS                 | MUNDIAIS | MUNDIAIS                                              |
|                   | Competição               | Vezes    | Ano                                                   |
| ----------------- | ------------------------ | -------- | ----------------------------------------------------- |
|                   | Copa do Mundo            | 5        | 1958, 1962, 1970, 1994 e 2002                         |
| INTERCONTINENTAIS |                          |          |                                                       |
|                   | Competição               | Vezes    | Ano                                                   |
|                   | Copa das Confederações   | 4        | 1997, 2005, 2009 e 2013                               |
|                   | Campeonato Pan-Americano | 2        | 1952 e 1956                                           |
| CONTINENTAIS      |                          |          |                                                       |
|                   | Competição               | Vezes    | Ano                                                   |
|                   | Copa América             | 9        | 1919, 1922, 1949, 1989, 1997, 1999, 2004, 2007 e 2019 |

### Seleção Olímpica
| EVENTOS MULTIESPORTIVOS | EVENTOS MULTIESPORTIVOS | EVENTOS MULTIESPORTIVOS | EVENTOS MULTIESPORTIVOS      |
|                         | Competição              | Vezes                   | Ano                          |
| ----------------------- | ----------------------- | ----------------------- | ---------------------------- |
|                         | Jogos Olímpicos         | Ouro 2                  | 2016 e 2020                  |
|                         | Jogos Olímpicos         | Prata 3                 | 1984, 1988 e 2012            |
|                         | Jogos Olímpicos         | Bronze 2                | 1996 e 2008                  |
|                         | Jogos Pan-Americanos    | 5                       | 1963, 1975, 1979, 1987, 2023 |
|                         | Jogos Pan-Americanos    | 3                       | 1959,1983 e 2003             |
|                         | Jogos Pan-Americanos    | 1                       | 2015                         |

### Títulos amistosos
| TORNEIOS AMISTOSOS                      | TORNEIOS AMISTOSOS                      | TORNEIOS AMISTOSOS | TORNEIOS AMISTOSOS                             |
|                                         | Competição                              | Vezes              | Ano                                            |
| --------------------------------------- | --------------------------------------- | ------------------ | ---------------------------------------------- |
| Argentina · Brasil                      | Copa Roca                               | 8                  | 1914, 1922, 1945, 1957, 1960, 1963, 1971, 1976 |
| Brasil · Paraguai                       | Taça Oswaldo Cruz                       | 8                  | 1950, 1955, 1956, 1958, 1961, 1962, 1968, 1976 |
| Brasil · Uruguai                        | Copa Rio Branco                         | 7                  | 1931, 1932, 1947, 1950, 1967, 1968, 1976       |
| Brasil · Chile                          | Taça Bernardo O'Higgins                 | 4                  | 1955, 1959, 1961, 1966                         |
| Argentina · Brasil · Paraguai · Uruguai | Taça do Atlântico                       | 3                  | 1956, 1960, 1976                               |
| Argentina · Brasil                      | Superclássico das Américas              | 3                  | 2011, 2012, 2014                               |
| Brasil · Paraguai                       | Taça Rodrigues Alves                    | 2                  | 1922, 1923                                     |
| Argentina · Brasil                      | Copa Confraternidad                     | 1                  | 1923                                           |
| Brasil                                  | Taça Independência                      | 1                  | 1972                                           |
| Estados Unidos                          | Torneio Bicentenário dos Estados Unidos | 1                  | 1976                                           |
| Colômbia                                | Mundialito de Cáli                      | 1                  | 1977                                           |
| Irã                                     | Troféu Coroa do Príncipe                | 1                  | 1978                                           |
| Inglaterra                              | Taça Brasil-Inglaterra                  | 1                  | 1981                                           |
| Escócia · Inglaterra                    | Taça Stanley Rous                       | 1                  | 1987                                           |
| Austrália                               | Torneio Bicentenário da Austrália       | 1                  | 1988                                           |
| Portugal                                | Torneio da Amizade                      | 1                  | 1988                                           |
| Brasil · Chile                          | Copa Teixeira                           | 1                  | 1990                                           |
| Estados Unidos                          | Amistad Cup                             | 1                  | 1992                                           |
| Inglaterra                              | Copa Umbro                              | 1                  | 1995                                           |
| Argentina                               | Copa 50º Aniversário do Jornal Clarín   | 1                  | 1995                                           |
| África do Sul                           | Nelson Mandela Challenge                | 1                  | 1996                                           |
| Hong Kong                               | Carlsberg Cup                           | 1                  | 2005                                           |
| Arábia Saudita                          | Super Clásico Championship              | 1                  | 2018                                           |
| Japão                                   | 2022 Kirin Challenge Cup                | 1                  | 2022                                           |

Legenda
 Campeão invicto

### Cronologia dos títulos
| Sede                  | Torneio                  | Ano  | N.º |
| --------------------- | ------------------------ | ---- | --- |
| Brasil                | Copa América             | 1919 | 1   |
| Brasil                | Copa América             | 1922 | 2º  |
| Brasil                | Copa América             | 1949 | 3º  |
| Chile                 | Campeonato Pan-Americano | 1952 | 4º  |
| México                | Campeonato Pan-Americano | 1956 | 5º  |
| Suécia                | Copa do Mundo            | 1958 | 6º  |
| Chile                 | Copa do Mundo            | 1962 | 7º  |
| México                | Copa do Mundo            | 1970 | 8º  |
| Brasil                | Copa América             | 1989 | 9º  |
| Estados Unidos        | Copa do Mundo            | 1994 | 10º |
| Bolívia               | Copa América             | 1997 | 11º |
| Arábia Saudita        | Copa das Confederações   | 1997 | 12º |
| Paraguai              | Copa América             | 1999 | 13º |
| Coreia do Sul · Japão | Copa do Mundo            | 2002 | 14º |
| Peru                  | Copa América             | 2004 | 15º |
| Alemanha              | Copa das Confederações   | 2005 | 16º |
| Venezuela             | Copa América             | 2007 | 17º |
| África do Sul         | Copa das Confederações   | 2009 | 18º |
| Brasil                | Copa das Confederações   | 2013 | 19º |
| Brasil                | Copa América             | 2019 | 20º |

## Campanhas
| Seleção Principal        | Seleção Principal                                        | Seleção Principal                                                           | Seleção Principal                            | Seleção Principal    |
| Torneio                  | Campeão                                                  | Vice-campeão                                                                | Terceiro                                     | Quarto               |
| ------------------------ | -------------------------------------------------------- | --------------------------------------------------------------------------- | -------------------------------------------- | -------------------- |
| Copa do Mundo            | 5 (1958, 1962, 1970, 1994, 2002)                         | 2 (1950, 1998)                                                              | 2 (1938, 1978)                               | 2 (1974, 2014)       |
| Copa das Confederações   | 4 (1997, 2005, 2009, 2013)                               | 1 (1999)                                                                    |                                              | 1 (2001)             |
| Copa América             | 9 (1919, 1922, 1949, 1989, 1997, 1999, 2004, 2007, 2019) | 12 (1921, 1925, 1937, 1945, 1946, 1953, 1957, 1959, 1983, 1991, 1995, 2021) | 7 (1916, 1917, 1920, 1942, 1959, 1975, 1979) | 3 (1923, 1956, 1963) |
| Campeonato Pan-Americano | 2 (1952, 1956)                                           | 1 (1960)                                                                    |                                              |                      |
| Copa Ouro da CONCACAF    |                                                          | 2 (1996, 2003)                                                              | 1 (1998)                                     |                      |

| Seleção Olímpica         | Seleção Olímpica                 | Seleção Olímpica     | Seleção Olímpica | Seleção Olímpica |
| Torneio                  | Ouro                             | Prata                | Bronze           |                  |
| ------------------------ | -------------------------------- | -------------------- | ---------------- | ---------------- |
| Jogos Olímpicos          | 2 (2016, 2020)                   | 3 (1984, 1988, 2012) | 2 (1996, 2008)   |                  |
| Jogos Pan-americanos     | 5 (1963, 1975, 1979, 1987, 2023) | 3 (1959, 1983, 2003) | 1 (2015)         |                  |
| Universíada              |                                  | 1 (2019)             | 2 (1999, 2011)   |                  |
| Jogos Mundiais Militares |                                  |                      | 1 (2011)         |                  |
| Jogos Sul-americanos     |                                  |                      | 1 (1986)         |                  |

## Estatísticas

### Desempenho em competições oficiais

#### Copa do Mundo

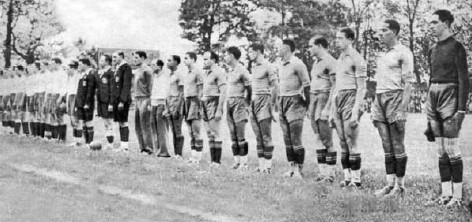
Polônia 5 a 6 Brasil, em 1938

| Desempenho na Copa do Mundo | Desempenho na Copa do Mundo | Desempenho na Copa do Mundo | Desempenho na Copa do Mundo | Desempenho na Copa do Mundo | Desempenho na Copa do Mundo | Desempenho na Copa do Mundo | Desempenho na Copa do Mundo | Desempenho na Copa do Mundo |
| Total: 5 títulos            | Total: 5 títulos            | Total: 5 títulos            | Total: 5 títulos            | Total: 5 títulos            | Total: 5 títulos            | Total: 5 títulos            | Total: 5 títulos            | Total: 5 títulos            |
| Ano                         | Fase                        | Posição                     | J                           | V                           | E[i]                        | D                           | GP                          | GC                          |
| --------------------------- | --------------------------- | --------------------------- | --------------------------- | --------------------------- | --------------------------- | --------------------------- | --------------------------- | --------------------------- |
| 1930                        | 1ª fase                     | 6/13                        | 2                           | 1                           | 0                           | 1                           | 5                           | 2                           |
| 1934                        | Oitavas de final            | 14/16                       | 1                           | 0                           | 0                           | 1                           | 1                           | 3                           |
| 1938                        | Terceiro lugar              | 3/15                        | 5                           | 3                           | 1                           | 1                           | 14                          | 11                          |
| 1950                        | Vice-campeão[ii]            | 2/13                        | 6                           | 4                           | 1                           | 1                           | 22                          | 6                           |
| 1954                        | Quartas de final            | 5/16                        | 3                           | 1                           | 1                           | 1                           | 8                           | 5                           |
| 1958                        | Campeão                     | 1/16                        | 6                           | 5                           | 1                           | 0                           | 16                          | 4                           |
| 1962                        | Campeão                     | 1/16                        | 6                           | 5                           | 1                           | 0                           | 14                          | 5                           |
| 1966                        | 1ª fase                     | 11/16                       | 3                           | 1                           | 0                           | 2                           | 4                           | 6                           |
| 1970                        | Campeão                     | 1/16                        | 6                           | 6                           | 0                           | 0                           | 19                          | 7                           |
| 1974                        | Quarto Lugar                | 4/16                        | 7                           | 3                           | 2                           | 2                           | 6                           | 4                           |
| 1978                        | Terceiro lugar              | 3/16                        | 7                           | 4                           | 3                           | 0                           | 10                          | 3                           |
| 1982                        | 2ª fase                     | 5/24                        | 5                           | 4                           | 0                           | 1                           | 15                          | 6                           |
| 1986                        | Quartas de final            | 5/24                        | 5                           | 4                           | 1                           | 0                           | 10                          | 1                           |
| 1990                        | Oitavas de final            | 9/24                        | 4                           | 3                           | 0                           | 1                           | 4                           | 2                           |
| 1994                        | Campeão                     | 1/24                        | 7                           | 5                           | 2                           | 0                           | 11                          | 3                           |
| 1998                        | Vice-campeão                | 2/32                        | 7                           | 4                           | 1                           | 2                           | 14                          | 10                          |
| 2002                        | Campeão                     | 1/32                        | 7                           | 7                           | 0                           | 0                           | 18                          | 4                           |
| 2006                        | Quartas de final            | 5/32                        | 5                           | 4                           | 0                           | 1                           | 10                          | 2                           |
| 2010                        | Quartas de final            | 6/32                        | 5                           | 3                           | 1                           | 1                           | 9                           | 4                           |
| 2014                        | Quarto lugar                | 4/32                        | 7                           | 3                           | 2                           | 2                           | 11                          | 14                          |
| 2018                        | Quartas de final            | 6/32                        | 5                           | 3                           | 1                           | 1                           | 8                           | 3                           |
| 2022                        | Quartas de final            | 7/32                        | 5                           | 3                           | 1                           | 1                           | 8                           | 3                           |
| 2026                        | A definir                   | A definir                   | A definir                   | A definir                   | A definir                   | A definir                   | A definir                   | A definir                   |
| 2030                        | A definir                   | A definir                   | A definir                   | A definir                   | A definir                   | A definir                   | A definir                   | A definir                   |
| 2034                        | A definir                   | A definir                   | A definir                   | A definir                   | A definir                   | A definir                   | A definir                   | A definir                   |
| Total                       | 22/22                       | 5 títulos                   | 114                         | 76                          | 19                          | 19                          | 235                         | 116                         |

### Lista de maiores artilheiros do Brasil em Copas do Mundo
| #   | Jogador           | Naturalidade        | Posição        | Gols | Edição(ões) em que atuou                                  |
| --- | ----------------- | ------------------- | -------------- | ---- | --------------------------------------------------------- |
| 1º  | Ronaldo           | Itaguaí, RJ         | Atacante       | 15   | Copas do Mundo de 1994 (0), 1998 (4), 2002 (8) e 2006 (3) |
| 2º  | Pelé              | Três Corações, MG   | Meia-atacante  | 12   | Copas do Mundo de 1958 (6), 1962 (1), 1966 (1) e 1970 (4) |
| 3º  | Vavá              | Recife, PE          | Atacante       | 9    | Copas do Mundo de 1958 (5) e 1962 (4)                     |
| 3º  | Jairzinho         | Rio de Janeiro, RJ  | Atacante       | 9    | Copas do Mundo de 1966 (0), 1970 (7) e 1974 (2)           |
| 3º  | Ademir de Menezes | Recife, PE          | Atacante       | 9    | Copa do Mundo de 1950 (9)                                 |
| 6º  | Rivaldo           | Recife, PE          | Meia           | 8    | Copas do Mundo de 1998 (3) e 2002 (5)                     |
| 6º  | Leônidas da Silva | Rio de Janeiro, RJ  | Atacante       | 8    | Copas do Mundo de 1934 (1) e 1938 (7)                     |
| 6º  | Neymar            | Mogi das Cruzes, SP | Ponta de lança | 8    | Copas do Mundo de 2014 (4), 2018 (2) e 2022 (2)           |
| 9º  | Careca            | Araraquara, SP      | Atacante       | 7    | Copas do Mundo de 1986 (5) e 1990 (2)                     |
| 10º | Bebeto            | Salvador, BA        | Atacante       | 6    | Copas do Mundo de 1990 (0), 1994 (3) e 1998 (3)           |
| 10º | Rivellino         | São Paulo, SP       | Meia           | 6    | Copas do Mundo de 1970 (3), 1974 (3) e 1978 (0)           |
| 12º | Garrincha         | Magé, RJ            | Ponta-direita  | 5    | Copas do Mundo de 1958 (0), 1962 (4) e 1966 (1)           |
| 12º | Romário           | Rio de Janeiro, RJ  | Atacante       | 5    | Copas do Mundo de 1990 (0) e 1994 (5)                     |
| 12º | Zico              | Rio de Janeiro, RJ  | Meia           | 5    | Copas do Mundo de 1978 (1), 1982 (4) e 1986 (0)           |

     Tricampeão Mundial
     Bicampeão Mundial

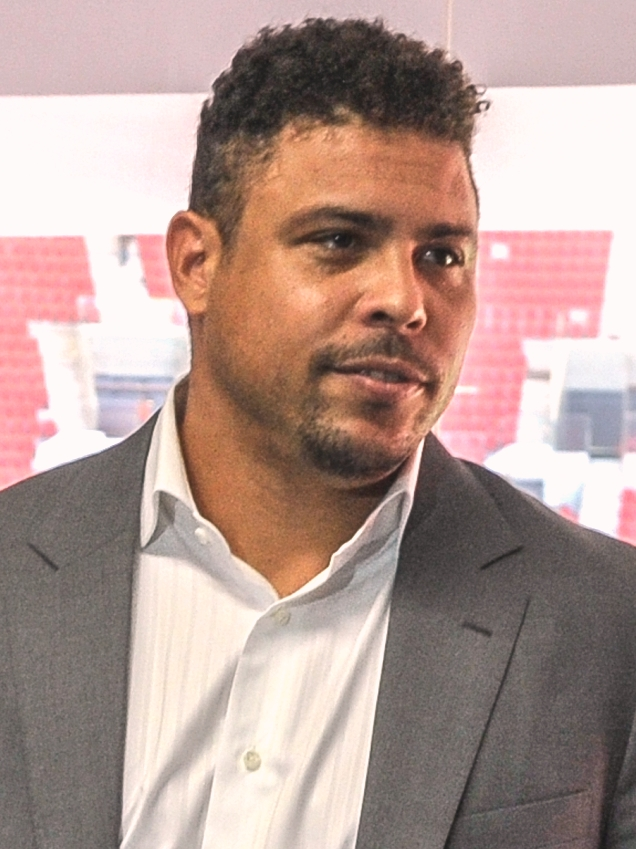
Ronaldo, o maior artilheiro do Brasil em Copas do Mundo com quinze gols, cinco deles com participação de Rivaldo

     Campeão e Vice-campeão Mundial
     Campeão Mundial
     Vice-campeão Mundial

#### Copa América
| 1916 | Terceiro lugar | 1941 | Não participou | 1979 | Terceiro lugar   | 2019 | Campeão          |
| 1917 | Terceiro lugar | 1942 | Terceiro lugar | 1983 | Vice-campeão     | 2021 | Vice-campeão     |
| 1919 | Campeão        | 1945 | Vice-campeão   | 1987 | 1.ª fase         | 2024 | Quartas de final |
| 1920 | Terceiro lugar | 1946 | Vice-campeão   | 1989 | Campeão          | 2028 |                  |
| 1921 | Vice-campeão   | 1947 | Não participou | 1991 | Vice-campeão     |      |                  |
| 1922 | Campeão        | 1949 | Campeão        | 1993 | Quartas de final |      |                  |
| 1923 | Quarto lugar   | 1953 | Vice-campeão   | 1995 | Vice-campeão     |      |                  |
| 1924 | Não participou | 1955 | Não participou | 1997 | Campeão          |      |                  |
| 1925 | Vice-campeão   | 1956 | Quarto lugar   | 1999 | Campeão          |      |                  |
| 1926 | Não participou | 1957 | Vice-campeão   | 2001 | Quartas de final |      |                  |
| 1927 | Não participou | 1959 | Vice-campeão   | 2004 | Campeão          |      |                  |
| 1929 | Não participou | 1959 | Terceiro lugar | 2007 | Campeão          |      |                  |
| 1935 | Não participou | 1963 | Quarto lugar   | 2011 | Quartas de final |      |                  |
| 1937 | Vice-campeão   | 1967 | Não participou | 2015 | Quartas de final |      |                  |
| 1939 | Não participou | 1975 | Terceiro lugar | 2016 | 1.ª fase         |      |                  |

#### Copa das Confederações
| Desempenho na Copa das Confederações | Desempenho na Copa das Confederações | Desempenho na Copa das Confederações | Desempenho na Copa das Confederações | Desempenho na Copa das Confederações | Desempenho na Copa das Confederações | Desempenho na Copa das Confederações | Desempenho na Copa das Confederações |
| Total: 4 títulos                     | Total: 4 títulos                     | Total: 4 títulos                     | Total: 4 títulos                     | Total: 4 títulos                     | Total: 4 títulos                     | Total: 4 títulos                     | Total: 4 títulos                     |
| Ano                                  | Fase                                 | J                                    | V                                    | E[i]                                 | D                                    | GP                                   | GC                                   |
| ------------------------------------ | ------------------------------------ | ------------------------------------ | ------------------------------------ | ------------------------------------ | ------------------------------------ | ------------------------------------ | ------------------------------------ |
| 1992                                 | Não participou                       | Não participou                       | Não participou                       | Não participou                       | Não participou                       | Não participou                       | Não participou                       |
| 1995                                 | Não participou                       | Não participou                       | Não participou                       | Não participou                       | Não participou                       | Não participou                       | Não participou                       |
| 1997                                 | Campeão                              | 5                                    | 4                                    | 1                                    | 0                                    | 14                                   | 2                                    |
| 1999                                 | Vice-campeão                         | 5                                    | 4                                    | 0                                    | 1                                    | 16                                   | 6                                    |
| 2001                                 | Quarto lugar                         | 5                                    | 1                                    | 2                                    | 2                                    | 3                                    | 3                                    |
| 2003                                 | 1.ª fase                             | 3                                    | 1                                    | 1                                    | 1                                    | 3                                    | 3                                    |
| 2005                                 | Campeão                              | 5                                    | 3                                    | 1                                    | 1                                    | 12                                   | 6                                    |
| 2009                                 | Campeão                              | 5                                    | 5                                    | 0                                    | 0                                    | 14                                   | 5                                    |
| 2013                                 | Campeão                              | 5                                    | 5                                    | 0                                    | 0                                    | 14                                   | 3                                    |
| 2017                                 | Não participou                       | Não participou                       | Não participou                       | Não participou                       | Não participou                       | Não participou                       | Não participou                       |
| Total                                | 4 títulos                            | 31                                   | 23                                   | 5                                    | 5                                    | 76                                   | 28                                   |

- i. ^ Indica empates incluindo jogos eliminatórios decididos nos pênaltis
- ii. ^ Não houve uma final oficial na Copa do Mundo de 1950. O campeão do torneio era decidido por um grupo final de quatro seleções (Uruguai, Brasil, Suécia e Espanha). Contudo, a vitória uruguaia de 2–1 sobre o Brasil (na partida conhecida como Maracanaço) era a partida decisiva e também a última do torneio. Por isso, o confronto é frequentemente classificado como "a final" da Copa do Mundo de 1950

#### Competições multidesportivas
Nos Jogos Olímpicos o Brasil conquistou duas medalhas de ouro. A primeira foi nos Jogos Olímpicos de 2016 e a segunda foi nos Jogos Olímpicos de 2020. Nas edições de 1984, 1988 e 2012, ficou com a medalha de prata (o Brasil foi derrotado, respectivamente, pela França, pela antiga União Soviética e pelo México). Ainda possui duas medalhas de bronze, conquistadas em 1996 (após ser desclassificado pela Nigéria, que se tornaria a campeã) e 2008 (após ser desclassificado pela Argentina, que também se tornaria campeã). O Brasil já conquistou todos os possíveis torneios organizados pela FIFA.
Já nos Jogos Pan-Americanos, a situação é melhor: o Brasil ganhou cinco medalhas de ouro, em 1963 (quando atuou em casa), 1975 (dividida com o México), 1979, 1987 e 2023. Ainda possui três medalhas de prata, conquistadas em 1959, 1983 e 2003, e uma de bronze, conquistada em 2015. Nos Jogos Pan-Americanos de 2007, disputados na cidade do Rio de Janeiro, o Brasil tentou conquistar sua quinta medalha de ouro, porém foi eliminado pelo Equador, que acabaria se tornando campeão pan-americano.
Na Universíada obteve uma medalha de prata em Nápoles 2019 e duas medalhas de bronze em Palma de Maiorca 1999 e Shenzhen 2011.
Nas Macabíadas, o Brasil conquistou 2 medalhas de ouro, uma em 1997 na categoria Open e a outra em 2017 na categoria Master +35.
Nos Jogos Sul-Americanos, ganhou uma medalha de bronze em 1986.
Nos Jogos Mundiais Militares, ganhou uma medalha de bronze atuando em casa em 2011.

### Desempenho nas Eliminatórias da Copa
Brasil e Alemanha são as duas únicas seleções ainda existentes que jamais falharam nas Eliminatórias da Copa do Mundo. Além disso, dos oito países que já foram conquistaram ao menos 1 vez a Copa do Mundo, apenas Brasil e Inglaterra nunca tiveram que participar da repescagem.
Um outro feito da Seleção com relação as eliminatórias diz respeito a seleção de 1970. A campanha da conquista do tricampeonato em 1970 foi irretocável, com vitória em todos os 6 jogos disputados nas eliminatórias, e também com vitória em todos os 6 jogos disputados na Copa. Esta foi a única vez que uma equipe sagrou-se campeã mundial vencendo todos os jogos da eliminatória e da própria Copa do Mundo.
Nas eliminatórias da Copa de 2018, o Brasil foi a primeira seleção garantida, via eliminatórias, para a Copa. Isto foi um feito histórico, já que, neste século, o primeiro país a carimbar o passaporte via Eliminatórias sempre havia sido da África ou da Ásia. Para se ter uma ideia do feito do Brasil, o primeiro classificado para o torneio costumava ser conhecido um ano antes da Copa do Mundo. Em junho ou julho. E o Brasil se garantiu com 15 meses de antecedência.
Segundo a coluna "Futebol em Números", do site UOL, das equipes que constantemente participam das Eliminatórias, apenas Espanha, Brasil e Itália jamais foram derrotados em seus domínios em jogos de eliminatórias, sendo que a Seleção Brasileira tem a 2a maior invencibilidade, atrás apenas da Seleção Espanhola.
Ao final das eliminatórias para a Copa de 2022, o Brasil havia disputado 127 Jogos, com 81V, 33E e 12D. Nestes 127 jogos, a equipe marcou 279 gols (Média de 2,19) e sofreu 75 (Média de 0,59).
| Local | Jogos | Vitórias | Empates | Derrotas | % Vitórias | % Empates | % Derrotas |
| ----- | ----- | -------- | ------- | -------- | ---------- | --------- | ---------- |
| Casa  | 64    | 51       | 12      | 0        | 79%        | 21%       | 0%         |
| Fora  | 63    | 30       | 21      | 12       | 44%        | 33%       | 22%        |
| TOTAL | 127   | 81       | 33      | 12       | 62%        | 27%       | 11%        |

#### Recordes nas Eliminatórias da Copa
| Recorde               | Partida              | Eliminatórias                       | Ref.    |
| --------------------- | -------------------- | ----------------------------------- | ------- |
| Maior vitória em casa | Brasil 8–0 Bolívia   | Eliminatórias Copa do Mundo de 1978 | [ 355 ] |
| Maior vitória fora    | Venezuela 0–6 Brasil | Eliminatórias Copa do Mundo de 2002 | [ 355 ] |
| Maior derrota fora    | Chile 3–0 Brasil     | Eliminatórias Copa do Mundo de 2002 |         |

##### Lista de Artilheiros
| #  | Jogador       | Gols | Info                                                                                                   |
| -- | ------------- | ---- | --- |
| 1  | Neymar        | 16   | 6 Gols (Eliminatórias Copa 2018) + 8 Gols (Eliminatórias Copa 2022) + 2 Gols (Eliminatórias Copa 2026) |
| 2  | Zico          | 11   | 5 gols (Eliminatórias Copa 1978) + 5 gols (Eliminatórias Copa 1982) + 1 gol (Eliminatórias Copa 1986)  |
| 2  | Romário       | 11   | 1 gol (Eliminatórias Copa 1990) + 2 gols (Eliminatórias Copa 1994) + 8 gols (Eliminatórias Copa 2002)  |
| 3  | Tostão        | 10   | 10 Gols (Eliminatórias Copa 1970)                                                                      |
| 3  | Ronaldo       | 10   | 10 Gols (Eliminatórias Copa 2006)                                                                      |
| 3  | Kaká          | 10   | 5 Gols (Eliminatórias Copa 2006) + 5 Gols (Eliminatórias Copa 2010)                                    |
| 3  | Luis Fabiano  | 10   | 1 Gol (Eliminatórias Copa 2006) + 9 Gols (Eliminatórias Copa 2010)                                     |
| 8  | Rivaldo       | 9    | 7 Gols (Eliminatórias Copa 2002) + 2 Gols (Eliminatórias Copa 2006)                                    |
| 9  | Bebeto        | 7    | 2 Gols (Eliminatórias Copa 1990) + 5 Gols (Eliminatórias Copa 1994)                                    |
| 9  | Adriano       | 7    | 6 Gols (Eliminatórias Copa 2006) + 1 Gols (Eliminatórias Copa 2010)                                    |
| 9  | Gabriel Jesus | 7    | 7 Gols (Eliminatórias Copa 2018)                                                                       |
| 10 | Pelé          | 6    | 6 Gols (Eliminatórias Copa 1970)                                                                       |
| 10 | Careca        | 6    | 1 Gol (Eliminatórias Copa 1986) + 5 Gols (Eliminatórias Copa 1990)                                     |

#### Aproveitamento da Seleção Brasileira no período pré-Copa do Mundo:
| Ciclo   | Aproveitamento |
| ------- | -------------- |
| 1994-98 | 82%            |
| 2018-22 | 81%            |
| 1958-62 | 80%            |
| 2014-18 | 80%            |
| 1974-78 | 79%            |
| 2006-10 | 77%            |
| 1978-82 | 75%            |
| 1966-70 | 74%            |
| 2010-14 | 73%            |
| 1970-74 | 73%            |
| 1986-90 | 71%            |
| 1954-58 | 67%            |
| 1998-02 | 66%            |
| 1962-66 | 64%            |
| 2002-06 | 63%            |
| 1990-94 | 61%            |
| 1982-86 | 56%            |

### Recordes individuais
Em negrito, os futebolistas ainda em atividade. Em itálico, os convocados na última temporada.

#### Mais partidas
Contando somente partidas oficiais, ou seja, entre seleções principais. Da lista estão excluídas partidas da seleção olímpica e contra clubes e combinados tanto locais como estrangeiros.
| Pos. | Jogador            | Período   | Jogos | Gols |
| ---- | ------------------ | --------- | ----- | ---- |
| 1    | Cafu               | 1990–2006 | 146   | 4    |
| 2    | Neymar             | 2010–     | 128   | 79   |
| 3    | Daniel Alves       | 2006–2022 | 126   | 8    |
| 4    | Roberto Carlos     | 1992–2006 | 125   | 11   |
| 5    | Thiago Silva       | 2008–     | 113   | 7    |
| 6    | Lúcio              | 2000–2011 | 106   | 4    |
| 7    | Taffarel (goleiro) | 1987–1998 | 101   | 0    |
| 8    | Robinho            | 2003–2017 | 100   | 28   |
| 9    | Djalma Santos      | 1952–1968 | 98    | 3    |
| 10   | Ronaldo            | 1994–2006 | 98    | 62   |

| Pos. | Jogador               | Período   | Jogos | Gols |
| ---- | --------------------- | --------- | ----- | ---- |
| 11   | Marquinhos            | 2013–     | 97    | 7    |
| 12   | Ronaldinho Gaúcho     | 1999–2013 | 97    | 33   |
| 13   | Gylmar (goleiro)      | 1956–1969 | 94    | 0    |
| 14   | Gilberto Silva        | 2001–2010 | 93    | 3    |
| 15   | Pelé                  | 1957–1971 | 92    | 77   |
| 16   | Kaká                  | 2002–2016 | 92    | 29   |
| 17   | Rivellino             | 1965–1978 | 92    | 26   |
| 18   | Dunga                 | 1987–1998 | 91    | 6    |
| 19   | Dida (goleiro)        | 1995–2006 | 91    | 0    |
| 20   | Júlio César (goleiro) | 2004–2014 | 87    | 0    |

#### Zagueiros com mais partidas
Contando somente partidas oficiais, ou seja, entre seleções principais. Da lista estão excluídas partidas da seleção olímpica e contra clubes e combinados tanto locais como estrangeiros.
| Pos. | Jogador      | Período   | Jogos |
| ---- | ------------ | --------- | ----- |
| 1    | Thiago Silva | 2008–     | 113   |
| 2    | Lúcio        | 2000–2011 | 106   |
| 3    | Marquinhos   | 2013–     | 97    |
| 4    | Aldair       | 1989–2000 | 81    |
| 5    | Juan         | 2001–2010 | 79    |
| 6    | Oscar        | 1978–1986 | 59    |
| 7    | Miranda      | 2007–2021 | 58    |
| 8    | David Luiz   | 2010–2017 | 57    |
| 9    | Bellini      | 1957–1966 | 51    |
| 10   | Roque Júnior | 1999–2005 | 49    |

Fonte: Mercado do futebol.
Em negrito quem ainda está em atividade.
Atualizado em 26 de outubro de 2022.

#### Maiores artilheiros
Em negrito, os futebolistas ainda em atividade. Em itálico, os convocados na última temporada.
| Posição | Jogador           | Partidas | Gols  | Média (gols/partida) |     | Posição           | Jogador | Partidas | Gols | Média (gols/partida) |
| ------- | ----------------- | -------- | ----- | -------------------- | --- | ----------------- | ------- | -------- | ---- | -------------------- |
| 1°      | Neymar            | 126      | 79    | 0,63                 | 21º | Roberto Dinamite  | 47      | 26       | 0,55 |                      |
| 2º      | Pelé              | 92[P]    | 77[P] | 0,83                 | 22º | Sócrates          | 63      | 25       | 0,40 |                      |
| 3º      | Ronaldo           | 98       | 62    | 0,63                 | 23º | Jair Rosa Pinto   | 39      | 22       | 0,56 |                      |
| 4º      | Romário           | 70       | 55    | 0,71                 | 23º | Pepe              | 40      | 22       | 0,55 |                      |
| 5º      | Zico              | 71       | 48    | 0,67                 | 25º | Philippe Coutinho | 69      | 21       | 0,31 |                      |
| 6º      | Jairzinho         | 105      | 44    | 0,42                 | 26º | Didi              | 68      | 20       | 0,29 |                      |
| 7º      | Rivellino         | 122      | 43    | 0,35                 | 27º | Gabriel Jesus     | 64      | 19       | 0,38 |                      |
| 8º      | Bebeto            | 75       | 39    | 0,52                 | 28º | Waldemar de Brito | 18      | 18       | 1,00 |                      |
| 9º      | Leônidas da Silva | 37       | 37    | 1,00                 | 28º | Fred              | 39      | 18       | 0,49 |                      |
| 9º      | Rivaldo           | 74       | 37    | 0,5                  | 30º | Quarentinha       | 17      | 17       | 1,00 |                      |
| 11º     | Tostão            | 65       | 36    | 0,55                 | 30º | Nilo              | 18      | 17       | 0,94 |                      |
| 12º     | Ademir de Menezes | 41       | 35    | 0,85                 | 30º | Baltazar          | 31      | 17       | 0,55 |                      |
| 13º     | Ronaldinho Gaúcho | 99       | 34    | 0,34                 | 30º | Raí               | 51      | 17       | 0,33 |                      |
| 14º     | Zizinho           | 54       | 31    | 0,57                 | 30º | Roberto Firmino   | 55      | 17       | 0,31 |                      |
| 14º     | Kaká              | 95       | 31    | 0,33                 | 30º | Garrincha         | 60      | 17       | 0,28 |                      |
| 16º     | Careca            | 63       | 29    | 0,46                 | 36° | Heleno de Freitas | 18      | 15       | 0,83 |                      |
| 17º     | Robinho           | 100      | 28    | 0,28                 | 36° | Vavá              | 20      | 15       | 0,75 |                      |
| 17º     | Luís Fabiano      | 45       | 28    | 0,62                 | 36° | Carvalho Leite    | 25      | 15       | 0,60 |                      |
| 17º     | Gérson            | 96       | 28    | 0,20                 | 39º | Cláudio Adão      | 12      | 14       | 1,17 |                      |
| 20°     | Adriano           | 48       | 27    | 0,56                 | 39º | Patesko           | 34      | 14       | 0,41 |                      |

#### Maiores assistentes
| Posição | Jogador           | Assistências | Jogos |
| ------- | ----------------- | ------------ | ----- |
| 1       | Pelé              | 64           | 114   |
| 2       | Neymar            | 57           | 126   |
| 3       | Zizinho           | 32           | 54    |
| 4       | Zico              | 32           | 82    |
| 5       | Ronaldo Nazário   | 31           | 105   |
| 6       | Garrincha         | 27           | 60    |
| 7       | Rivellino         | 26           | 121   |
| 8       | Jairzinho         | 26           | 102   |
| 9       | Ronaldinho Gaúcho | 25           | 102   |
| 10      | Bebeto            | 23           | 82    |

#### Mais Participações em Gol
| Posição | Jogador         | Gols | Assistências | Jogos | Participações Diretas | Média por jogo |
| ------- | --------------- | ---- | ------------ | ----- | --------------------- | -------------- |
| 1       | Pelé            | 95   | 64           | 114   | 159                   | 1,39           |
| 2       | Neymar          | 79   | 57           | 122   | 136                   | 1,05           |
| 3       | Ronaldo Nazário | 67   | 31           | 105   | 98                    | 0,93           |
| 4       | Zico            | 66   | 32           | 88    | 98                    | 1,11           |
| 5       | Romário         | 56   | 14           | 74    | 70                    | 0,94           |
| 6       | Jairzinho       | 44   | 26           | 102   | 70                    | 0,68           |
| 7       | Rivellino       | 43   | 26           | 121   | 69                    | 0,57           |
| 8       | Bebeto          | 42   | 23           | 82    | 65                    | 0,79           |
| 9       | Zizinho         | 31   | 32           | 54    | 63                    | 1,16           |
| 10      | Tostão          | 37   | 21           | 65    | 58                    | 0,89           |

- Mais jogos pela Seleção em Copas

| Pos. | Jogador        | Período   | Jogos | Copas                   |
| ---- | -------------- | --------- | ----- | ----------------------- |
| 1    | Cafu           | 1990–2006 | 20    | 1994, 1998, 2002 e 2006 |
| 2    | Ronaldo        | 1993–2006 | 19    | 1998, 2002 e 2006       |
| 3    | Dunga          | 1987–1998 | 18    | 1990, 1994 e 1998       |
| 4    | Taffarel       | 1988–1998 | 18    | 1990, 1994 e 1998       |
| 5    | Lúcio          | 2000–2011 | 17    | 2002, 2006 e 2010       |
| 6    | Roberto Carlos | 1994–2006 | 17    | 1998, 2002 e 2006       |
| 7    | Jairzinho      | 1965–1974 | 16    | 1966, 1970 e 1974       |
| 8    | Gilberto Silva | 2001–2010 | 16    | 2002, 2006 e 2010       |
| 9    | Bebeto         | 1985–1998 | 15    | 1990, 1994 e 1998       |
| 10   | Didi           | 1952–1962 | 15    | 1954, 1958 e 1962       |
| 11   | Nílton Santos  | 1949–1962 | 15    | 1954, 1958 e 1962       |
| 12   | Rivellino      | 1965–1978 | 15    | 1970, 1974 e 1978       |

P. ^ Como a contagem de jogos e gols daquela época era dificultada, as estatísticas são até hoje muito controversas, sendo contabilizados apenas 92 jogos e 77 gols para Pelé em contagens oficiais, como a da FIFA, que desconsidera muitas das partidas disputadas pela Seleção Brasileira. Apesar disto, em ambas as contagens ele se mantém como o maior artilheiro da equipe.

## Elencos anteriores
| - Elenco da Copa do Mundo FIFA de 1930 - Elenco da Copa do Mundo FIFA de 1934 - Elenco da Copa do Mundo FIFA de 1938 - Elenco da Copa do Mundo FIFA de 1950 - Elenco da Copa do Mundo FIFA de 1954 - Elenco da Copa do Mundo FIFA de 1958 - Elenco da Copa do Mundo FIFA de 1962 - Elenco da Copa do Mundo FIFA de 1966 - Elenco da Copa do Mundo FIFA de 1970 - Elenco da Copa do Mundo FIFA de 1974 | - Elenco da Copa do Mundo FIFA de 1978 - Elenco da Copa do Mundo FIFA de 1982 - Elenco da Copa do Mundo FIFA de 1986 - Elenco da Copa do Mundo FIFA de 1990 - Elenco da Copa do Mundo FIFA de 1994 - Elenco da Copa do Mundo FIFA de 1998 - Elenco da Copa do Mundo FIFA de 2002 - Elenco da Copa do Mundo FIFA de 2006 - Elenco da Copa do Mundo FIFA de 2010 - Elenco da Copa do Mundo FIFA de 2014 | - Elenco da Copa do Mundo FIFA de 2018 - Elenco da Copa do Mundo FIFA de 2022 |

## Seleções de base
A Seleção Brasileira de futebol Sub-20, é a maior vencedora dos torneios Sul-americanos (13 conquistas), e penta-campeã mundial, além de ter conquistado o ouro olímpico.
- Mundial de Futebol Sub-20: 5 (1983, 1985, 1993, 2003 e 2011)
- Mundial de Futebol Sub-17: 4 (1997, 1999 e 2003, 2019)
- Torneio Pré-Olímpico Sul-Americano Sub-23: 7 (1968 , 1971 , 1976 , 1984 , 1987 , 1996 e 2000)
- Sul-Americano de Futebol Sub-20: 13 (1974, 1983, 1985, 1988, 1991, 1992, 1995, 2001, 2007, 2009, 2011, 2023 e 2025)
- Sul-Americano de Futebol Sub-17: 13 (1988, 1991, 1995, 1997, 1999, 2001, 2005, 2007, 2009, 2011, 2015, 2017 e 2023)
- Sul-Americano de Futebol Sub-15: 5 (2005, 2007, 2011, 2015, 2019)
- Copa Internacional do Mediterrâneo (Sub-18): 9 (2001, 2002, 2003, 2004, 2006, 2007, 2008, 2010, 2011[359][360][361])
- Copa Sendai (Sub-19): 6 (2003, 2005, 2006, 2008, 2009 e 2010)
- Torneio 8 nações (Sub-20): 1 (2012[362][363][364][365])
- Torneio Internacional de Toulon (Sub-20): 9 (1980, 1981, 1983, 1995, 1996, 2002, 2013, 2014,[366][367]2019)
- Valais Youth Cup (Sub-20): 1 (2013[367][368])
- Torneio Nike Friendlies (Sub-17): 2

(2014, 2017)
 Campeão Invicto
| Seleção de Base                   | Seleção de Base                                                                   | Seleção de Base                              | Seleção de Base      | Seleção de Base | Seleção de Base |
| Torneio                           | Campeão                                                                           | Vice-campeão                                 | Terceiro             | Quarto          |                 |
| --------------------------------- | --------------------------------------------------------------------------------- | -------------------------------------------- | -------------------- | --------------- | --------------- |
| Campeonato Mundial Sub-20         | 5 (1983, 1985, 1993, 2003, 2011)                                                  | 4 (1991, 1995, 2009, 2015)                   | 3 (1977, 1989, 2005) |                 |                 |
| Campeonato Mundial Sub-17         | 4 (1997, 1999, 2003, 2019)                                                        | 2 (1995, 2005)                               | 2 (1985, 2017)       | 1 (2011)        |                 |
| Campeonato Sul-Americano Sub-20   | 13 (1974, 1983, 1985, 1988, 1991, 1992, 1995, 2001, 2007, 2009, 2011, 2023, 2025) | 7 (1954, 1977, 1981, 1987, 1997, 2003, 2005) | 3 (1958, 1967, 1999) | 2 (1979, 2015)  |                 |
| Campeonato Sul-Americano Sub-17   | 13 (1988, 1991, 1995, 1997, 1999, 2001, 2005, 2007, 2009, 2011, 2015, 2017, 2023) | 3 (1985, 1986, 2003)                         | 1 (2013)             | 1 (1993)        |                 |
| Campeonato Sul-Americano Sub-15   | 5 (2005, 2007, 2011, 2015, 2019)                                                  | 2 (2009, 2017)                               |                      |                 |                 |
| Pré-Olímpico Sul-Americano Sub-23 | 7 (1968, 1971, 1976, 1984, 1988, 1996, 2000)                                      | 2 (1964, 2020)                               | 3 (1960, 2004, 2024) |                 |                 |